# 2016 dans les parcs de loisirs
| Années des parcs de loisirs : 2013 - 2014 - 2015 - 2016 - 2017 - 2018 - 2019    |
| Décennies des parcs de loisirs : 1980 - 1990 - 2000 - 2010 - 2020 - 2030 - 2040 |

L'article 2016 dans les parcs de loisirs répertorie les événements marquants et les nouveautés majeures de l'année 2016, dans le domaine des parcs de loisirs à travers le monde.

## Parcs d'attractions

### Ouverture
- Wonderla Hyderabad ( Inde) ouvert au public le 7 avril
- Oriental Heritage Cixi ( Chine) ouvert au public le 16 avril
- Shanghai Disneyland ( Chine) ouvert au public le 16 juin
- Land of Legends Theme Park ( Turquie) ouvert au public le 1er juillet
- Hub Zero ( Émirats arabes unis) ouvert au public en juillet[1]
- Fantawild Dreamland Zhuzhou ( Chine) ouvert au public le 18 août
- Ita Park ( Brésil) ouvert au public le 7 septembre
- IMG Worlds of Adventure ( Émirats arabes unis) ouvert au public le 31 août
- Legoland Dubai ( Émirats arabes unis) ouvert au public le 31 octobre
- Bollywood Parks ( Émirats arabes unis) ouvert au public le 30 novembre
- Motiongate Dubai ( Émirats arabes unis) ouvert au public le 16 décembre
- Galaxy ( Ukraine) ouvert au public en décembre
- Luneur Park ( Italie) (réouverture)[2]

### Fermeture
- Pleasure Island Family Theme Park ( Royaume-Uni)
- Kuwait Entertainment City  Koweït
- Terra Park ( Roumanie)

### Changement de nom
- PortAventura European Destination Resort devient PortAventura World Parks & Resort ( Espagne)[3]. De plus, PortAventura Aquatic Park est renommé PortAventura Caribe Aquatic Park.

### Anniversaire
- Le Manoir de Paris ( France) 5 ans
- Gulli Parc ( France) 5 ans
- Legoland Florida ( États-Unis) 5 ans
- World Joyland ( Chine) 5 ans
- Rainbow Magicland ( Italie) 5 ans
- Tokyo DisneySea ( Japon) 15 ans
- Etnaland ( Italie) 15 ans
- Toverland ( Pays-Bas) 15 ans
- Movie Park Germany ( Allemagne) 20 ans
- Legoland Windsor ( Angleterre) 20 ans
- Freizeitpark Plohn ( Allemagne) 20 ans
- Parc Ange Michel ( France) 25 ans
- Beijing Shijingshan Amusement Park ( Chine) 30 ans
- Deltapark Neeltje Jans ( Pays-Bas) 30 ans
- Tykkimäki ( Finlande) 30 ans
- Mont Mosan ( Belgique) 30 ans
- Les Poussins, Parc de la Citadelle ( France) 30 ans
- Dreamworld ( Australie) 35 ans
- Djurs Sommerland ( Danemark) 35 ans
- Canada's Wonderland ( Canada) 35 ans
- Plopsa Coo ( Belgique) 40 ans
- Everland Resort ( Corée du Sud) 40 ans
- Six Flags Great America ( États-Unis) 40 ans
- Sea World ( Australie) 45 ans
- Minitalia Leolandia Park ( Italie) 45 ans
- Six Flags Magic Mountain ( États-Unis) 45 ans
- Magic Kingdom ( États-Unis) 45 ans
- Holiday Park ( Allemagne) 45 ans
- Papéa Parc ( France) 45 ans
- High Chaparral ( Suède) 50 ans
- Taunus Wunderland ( Allemagne) 50 ans
- Nagashima Spa Land ( Japon) 50 ans
- Fraispertuis-City ( France) 50 ans
- OK Corral ( France) 50 ans
- Six Flags Over Texas ( États-Unis) 55 ans
- Dollywood ( États-Unis) 55 ans
- Marineland du Canada ( Canada) 55 ans
- Fuji-Q Highland ( Japon) 55 ans
- Bobbejaanland ( Belgique) 55 ans
- Michigan's Adventure ( États-Unis) 60 ans
- Parc Merveilleux ( Luxembourg) 60 ans
- Holiday World ( États-Unis) 70 ans
- Avonturenpark Hellendoorn ( Pays-Bas) 80 ans
- Knoebels ( États-Unis) 90 ans
- Indiana Beach ( États-Unis) 90 ans
- Wicksteed Park ( Royaume-Uni) 95 ans
- Tibidabo ( Espagne) 115 ans
- Waldameer Park ( États-Unis) 120 ans
- Pleasure Beach, Blackpool ( Royaume-Uni) 120 ans
- Lagoon ( États-Unis) 130 ans
- Lake Compounce ( États-Unis) 170 ans

## Parcs aquatiques

### Ouverture
- Typhoon Texas ( États-Unis) ouvert au public le 28 mai[4].
- O'Gliss Park ( France) ouvert au public le 25 juin[5].

### Fermeture
- Wet 'n Wild Orlando ( États-Unis) fermé au public le 31 décembre[6].

## Événements
- Janvier
  - 16 janvier -  France - Le parc d'attractions Walygator est racheté par Continental Leisure Project, une filiale luxembourgeoise du groupe espagnol Aspro-Ocio[7].
  - 27 janvier -  France - Les parts majoritaires du groupe français de loisir Looping ont été rachetées par Ergon Capital Partners III[8].
- Mars
  - 17 mars -  États-Unis - Le groupe de loisirs SeaWorld Parks & Entertainment annonce l'arrêt d'élevage d'orques au sein de ses parcs marins[9],[10].
- Avril
  - 2 avril -  France - Décès d'un technicien dans Phantom Manor, Disneyland Paris[11].
  - 7 avril -  États-Unis - Inauguration de The Wizarding World of Harry Potter à Universal Studios Hollywood. Des préouvertures ont eu lieu dès le 12 février[12],[13].
  - 29 avril -  Espagne - Le groupe Parques Reunidos fait son entrée en bourse[14].
- Mai
  - 16 mai -  Inde - Un accident mortel se produit dans le parc d'attractions Kishkinta dans l'État indien de Tamil Nadu. Parmi les travailleurs obligés de tester une attraction, deux morts et une vingtaine de blessés sont à dénombrer[15],[16].
  - 21 mai -  Belgique - Bellewaerde annonce la naissance de trois léopards de l'Amour. Il s'agit d'une des espèces animales les plus menacées dans le monde dont le nombre de reproductions est peu élevé. Le 26 mai, l'un d'eux décède à la suite du rejet de sa mère[17],[18].
- Juin
  - 2 juin -  Belgique - Pairi Daiza annonce la naissance d'un panda géant dans son parc[19],[20].
  - 16 juin -  Chine - Inauguration du complexe Shanghai Disney Resort, le premier du genre en Chine continentale[21]. Des soft opening ont lieu dès le 7 mai[22].
- Septembre
  - 20 septembre -  Espagne - Ouverture du salon Euro Attraction Show (EAS) à Barcelone, pour une durée de 3 jours[23].
- Octobre
  - 25 octobre -  Australie - Un accident sur l'attraction Thunder River Rapids fait perdre la vie à quatre personnes. Par conséquent l'attraction est fermée[24].
  - 27 octobre -  Italie - Réouverture de Luneur Park après 8 ans de fermeture.
- Novembre
  - 15 novembre -  États-Unis - Ouverture du salon IAAPA Attractions Expo 2016 à Orlando, pour une durée de 3 jours[25].

## Analyse économique de l'année
En juin 2017, l'organisme TEA (Themed Entertainment Association) assisté par AECOM Economics publient leur analyse globale du secteur des parcs d'attractions pour l'année 2016. Ce document, The Global Attractions Attendance Report 2016, présente en détail plusieurs données clés de l'industrie mais également une série de classements des parcs les plus fréquentés, classés en catégories. Cette analyse peut être considérée comme une référence du secteur.

### Classement des 10 groupes les plus importants
| Rang | Société                            | Fréquentation (en millions de visiteurs) | Tendance |
| ---- | ---------------------------------- | ---------------------------------------- | -------- |
| 1    | Walt Disney Parks and Resorts      | 140 403 000                              | 1.8 %    |
| 2    | Merlin Entertainments Group        | 61 200 000                               | 1.2 %    |
| 3    | Universal Studios Recreation Group | 47 356 000                               | 5.5 %    |
| 4    | OCT Parks China                    | 32 270 000                               | 11.9 %   |
| 5    | Fantawild                          | 31 639 000                               | 37 %     |
| 6    | Six Flags Inc.                     | 30 108 000                               | 5,4 %    |
| 7    | Chimelong Group                    | 27 362 000                               | 16 %     |
| 8    | Cedar Fair Entertainment           | 25 104 000                               | 2.7 %    |
| 9    | SeaWorld Parks & Entertainment     | 22 000 000                               | -2.1 %   |
| 10   | Parques Reunidos                   | 20 825 000                               | -6.0 %   |

### Classement des 25 parcs d'attractions les plus visités dans le monde
Pour quantifier l'évolution du marché mondial, TEA/AECOM se base sur l'addition du nombre d'entrées (c'est-à-dire de la fréquentation) des 25 parcs d'attractions les plus visités, quelle que soit leur location. Pour 2016, ce total s'est élevé à 233.6 millions de visiteurs, en diminution par rapport à 2015.
| Rang  | Société                          | Ville / Pays             | Fréquentation (en millions de visiteurs) | Tendance |
| ----- | -------------------------------- | ------------------------ | ---------------------------------------- | -------- |
| 1     | Magic Kingdom                    | Orlando / États-Unis     | 20 395 000                               | -0,5 %   |
| 2     | Disneyland                       | Anaheim / États-Unis     | 17 943 000                               | -1.8 %   |
| 3     | Tokyo Disneyland                 | Tokyo / Japon            | 16 540 000                               | -0.4 %   |
| 4     | Universal Studios Japan          | Osaka / Japon            | 14 500 000                               | 4.3 %    |
| 5     | Tokyo DisneySea                  | Tokyo / Japon            | 13 460 000                               | -1 %     |
| 6     | Epcot                            | Orlando / États-Unis     | 11 712 000                               | -0,7 %   |
| 7     | Disney's Animal Kingdom          | Orlando / États-Unis     | 10 844 000                               | -0,7 %   |
| 8     | Disney's Hollywood Studios       | Orlando / États-Unis     | 10 776 000                               | -0,5 %   |
| 9     | Universal Studios Florida        | Orlando / États-Unis     | 9 998 000                                | 4.3 %    |
| 10    | Universal's Islands of Adventure | Orlando / États-Unis     | 9 362 000                                | 6.5 %    |
| 11    | Disney California Adventure      | Anaheim / États-Unis     | 9 295 000                                | -0,9 %   |
| 12    | Chimelong Ocean Kingdom          | Hengqin / Chine          | 8 474 000                                | 13.2 %   |
| 13    | Parc Disneyland                  | Chessy / France          | 8 400 000                                | -14,2 %  |
| 14    | Lotte World                      | Séoul / Corée du Sud     | 8 150 000                                | 11.5 %   |
| 15    | Universal Studios Hollywood      | Los Angeles / États-Unis | 8 086 000                                | 13.9 %   |
| 16    | Everland                         | Yongin / Corée du Sud    | 7 200 000                                | -3 %     |
| 17    | Hong Kong Disneyland             | Hong Kong / Chine        | 6 100 000                                | -10.3 %  |
| 18    | Ocean Park                       | Hong Kong / Chine        | 5 996 000                                | -18.8 %  |
| 19    | Nagashima Spa Land               | Kuwana / Japon           | 5 850 000                                | -0.3 %   |
| 20    | Europa-Park                      | Rust / Allemagne         | 5 600 000                                | 1.8 %    |
| 21    | Shanghai Disneyland              | Shanghai / Chine         | 5 600 000                                | Nouveau  |
| 22    | Parc Walt Disney Studios         | Chessy / France          | 4 970 000                                | -1.6 %   |
| 23    | Efteling                         | Kaatsheuvel / Pays-Bas   | 4 764 000                                | 1.8 %    |
| 24    | Jardins de Tivoli                | Copenhague / Danemark    | 4 640 000                                | -2 %     |
| 25    | SeaWorld Orlando                 | Orlando / États-Unis     | 4 402 000                                | -7.9 %   |
| TOTAL |                                  |                          | 233 057 000                              | -1.1 %   |

### Classement des 20 parcs d'attractions les plus visités en Amérique du Nord
| Rang | Société                          | Ville / Pays                 | Fréquentation (en millions de visiteurs) | Tendance |
| ---- | -------------------------------- | ---------------------------- | ---------------------------------------- | -------- |
| 1    | Magic Kingdom                    | Orlando / États-Unis         | 20 395 000                               | -0,5 %   |
| 2    | Disneyland                       | Anaheim / États-Unis         | 17 943 000                               | -1.8 %   |
| 3    | Epcot                            | Orlando / États-Unis         | 11 712 000                               | -0,7 %   |
| 4    | Disney's Animal Kingdom          | Orlando / États-Unis         | 10 922 000                               | 5,0 %    |
| 5    | Disney's Hollywood Studios       | Orlando / États-Unis         | 10 776 000                               | -0,5 %   |
| 6    | Universal Studios Florida        | Orlando / États-Unis         | 9 998 000                                | 4.3 %    |
| 8    | Universal's Islands of Adventure | Orlando / États-Unis         | 9 362 000                                | 6.5 %    |
| 7    | Disney California Adventure      | Anaheim / États-Unis         | 9 295 000                                | -0,9 %   |
| 9    | Universal Studios Hollywood      | Los Angeles / États-Unis     | 8 086 000                                | 13.9 %   |
| 10   | SeaWorld Orlando                 | Orlando / États-Unis         | 4 402 000                                | -7.9 %   |
| 11   | Busch Gardens Tampa Bay          | Tampa / États-Unis           | 4 169 000                                | -2 %     |
| 12   | Knott's Berry Farm               | Buena Park / États-Unis      | 4 014 000                                | 3.8 %    |
| 13   | Canada's Wonderland              | Vaughan / Canada             | 3 723 000                                | 2,9 %    |
| 14   | Cedar Point                      | Sandusky / États-Unis        | 3 604 000                                | 2.8 %    |
| 15   | SeaWorld San Diego               | San Diego / États-Unis       | 3 528 000                                | 0 %      |
| 16   | Kings Island                     | Mason / États-Unis           | 3 384 000                                | 1.5 %    |
| 17   | Six Flags Magic Mountain         | Valencia / États-Unis        | 3 332 000                                | 7.3 %    |
| 18   | Hersheypark                      | Hershey / États-Unis         | 3 276 000                                | 0 %      |
| 19   | Six Flags Great Adventure        | Jackson Township/ États-Unis | 3 220 000                                | 5.5 %    |
| 20   | Six Flags Great America          | Gurnee / États-Unis          | 2 950 000                                | 5.6 %    |

### Classement des 10 parcs d'attractions les plus visités en Amérique du Sud
| Rang | Société                        | Ville / Pays            | Fréquentation (en millions de visiteurs) | Tendance |
| ---- | ------------------------------ | ----------------------- | ---------------------------------------- | -------- |
| 1    | Six Flags México               | Mexico / Mexique        | 2 486 000                                | 5 %      |
| 2    | Beto Carrero World             | Santa Catarina / Brésil | 2 080 000                                | 4,0 %    |
| 3    | La Feria Chapultepec Mágico    | Mexico / Mexique        | 1 591 000                                | 0.4 %    |
| 4    | Hopi Hari                      | São Paulo / Brésil      | 1 468 000                                | -12 %    |
| 5    | Parque Xcaret                  | Cancún / Mexique        | 1 401 000                                | 8.9 %    |
| 6    | Plaza de Sésamo                | Monterrey / Mexique     | 1 221 000                                | 0,0 %    |
| 7    | Mundo Petapa                   | Guatemala / Guatemala   | 1 220 000                                | 1.8 %    |
| 8    | Parque Mundo Aventura          | Bogota / Colombie       | 1 180 000                                | -15 %    |
| 9    | Fantasilandia                  | Santiago / Chili        | 1 085 000                                | 8.2 %    |
| 10   | Theme Parque Nacional del Café | Quindio / Colombie      | 1 050 000                                | 5 %      |

### Classement des 20 parcs d'attractions les plus visités en Asie
| Rang | Société                     | Ville / Pays          | Fréquentation (en millions de visiteurs) | Tendance |
| ---- | --------------------------- | --------------------- | ---------------------------------------- | -------- |
| 1    | Tokyo Disneyland            | Tokyo / Japon         | 16 540 000                               | -0,4 %   |
| 2    | Universal Studios Japan     | Osaka / Japon         | 14 500 000                               | 4,3 %    |
| 3    | Tokyo DisneySea             | Tokyo / Japon         | 13 460 000                               | -1 %     |
| 4    | Chimelong Ocean Kingdom     | Hengqin / Chine       | 8 474 000                                | 13.2 %   |
| 5    | Lotte World                 | Séoul / Corée du Sud  | 8 150 000                                | 11.5 %   |
| 6    | Everland                    | Yongin / Corée du Sud | 7 200 000                                | -3 %     |
| 7    | Hong Kong Disneyland        | Hong Kong / Chine     | 6 100 000                                | -10.3 %  |
| 8    | Ocean Park Hong Kong        | Hong Kong / Chine     | 5 996 000                                | -18.8 %  |
| 9    | Nagashima Spa Land          | Kuwana / Japon        | 5 850 000                                | -0.3 %   |
| 10   | Shanghai Disneyland         | Shanghai / Chine      | 5 600 000                                | Nouveau  |
| 11   | Universal Studios Singapore | Singapour             | 4 100 000                                | -2.4 %   |
| 12   | OCT East                    | Shenzhen / Chine      | 3 960 000                                | 0.5 %    |
| 13   | Window of the World         | Shenzhen / Chine      | 3 910 000                                | 13.7 %   |
| 14   | Happy Valley (Shenzhen)     | Shenzhen / Chine      | 3 860 000                                | 18.8 %   |
| 15   | Chimelong Paradise          | Guangzhou / Chine     | 3 836 000                                | 6,0 %    |
| 16   | Happy Valley (Pékin)        | Pékin / Chine         | 3 830 000                                | 2.4 %    |
| 17   | Fantawild Adventure         | Zhengzhou / Chine     | 3 509 000                                | 24.1 %   |
| 18   | Fantawild Oriental Heritage | Ningbo / Chine        | 3 441 000                                | Nouveau  |
| 19   | Happy Valley Chengdu        | Chengdu / Chine       | 2 550 000                                | -1.5 %   |
| 20   | Happy Valley Shanghai       | Shanghai / Chine      | 2 390 000                                | 2.1 %    |

### Classement des 20 parcs d'attractions les plus visités en Europe
La saison 2016 des parcs européens a connu une diminution de 1.1 % de visiteurs sur l'ensemble des 20 meilleurs parcs européens.
| Rang | Société                         | Ville / Pays                        | Fréquentation (en millions de visiteurs) | Tendance |
| ---- | ------------------------------- | ----------------------------------- | ---------------------------------------- | -------- |
| 1    | Parc Disneyland                 | Chessy / France                     | 8 400 000                                | -14,2 %  |
| 2    | Europa-Park                     | Rust / Allemagne                    | 5 600 000                                | 1.8 %    |
| 3    | Parc Walt Disney Studios        | Chessy / France                     | 4 970 000                                | -1.6 %   |
| 4    | Efteling                        | Kaatsheuvel / Pays-Bas              | 4 764 000                                | 1.8 %    |
| 5    | Jardins de Tivoli               | Copenhague / Danemark               | 4 640 000                                | -2 %     |
| 6    | PortAventura Park               | Salou / Espagne                     | 3 650 000                                | 1.4 %    |
| 7    | Liseberg                        | Göteborg / Suède                    | 3 070 000                                | 0.6 %    |
| 8    | Gardaland                       | Castelnuovo del Garda / Italie      | 2 880 000                                | 1.1 %    |
| 9    | Puy du Fou                      | Les Épesses / France                | 2 220 000                                | 8.3 %    |
| 10   | Legoland Windsor                | Windsor / Royaume-Uni               | 2 183 000                                | -3 %     |
| 11   | Legoland Billund                | Billund / Danemark                  | 2 091 000                                | 2 %      |
| 13   | Phantasialand                   | Brühl / Allemagne                   | 1 995 000                                | 5.0 %    |
| 13   | Alton Towers                    | Staffordshire / Royaume-Uni         | 1 980 000                                | 2.9 %    |
| 14   | Futuroscope                     | Poitiers / France                   | 1 900 000                                | 5.6 %    |
| 15   | Parc Astérix                    | Plailly / France                    | 1 850 000                                | 0 %      |
| 16   | Parque Warner Madrid            | Madrid / Espagne                    | 1 800 000                                | 9.7 %    |
| 17   | Thorpe Park                     | Chertsey (Angleterre) / Royaume-Uni | 1 800 000                                | 0 %      |
| 18   | Chessington World of Adventures | Chessington / Royaume-Uni           | 1 670 000                                | 1.8 %    |
| 19   | Heide Park                      | Soltau / Allemagne                  | 1 670 000                                | 1 %      |
| 20   | Gröna Lund                      | Stockholm / Suède                   | 1 510 000                                | 3.4 %    |

## Attractions
Ces listes ne sont pas exhaustives.

### Montagnes russes

#### Délocalisations
| Nom                  | Type / Modèle         | Constructeur      | Parc                           | Pays        | Anciennement                               |
| -------------------- | --------------------- | ----------------- | ------------------------------ | ----------- | ------------------------------------------ |
| Big One              | Junior                | Zierer            | The Big Sheep                  | Royaume-Uni | New Roller Coaster à New Metroland         |
| Buccaneer Bay Bullet | Junior                | Zierer            | Shining Waters Family Fun Park | Canada      | Bullet à Crystal Palace                    |
| Cyclon               | Métal                 | Interpark         | Nokkakivi Park                 | Finlande    | Cyclon à Wasalandia                        |
| Galaxy 500           | Assises / Galaxi      | S.D.C.            | Hydro Adventures               | États-Unis  | Galaxy Rip Tide à Miracle Strip Pier Park  |
| Garuda Valley        | Junior Coaster        | Vekoma            | Asia Park                      | Viêt Nam    | Hang Ten à Freestyle Music Park            |
| Highway Boat         | À véhicules suspendus | Premier Rides     | Asia Park                      | Viêt Nam    | Soak'd à Freestyle Music Park              |
| Imoogi               | Métal                 | Pinfari           | Le Fleury                      | France      | Attraction foraine                         |
| Loop Roller Coaster  | Métal / Zyklon ZL42   | Pinfari           | CJ Barrymore's Entertainment   | États-Unis  | Python à Playland's Castaway Cove          |
| Looping Star         | Assises               | Anton Schwarzkopf | ITA Center Park                | Brésil      | Looping Star à Playcenter São Paulo        |
| Mad Mouse            | Tournoyantes          | Far Fabbri        | M&Ds Scotland's Theme Park     | Royaume-Uni | Mad Mouse à Bayside Fun Park               |
| Paradise Fall        | Assises               | Premier Rides     | Asia Park                      | Viêt Nam    | Round About à Freestyle Music Park         |
| Port of Sky Treasure | Train de la mine      | Vekoma            | Asia Park                      | Viêt Nam    | Iron Horse à Freestyle Music Park          |
| Recoil               | Boomerang             | Vekoma            | Wonderla Bangalore             | Inde        | Zoomerang à Splash Adventure               |
| Recoil               | Boomerang             | Vekoma            | Wonderla Hyderabad             | Inde        | Thunderbolt à Aladdin's Kingdom            |
| Runaway Mine Train   | Wild Mouse            | L&T Systems       | Funland Amusement Park         | Royaume-Uni | Runaway Mine Train à Gulliver's Warrington |
| Speed Mouse          | E-Powered             | Zamperla          | ITA Center Park                | Brésil      | inconnu à Parque Shanghai                  |

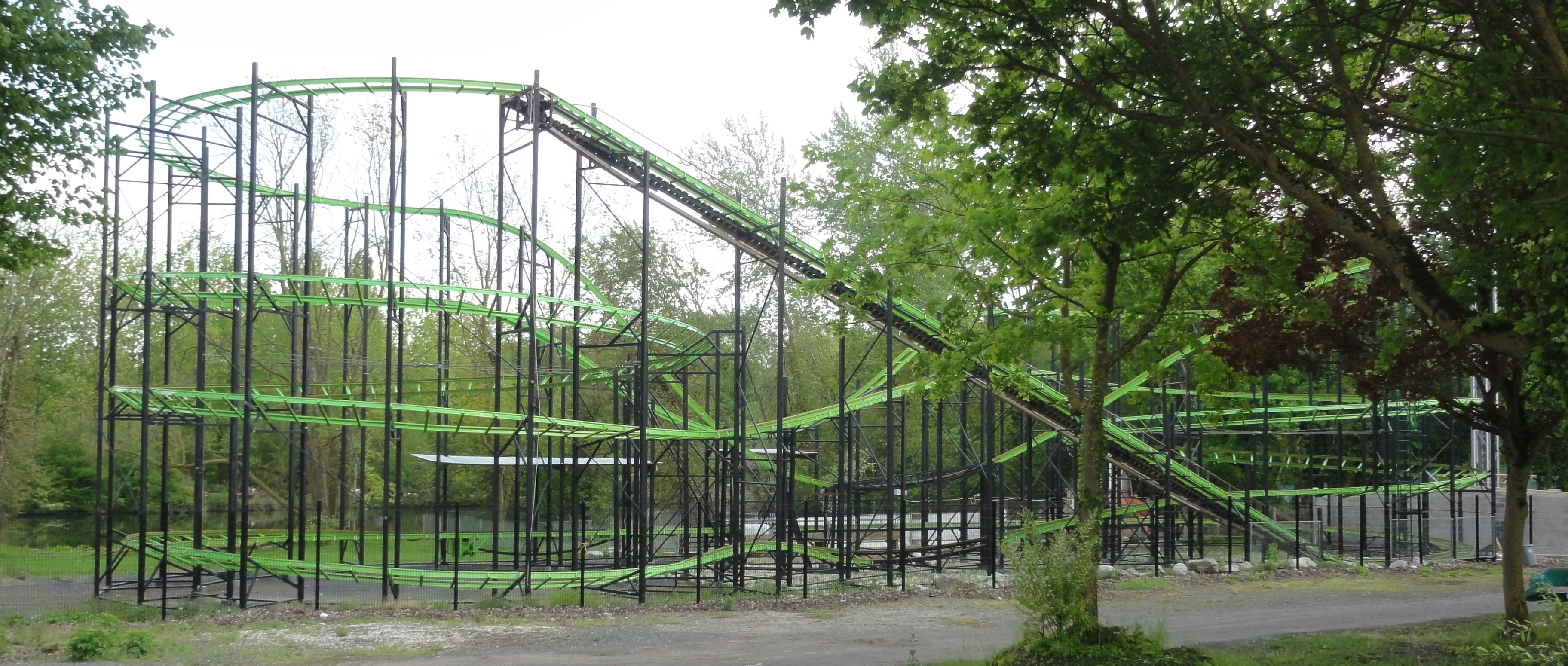
Imoogi au parc Le Fleury

#### Nouveau thème
| Nom                 | Type / Modèle | Constructeur                | Parc                             | Pays        | Anciennement                          |
| ------------------- | ------------- | --------------------------- | -------------------------------- | ----------- | ------------------------------------- |
| Galactica           | Volantes      | Bolliger & Mabillard        | Alton Towers                     | Royaume-Uni | Air (2002 à 2015)                     |
| The Incredible Hulk | Lancées       | Bolliger & Mabillard        | Universal's Islands of Adventure | États-Unis  | Incredible Hulk Coaster (1999 à 2015) |
| Joker               | Hybrides      | Rocky Mountain Construction | Six Flags Discovery Kingdom      | États-Unis  | Roar (1999 à 2015)                    |
| Mount Mara          | en intérieur  | Vekoma                      | Bobbejaanland                    | Belgique    | Révolution (1989 à 2015)              |
| New Revolution      | Assises       | Anton Schwarzkopf           | Six Flags Magic Mountain         | États-Unis  | Revolution (1988 à 2015)              |
| Storm Chaser        | Hybrides      | Rocky Mountain Construction | Kentucky Kingdom                 | États-Unis  | Twisted Twins (1998 à 2007)           |
| WoodStock Express   | Wild Mouse    | Zamperla                    | Walibi Rhône-Alpes               | France      | Scratch (2011 à 2015)                 |

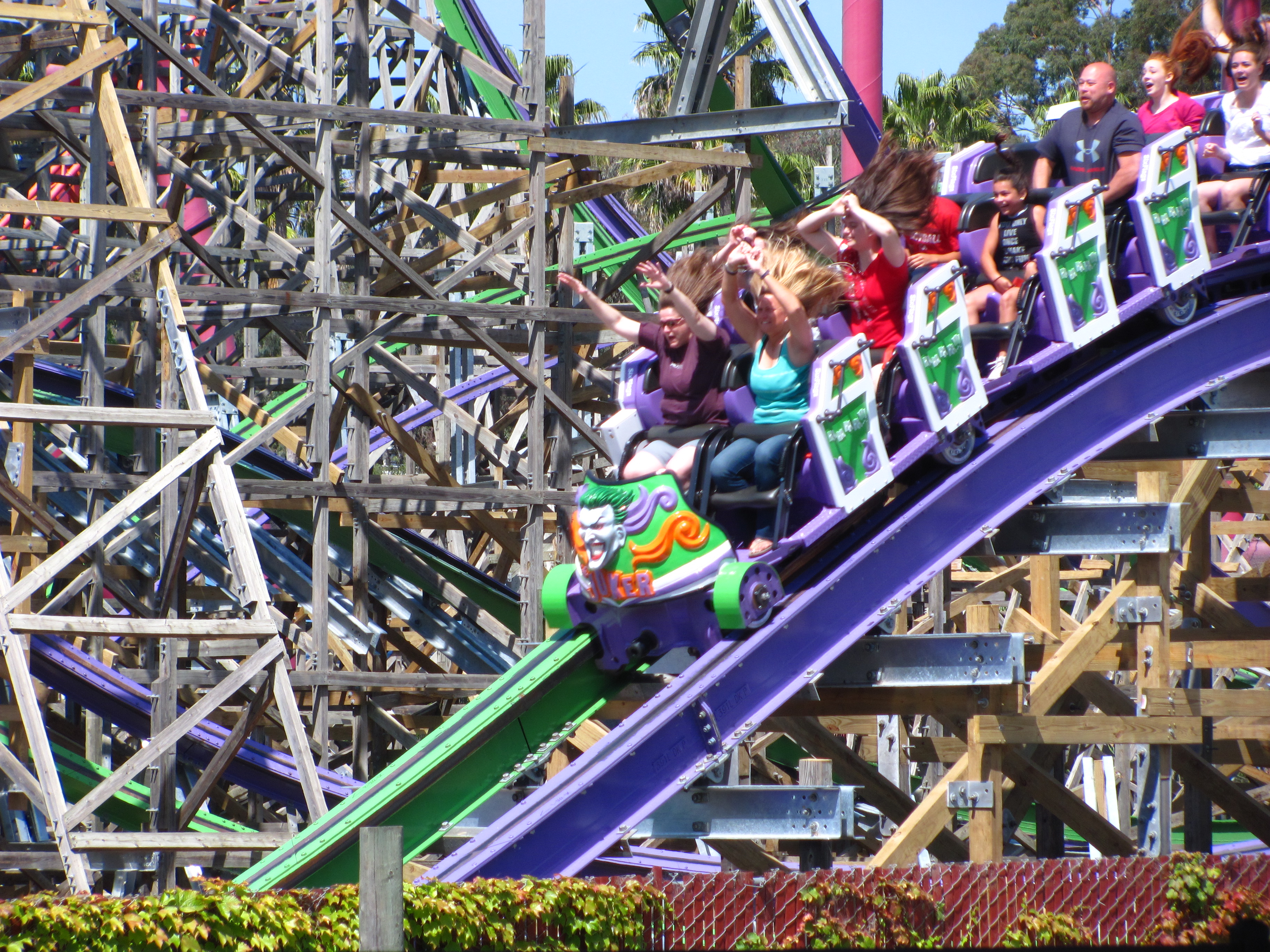
Joker à Six Flags Discovery Kingdom
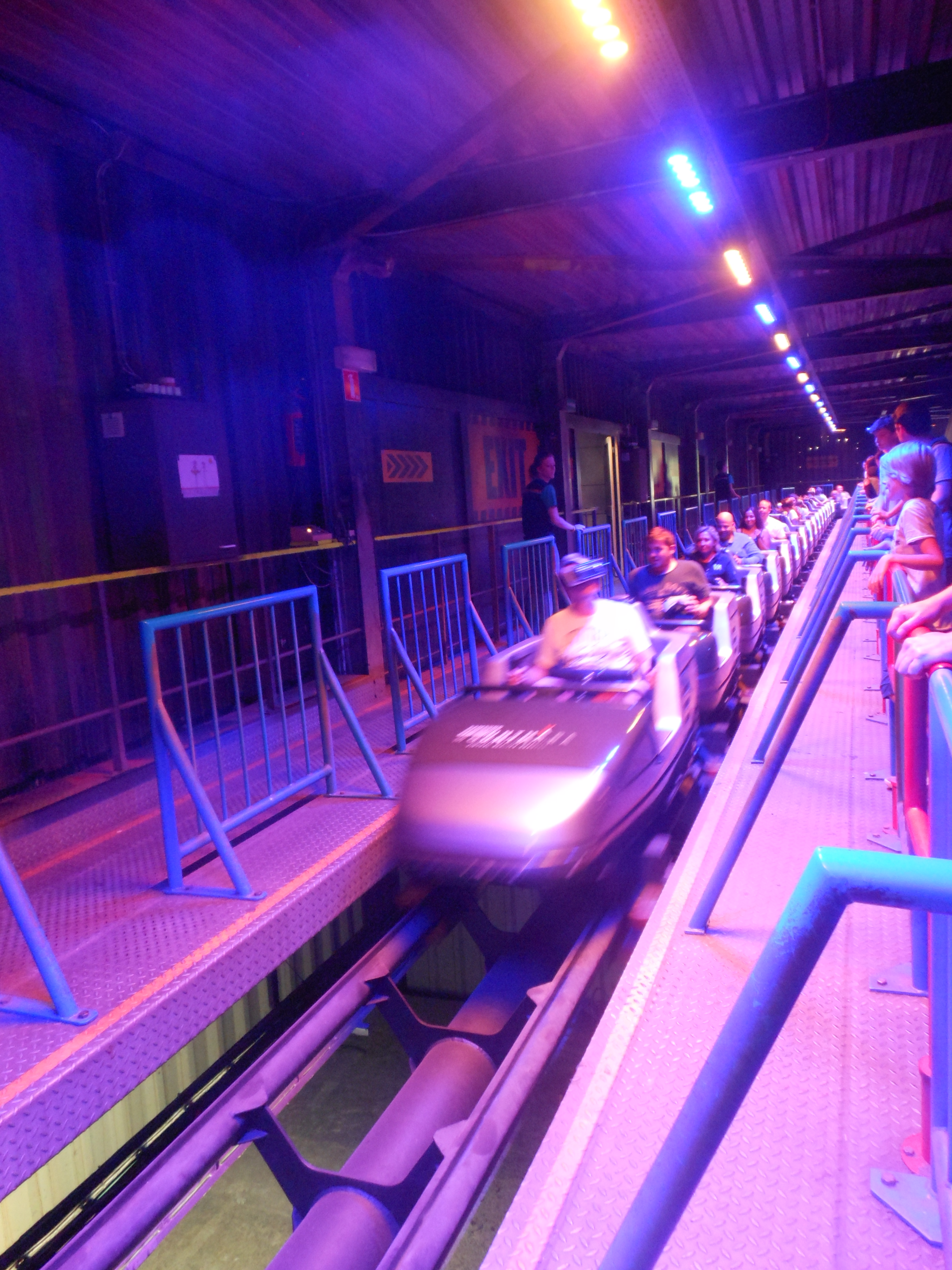
Mount Mara à Bobbejaanland
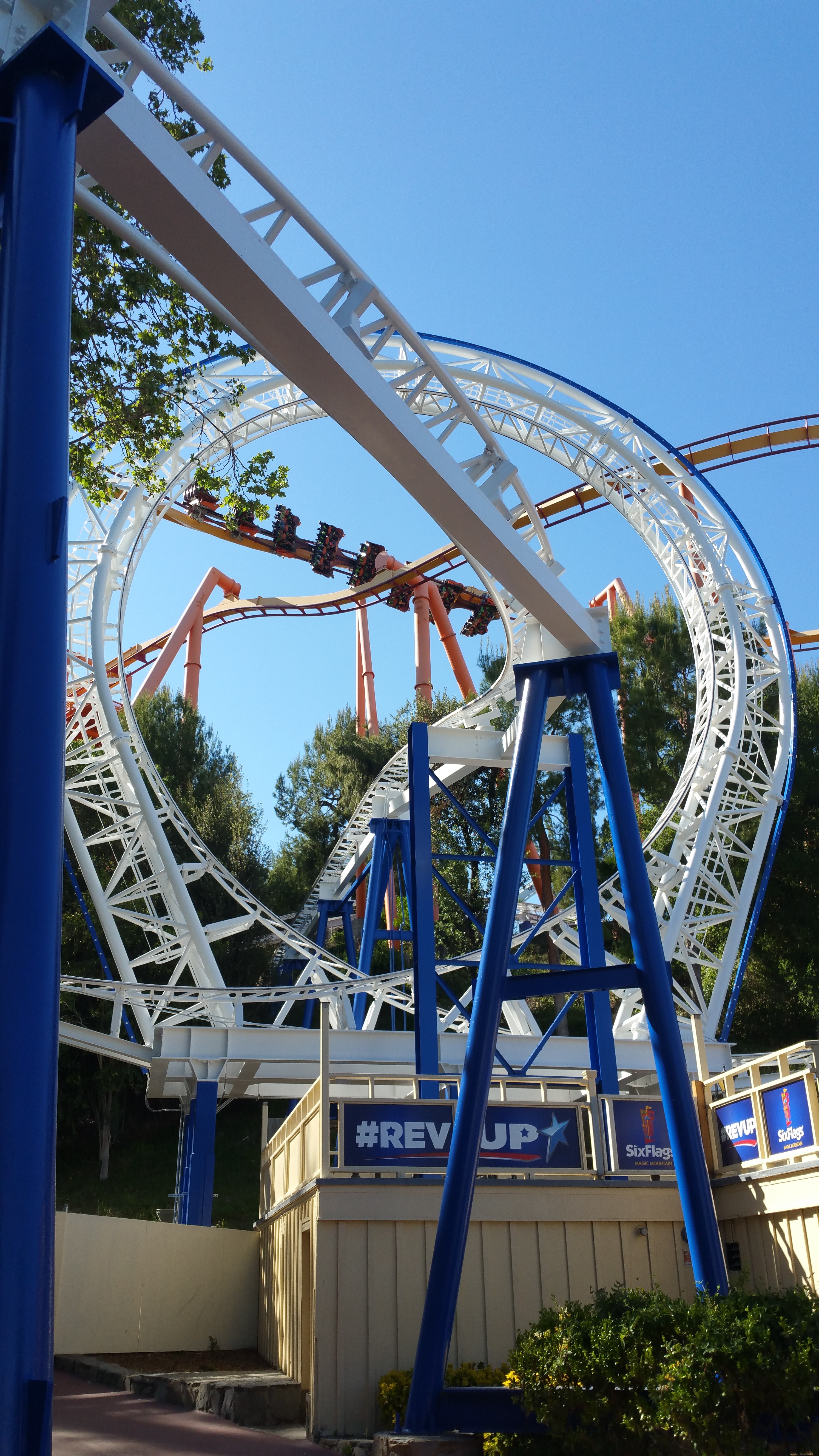
New Revolution à Six Flags Magic Mountain
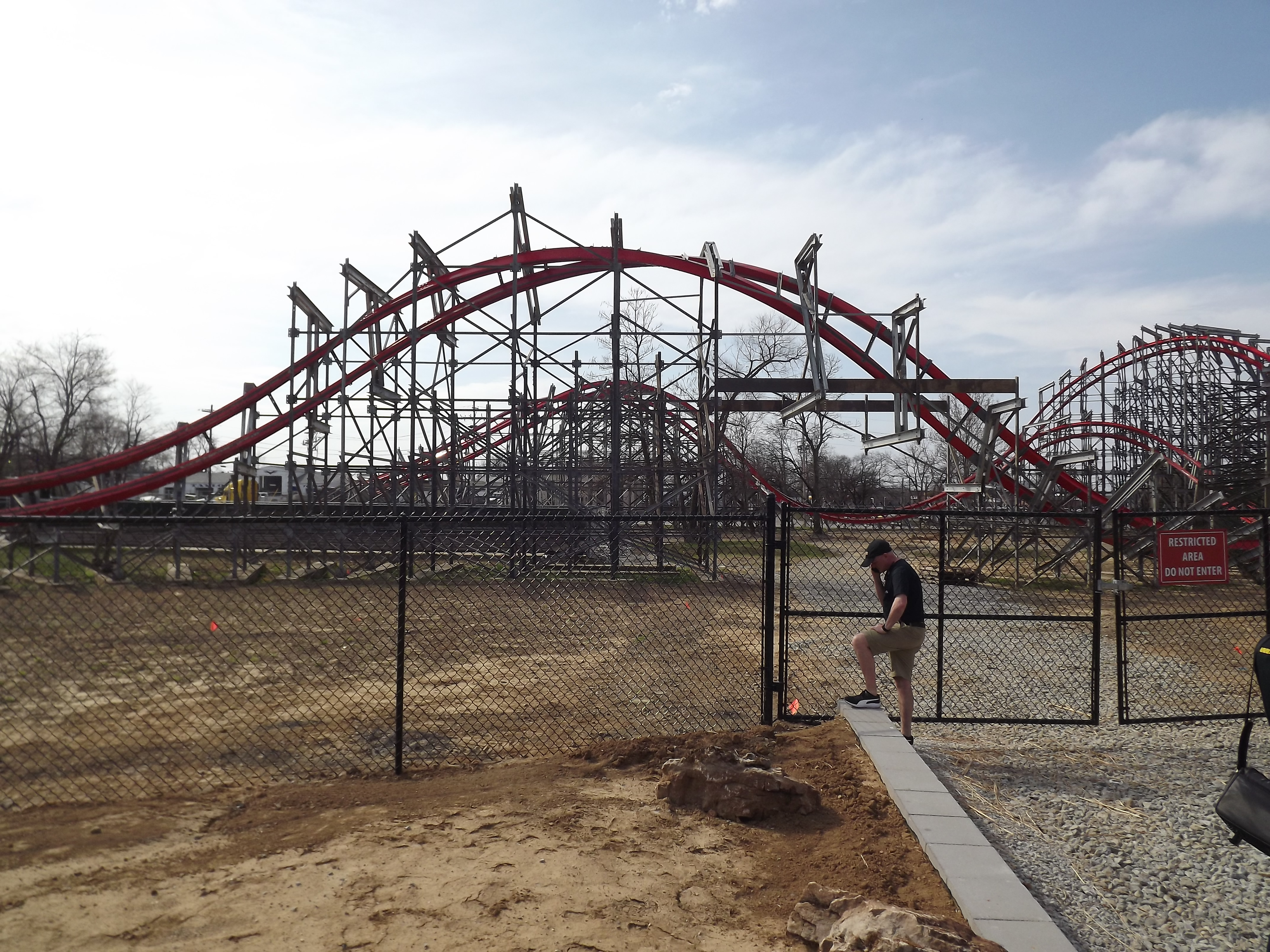
Storm Chaser à Kentucky Kingdom

#### Nouveautés
| Nom                              | Type / Modèle           | Constructeur                 | Parc                        | Pays                |
| -------------------------------- | ----------------------- | ---------------------------- | --------------------------- | ------------------- |
| Ba-a-a Express                   | Junior                  | Mack Rides                   | Europa-Park                 | Allemagne           |
| Bandidos                         | Tournoyantes            | SBF Visa Group               | La Mer de sable             | France              |
| Bisværmen                        | Tournoyantes            | SBF Visa Group               | Tivoli Friheden             | Danemark            |
| Boulet de canon                  | Tournoyantes            | Reverchon Industries         | Kid Parc                    | France              |
| Cacahuète Express                | E-Powered               | Soquet                       | Parc Fenestre               | France              |
| Catapult Roller Coaster          | Lancées                 | S&S Worldwide                | Sun Tzu Cultural Park       | Chine               |
| Coaster Through the Clouds       | Hyper                   | Intamin                      | Wanda Nanchang              | Chine               |
| Cobra's Curse                    | Tournoyantes            | Mack Rides                   | Busch Gardens Tampa         | États-Unis          |
| Creep Caterpillar                | Junior                  | Golden Horse                 | Wanda Nanchang              | Chine               |
| Da Voglwuide Sepp                | Junior                  | Zierer                       | Rodel-und Freizeitparadies  | Allemagne           |
| Dragon                           | Junior / Tivoli Force   | Zierer                       | Legoland Dubaï              | Émirats arabes unis |
| Dragon Gliders                   | Inversées E-Powered     | Mack Rides                   | Motiongate Dubai            | Émirats arabes unis |
| Family Roller Coaster            | Acier                   | Chance Rides                 | Wildlife World              | États-Unis          |
| Flash                            | Hyper                   | Mack Rides                   | Lewa Adventure              | Chine               |
| Flight of the Hippogriff         | Junior                  | Mack Rides                   | Universal Studios Hollywood | États-Unis          |
| Flight of the Pterosaur          | Inversées               | Vekoma                       | Paulton's Park              | Royaume-Uni         |
| Flying Aces                      | Hyper                   | Intamin                      | Ferrari World Abu Dhabi     | Émirats arabes unis |
| Flying Dinosaur                  | Volantes                | Bolliger & Mabillard         | Universal Studios Japan     | Japon               |
| GaleForce                        | Lancées                 | S&S Worldwide                | Playland's Castaway Cove    | États-Unis          |
| Jungle Trailblazer               | Bois                    | Martin & Vleminckx           | Fantawild Dreamland Shifeng | Chine               |
| Jungle Trailblazer               | Bois                    | Martin & Vleminckx           | Oriental Heritage Cixi      | Chine               |
| Jungle Trailblazer               | Bois                    | Martin & Vleminckx           | Oriental Heritage Tong'an   | Chine               |
| Kung Fu Panda Master             | Wild Mouse              | Far Fabbri                   | Gardaland                   | Italie              |
| Lightning Rod                    | Lancées en bois         | Rocky Mountain Construction  | Dollywood                   | États-Unis          |
| Loop It'                         | Assises                 | Interpark                    | Allou Fun Park              | Grèce               |
| Lost Gravity'                    | Assises                 | Mack Rides                   | Walibi Holland              | Pays-Bas            |
| Madagascar Mad Pursuit           | Lancées En intérieur    | Gerstlauer                   | Motiongate Dubai            | Émirats arabes unis |
| Mako                             | Hyper                   | Bolliger & Mabillard         | SeaWorld Orlando            | États-Unis          |
| Monster                          | Euro-Fighter            | Gerstlauer                   | Adventureland               | États-Unis          |
| Phobia Phear Coaster             | Lancées                 | Premier Rides                | Lake Compounce              | États-Unis          |
| Polar Express                    | Navette / Boomerang     | Vekoma                       | Fantawild Dreamland Shifeng | Chine               |
| Policías y Ratones               | Tournoyantes            | Reverchon Industries         | Bosque Mágico               | Mexique             |
| Predator                         | Euro-Fighter            | Gerstlauer                   | IMG Worlds of Adventure     | Émirats arabes unis |
| Pulsar                           | Power Splash            | Mack Rides                   | Walibi Belgium              | Belgique            |
| Python in Bamboo Forest          | Bois                    | Great Coasters International | Wanda Nanchang              | Chine               |
| Raik                             | Boomerang Junior        | Vekoma                       | Phantasialand               | Allemagne           |
| Roller Coaster                   | Inversées               | Vekoma                       | Lavina Mall                 | Ukraine             |
| Rollercoaster Formula 1          | Lancées                 | Vekoma                       | Energylandia                | Pologne             |
| Seven Dwarfs Mine Train          | Acier                   | Vekoma                       | Shanghai Disneyland         | Chine               |
| Smurf Village Express            | Junior                  | Gerstlauer                   | Motiongate Dubai            | Émirats arabes unis |
| Soaring Dragon & Dancing Phoenix | Inversées               | Beijing Shibaolai Amusement  | Wanda Nanchang              | Chine               |
| Spider-Man Doc Ock's Revenge     | Tournoyantes            | Mack Rides                   | IMG Worlds of Adventure     | Émirats arabes unis |
| Spinning Coaster                 | Tournoyantes            | SBF Visa Group               | Lavina Mall                 | Ukraine             |
| Spinning Out                     | Tournoyantes            | SBF Visa Group               | Beech Bend Park             | États-Unis          |
| Spinning Porcelain               | Tournoyantes            |                              | Wanda Nanchang              | Chine               |
| Taron                            | Lancées                 | Intamin                      | Phantasialand               | Allemagne           |
| The Green Hornet                 | Acier / Bobsled Coaster | Gerstlauer                   | Motiongate Dubai            | Émirats arabes unis |
| The Joker                        | Quadridimensionnelles   | S&S Worldwide                | Six Flags Great Adventure   | États-Unis          |
| Tiger Ride                       | Métal                   | SBF Visa Group               | Kneippbyn                   | Suède               |
| Timber                           | Bois                    | The Gravity Group            | Walibi Rhône-Alpes          | France              |
| Tron Lightcycle Power Run        | Acier                   | Vekoma                       | Shanghai Disneyland         | Chine               |
| Typhoon Water Coaster            | Aquatiques              | Intamin                      | Land of Legends             | Turquie             |
| Valravn                          | Machine plongeante      | Bolliger & Mabillard         | Cedar Point                 | États-Unis          |
| Velociraptor                     | Lancées                 | Mack Rides                   | IMG Worlds of Adventure     | Émirats arabes unis |
| Velociraptor                     | Boomerang Junior        | Vekoma                       | Paulton's Park              | Royaume-Uni         |
| Wild Chase Coaster               | Acier                   | Interlink                    | Sunway Lagoon               | Malaisie            |
| Wildfire                         | Bois                    | Rocky Mountain Construction  | Kolmårdens Djurpark         | Suède               |

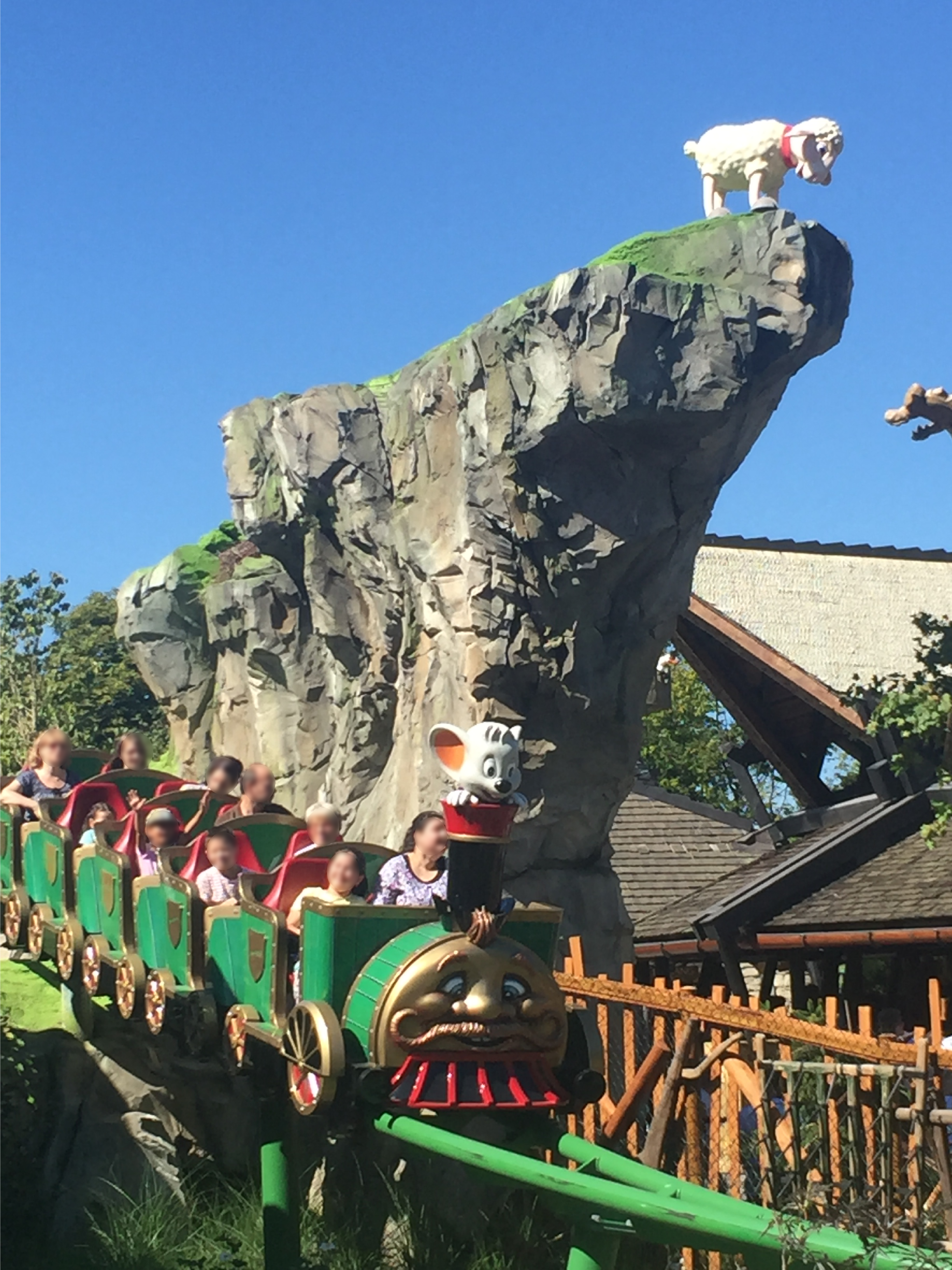
Ba-a-a Express à Europa-Park
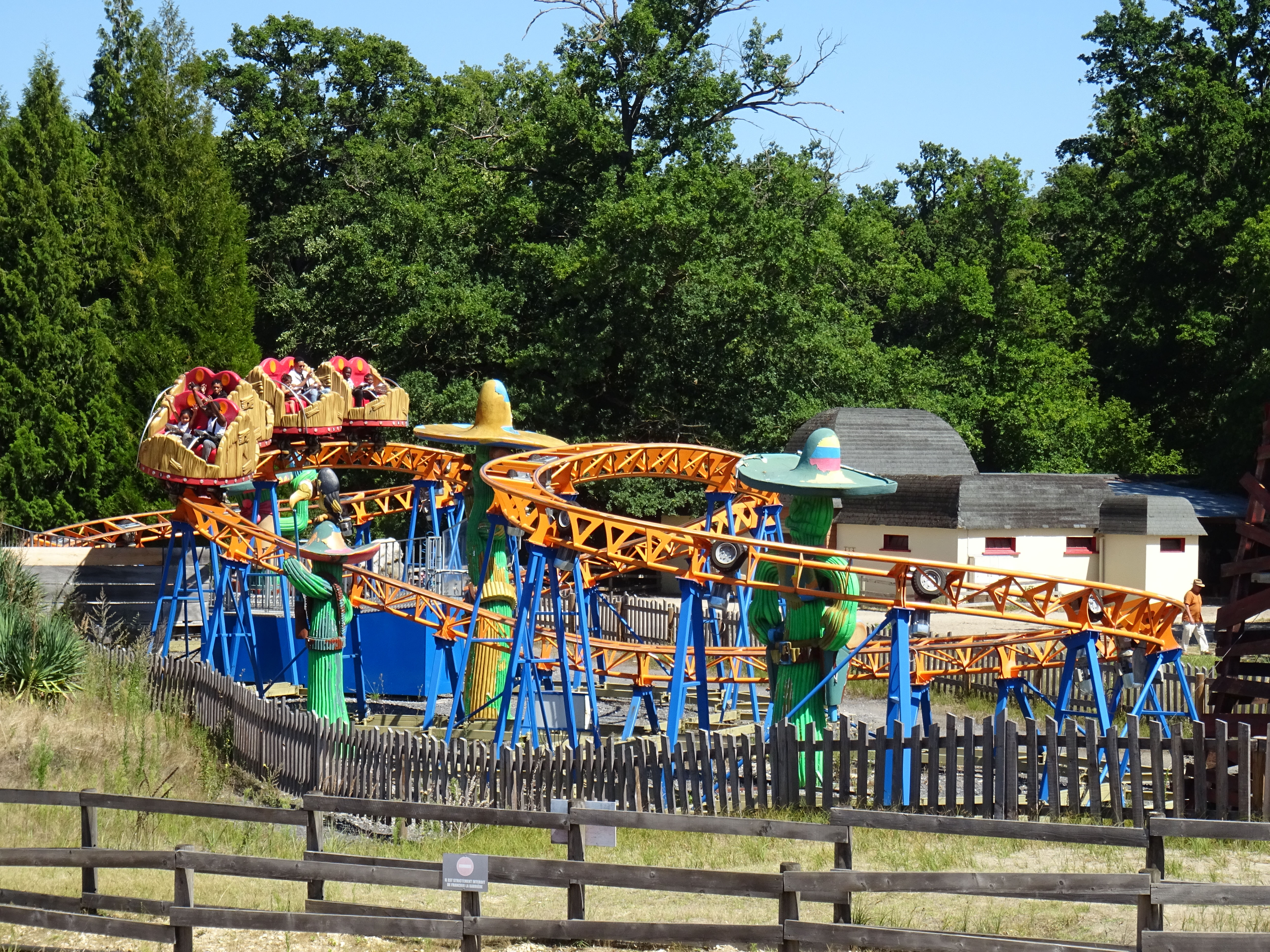
Bandidos à La Mer de sable
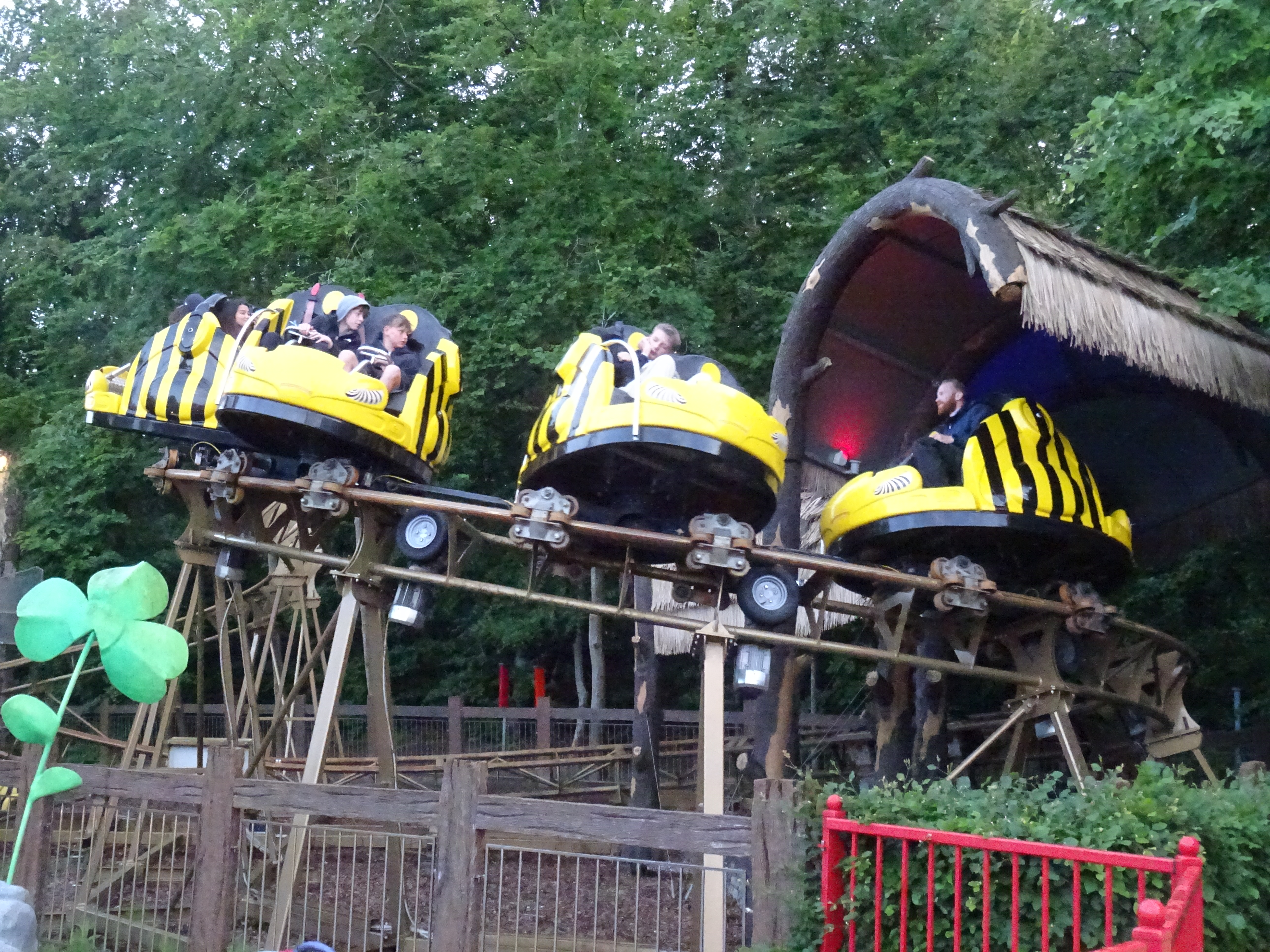
Bisværmen à Tivoli Friheden
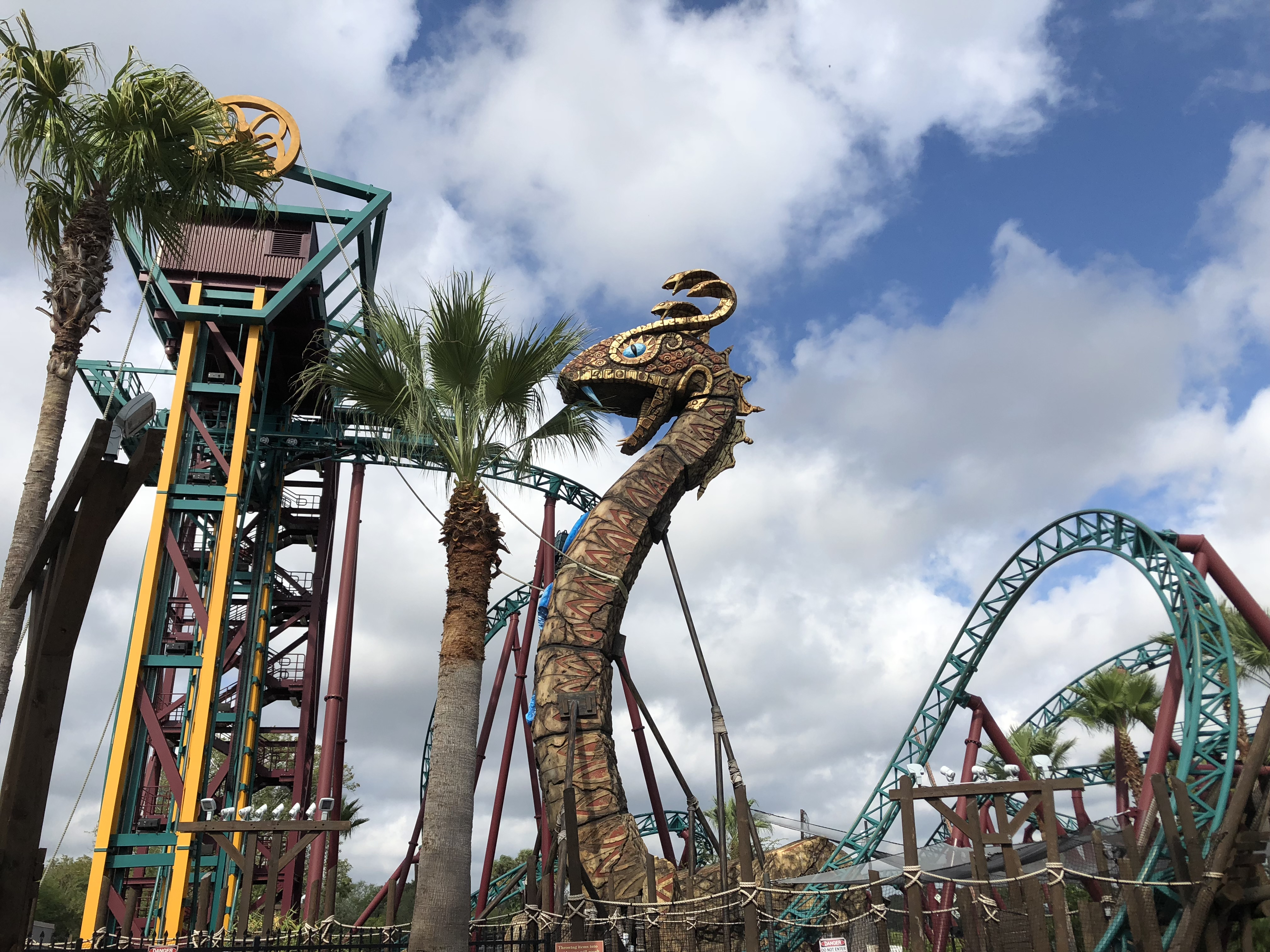
Cobra's Curse à Busch Gardens Tampa
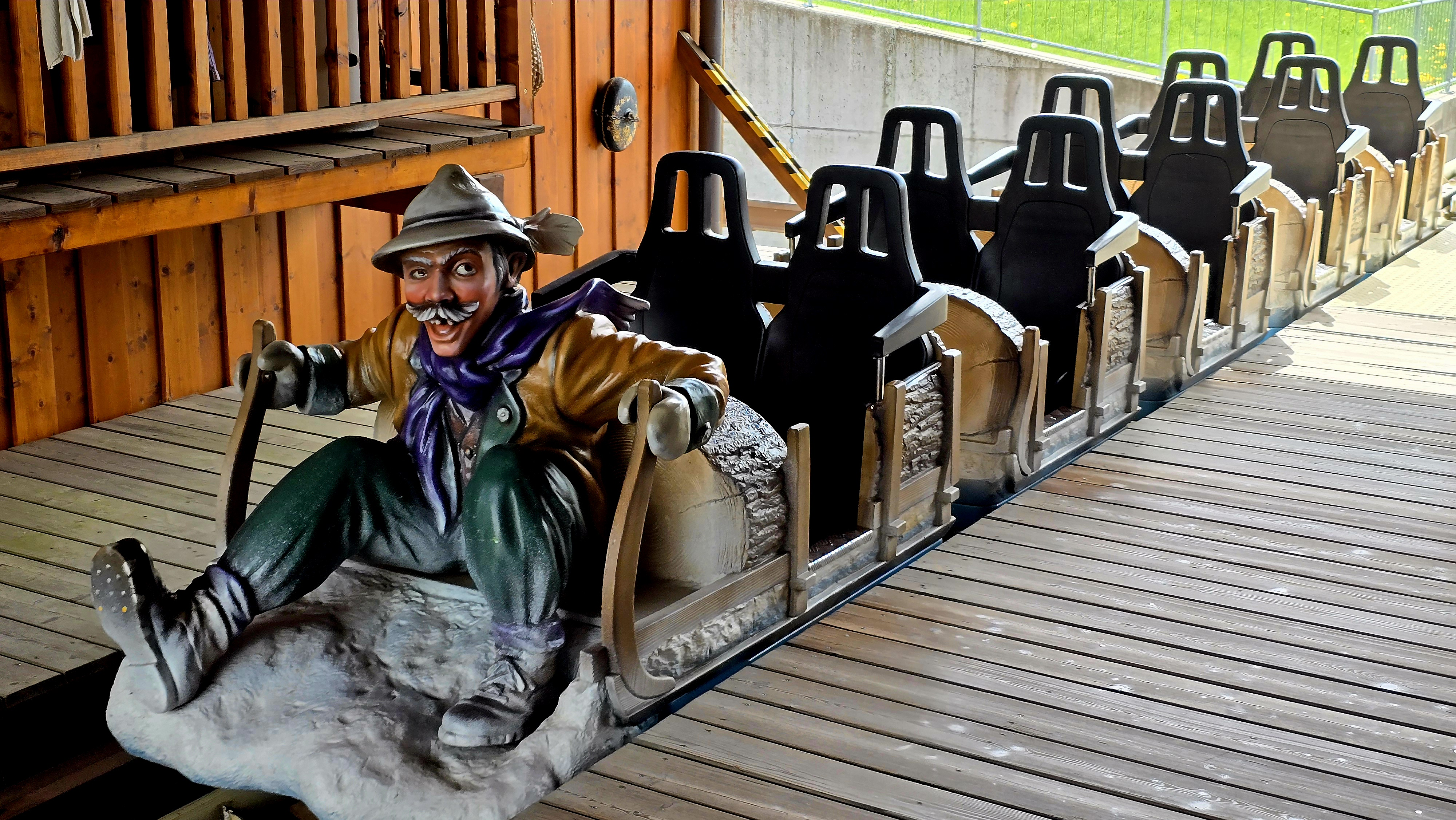
Da voglwuide Sepp à Rodel-und Freizeitparadies
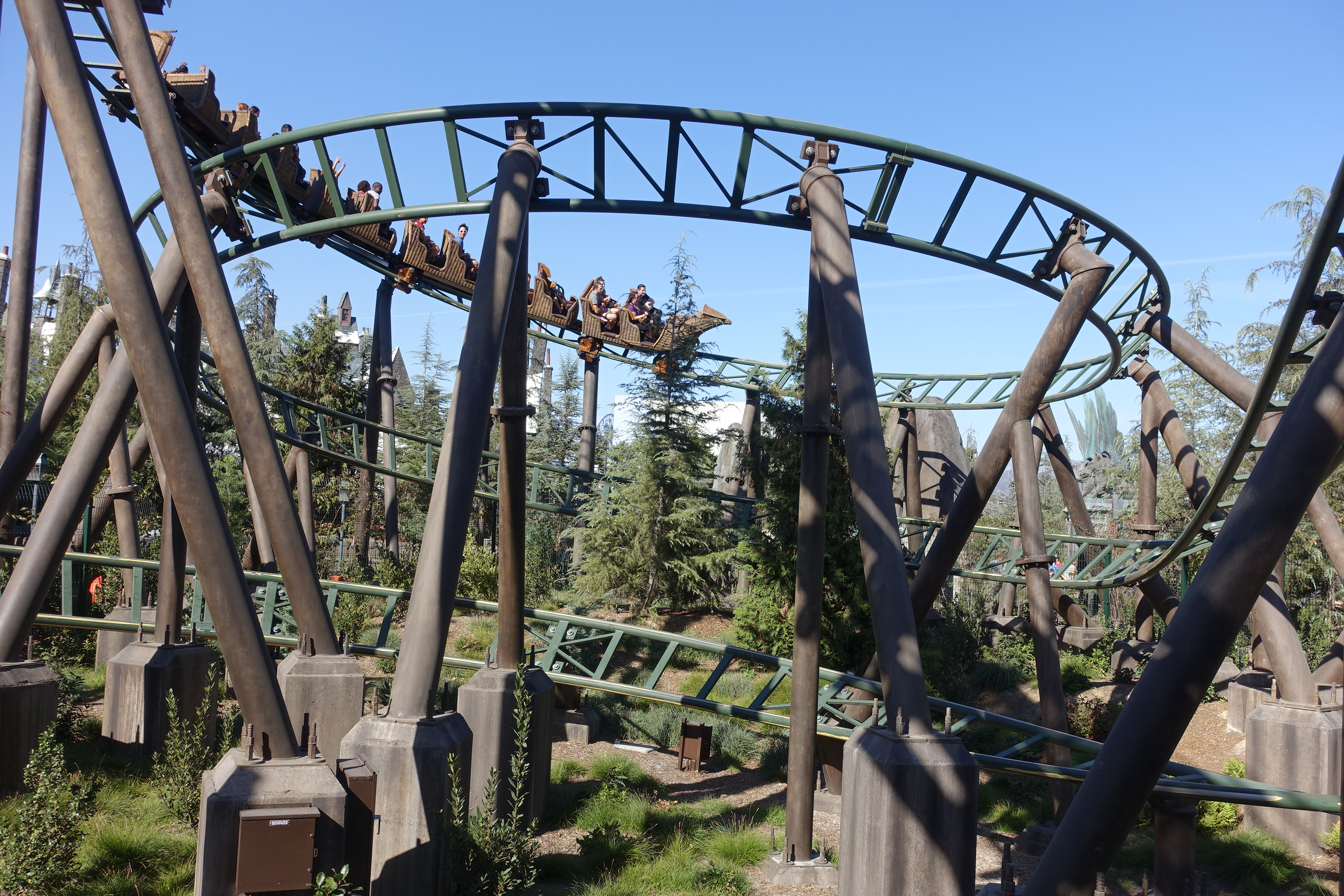
Flight of the Hippogriff à Universal Studios Hollywood
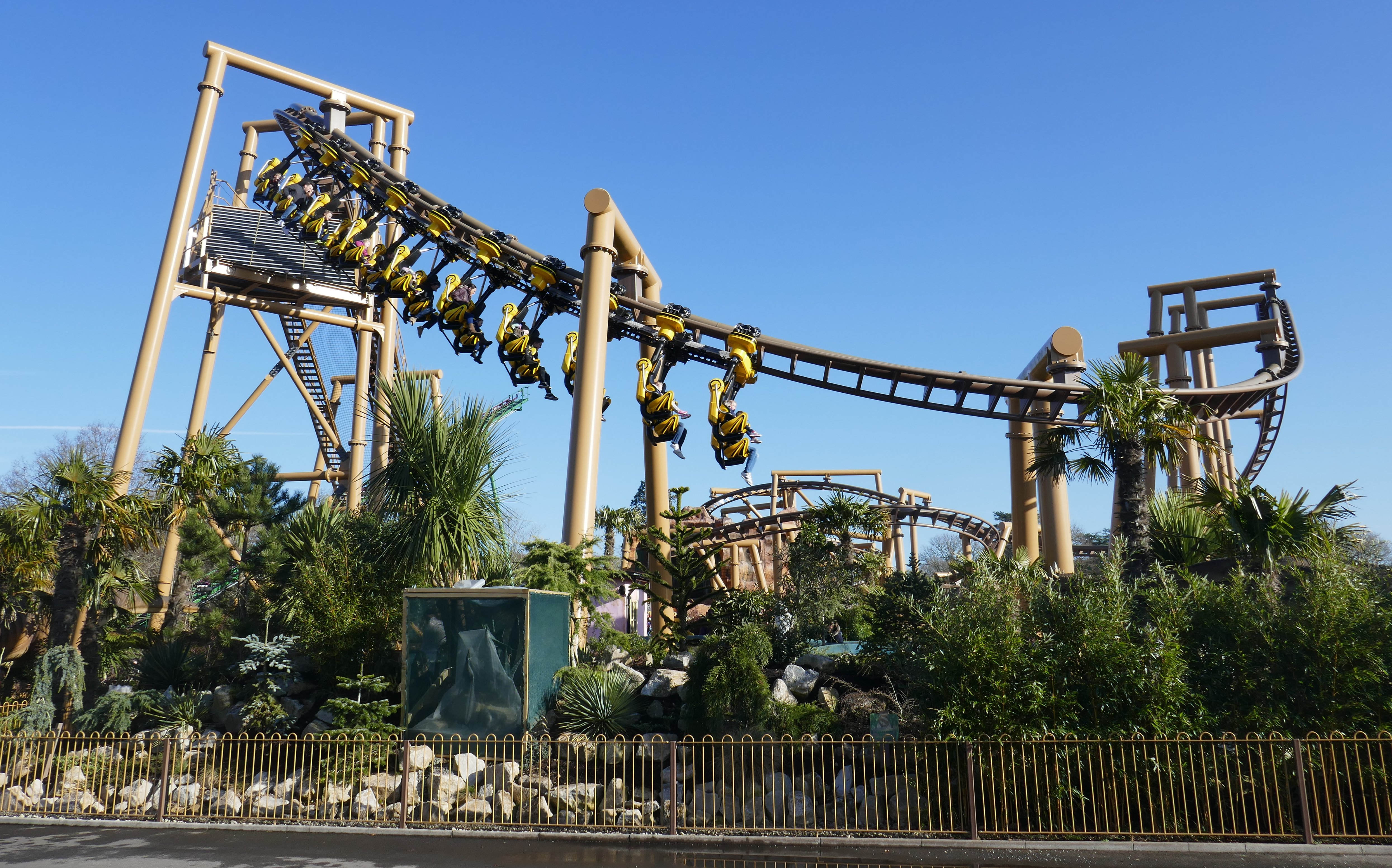
Flight of the Pterosaur à Paulton's Park
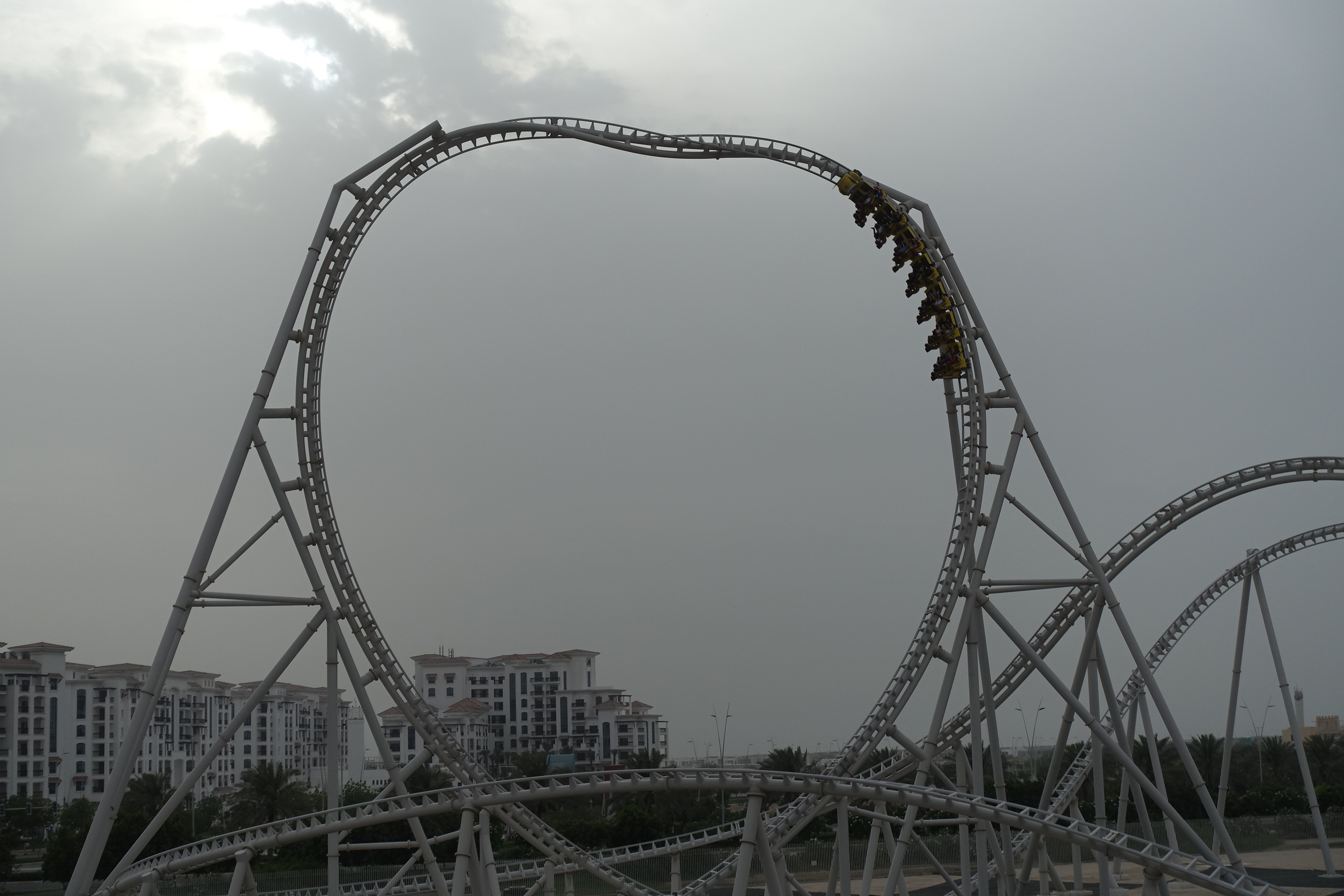
Flying Aces à Ferrari World Abu Dhabi
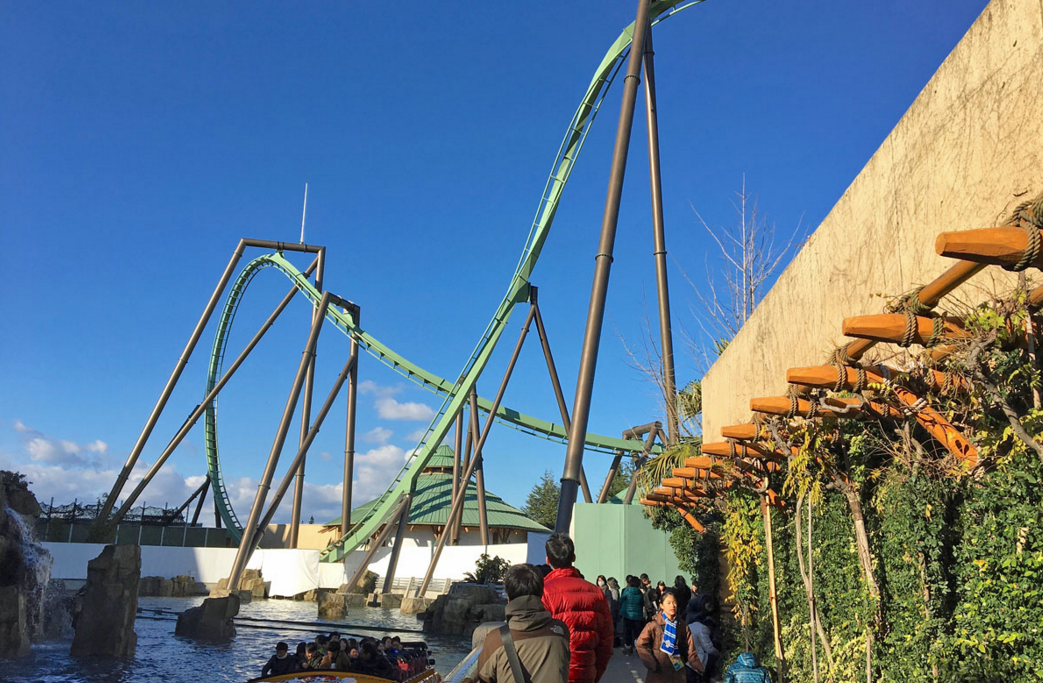
Flying Dinosaur à Universal Studios Japan
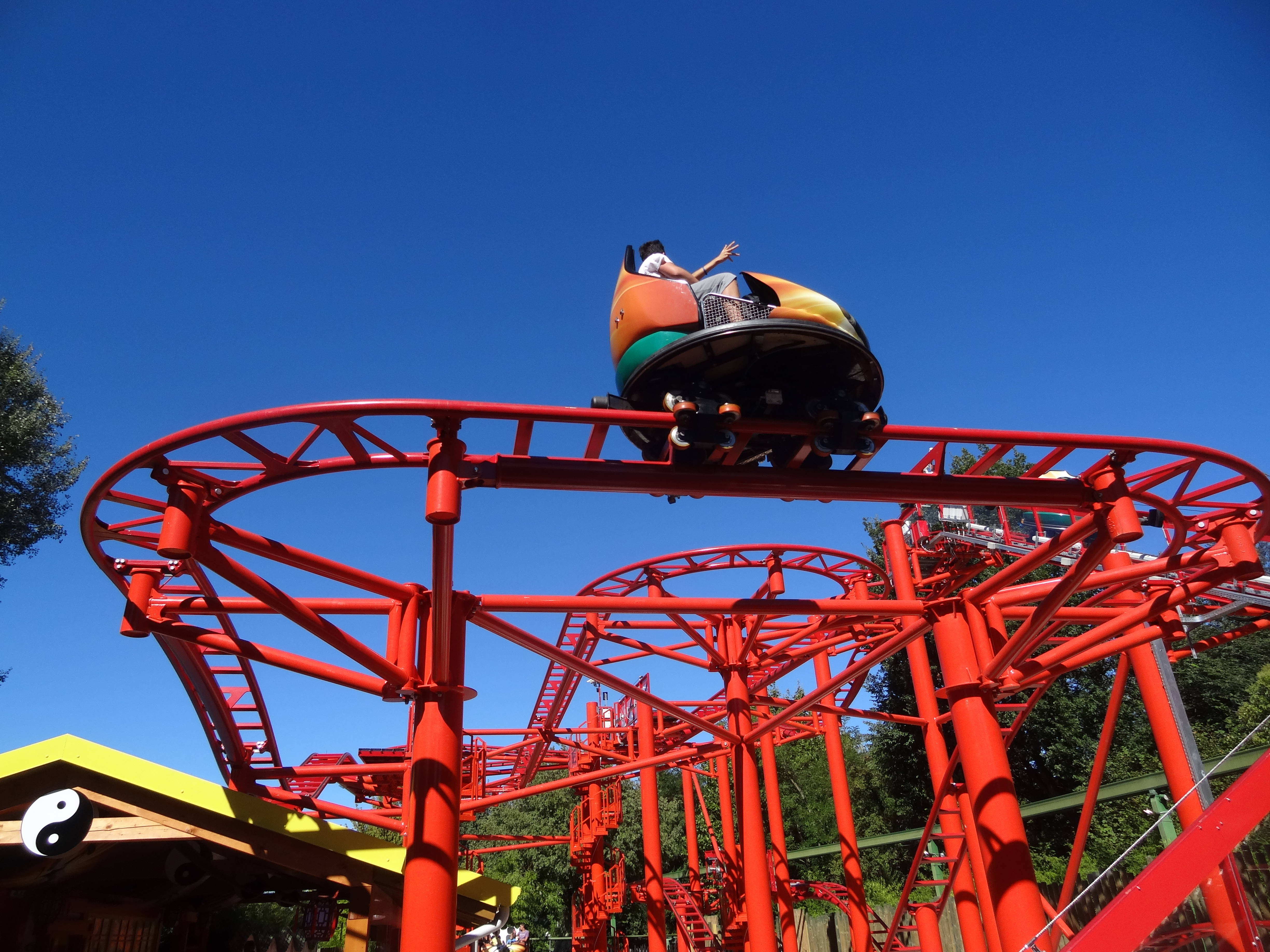
Kung Fu Panda Academy à Gardaland
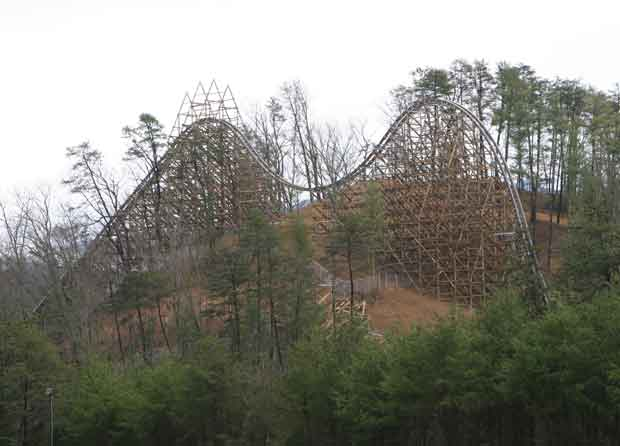
Lightning Rod à Dollywood
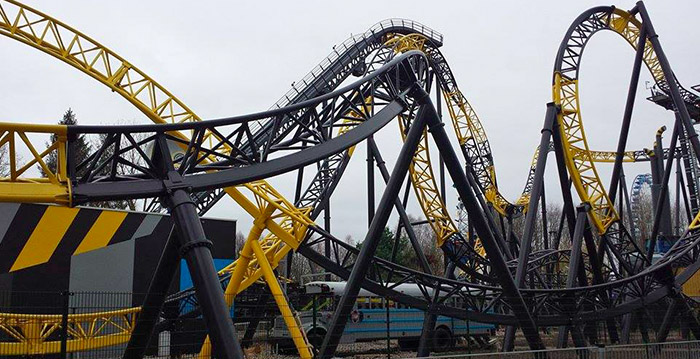
Lost Gravity à Walibi Holland
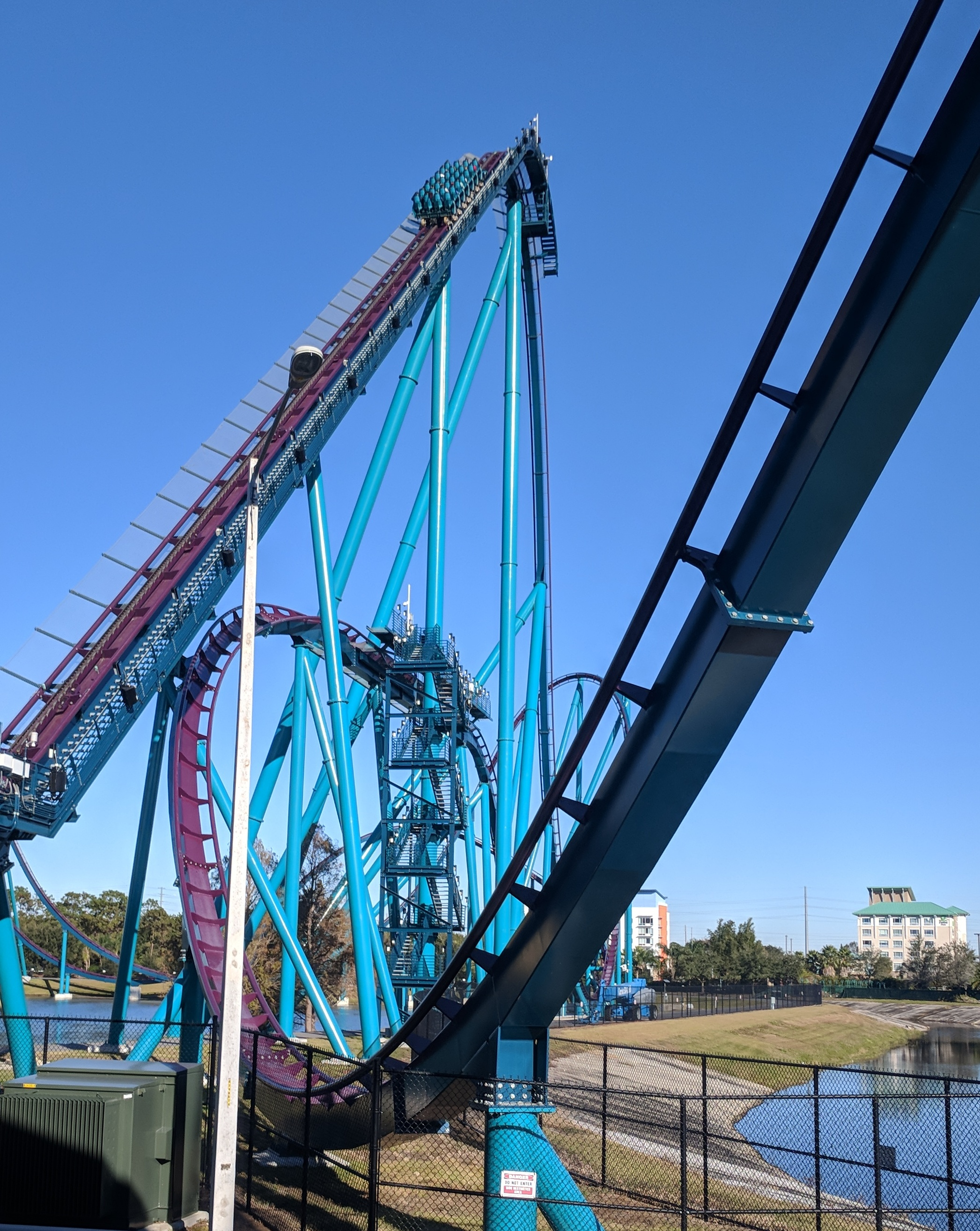
Mako à SeaWorld Orlando
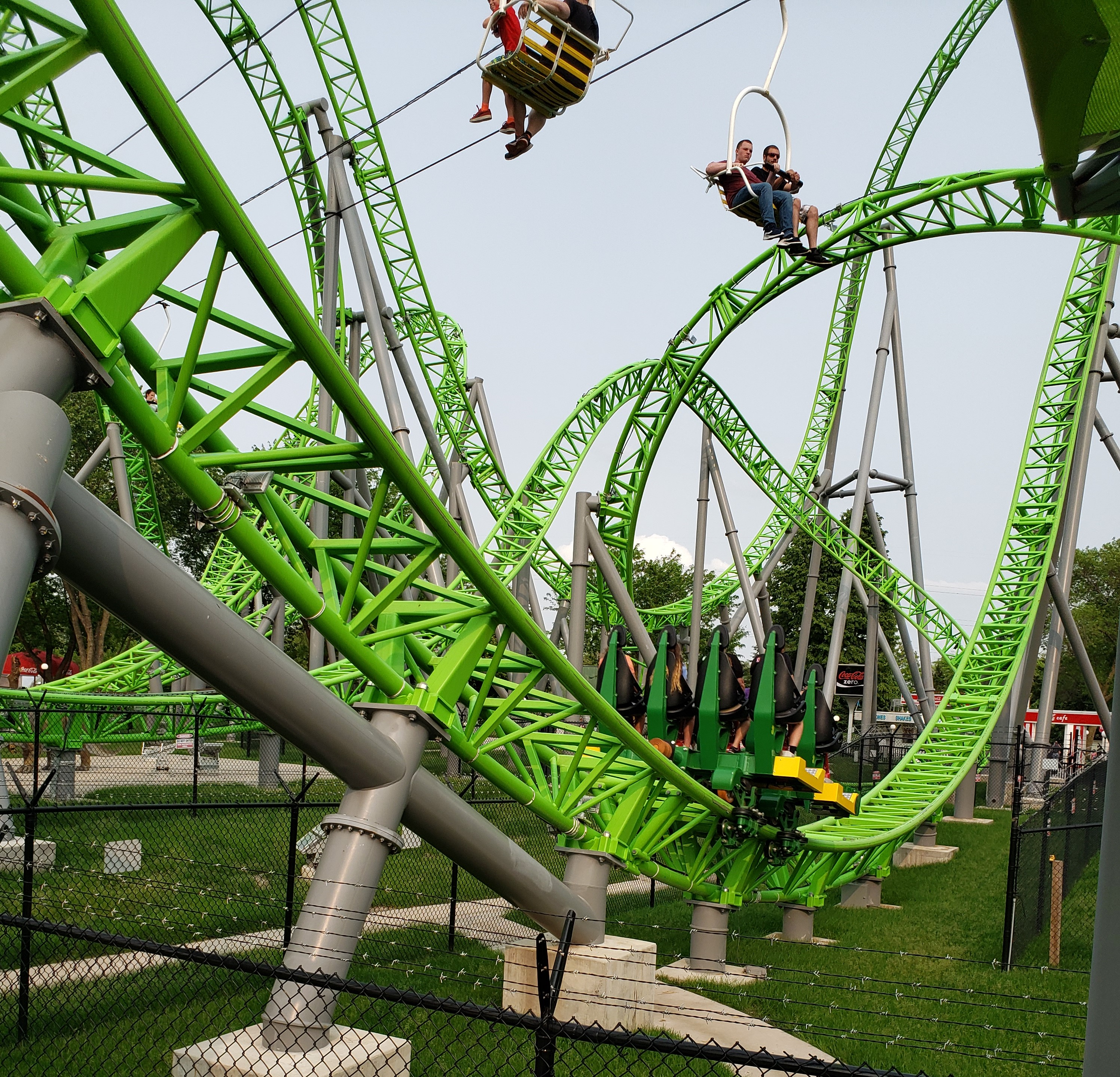
Monster à Adventureland
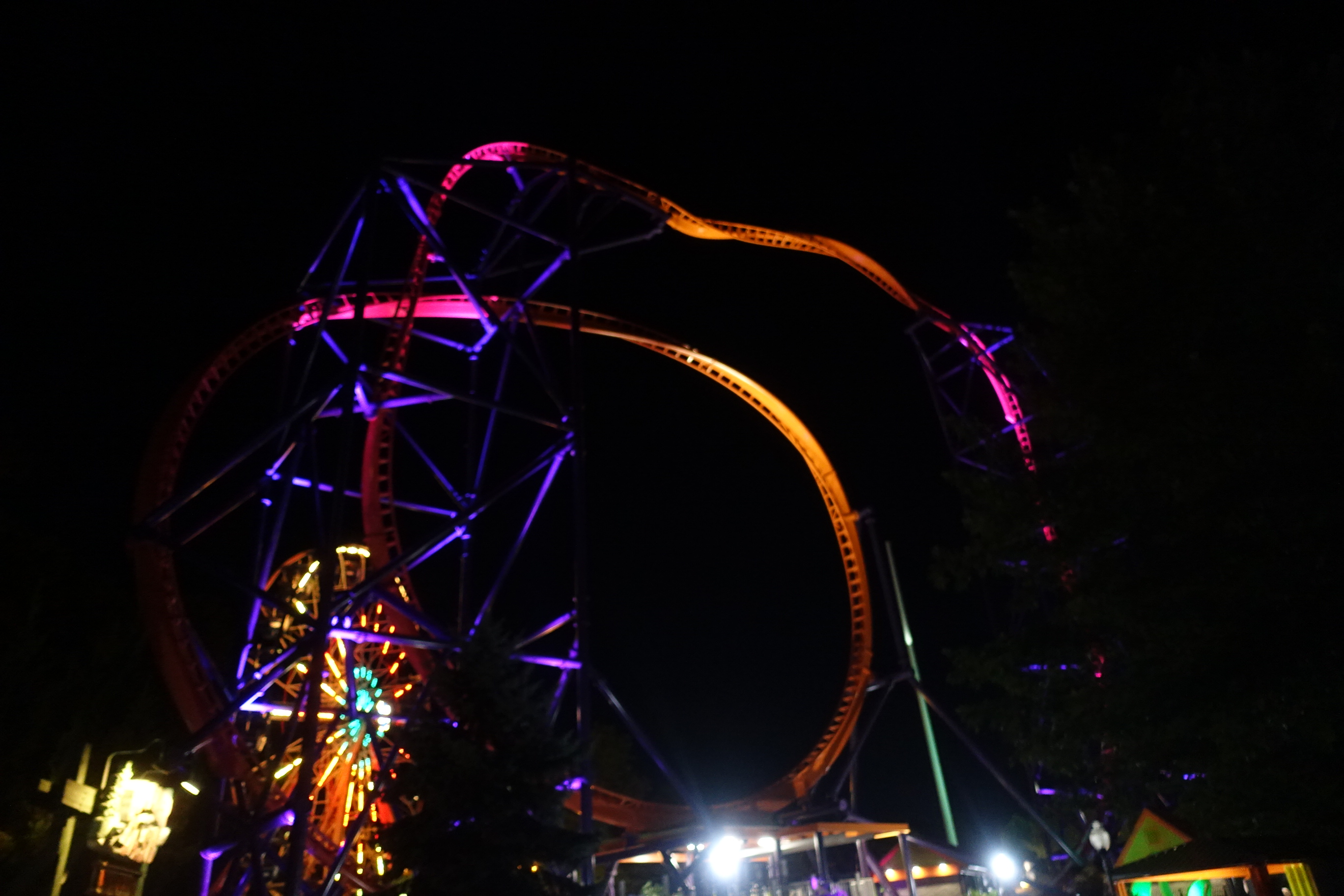
Phobia Phear Coaster à Lake Compounce
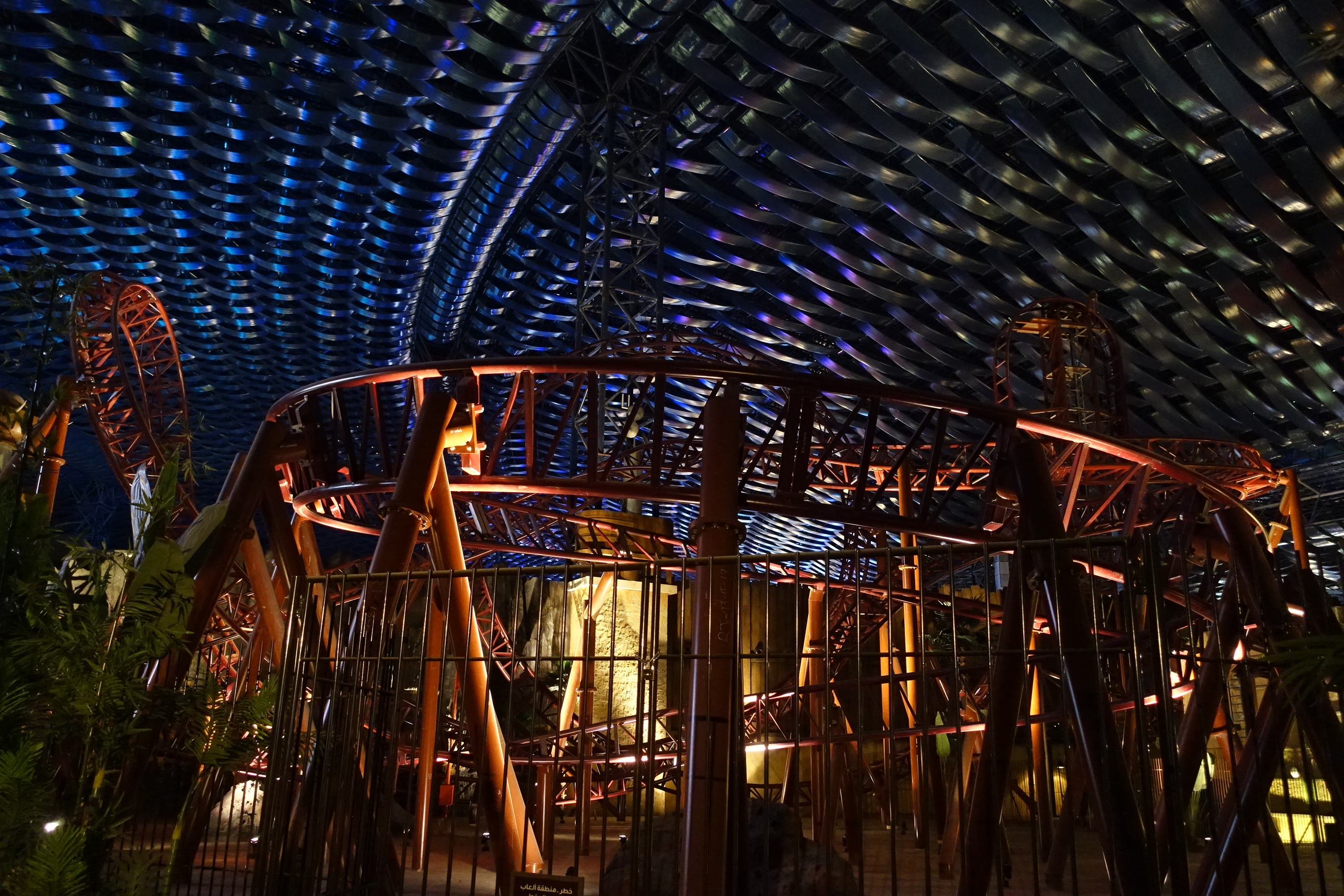
Predator à IMG Worlds of Adventure
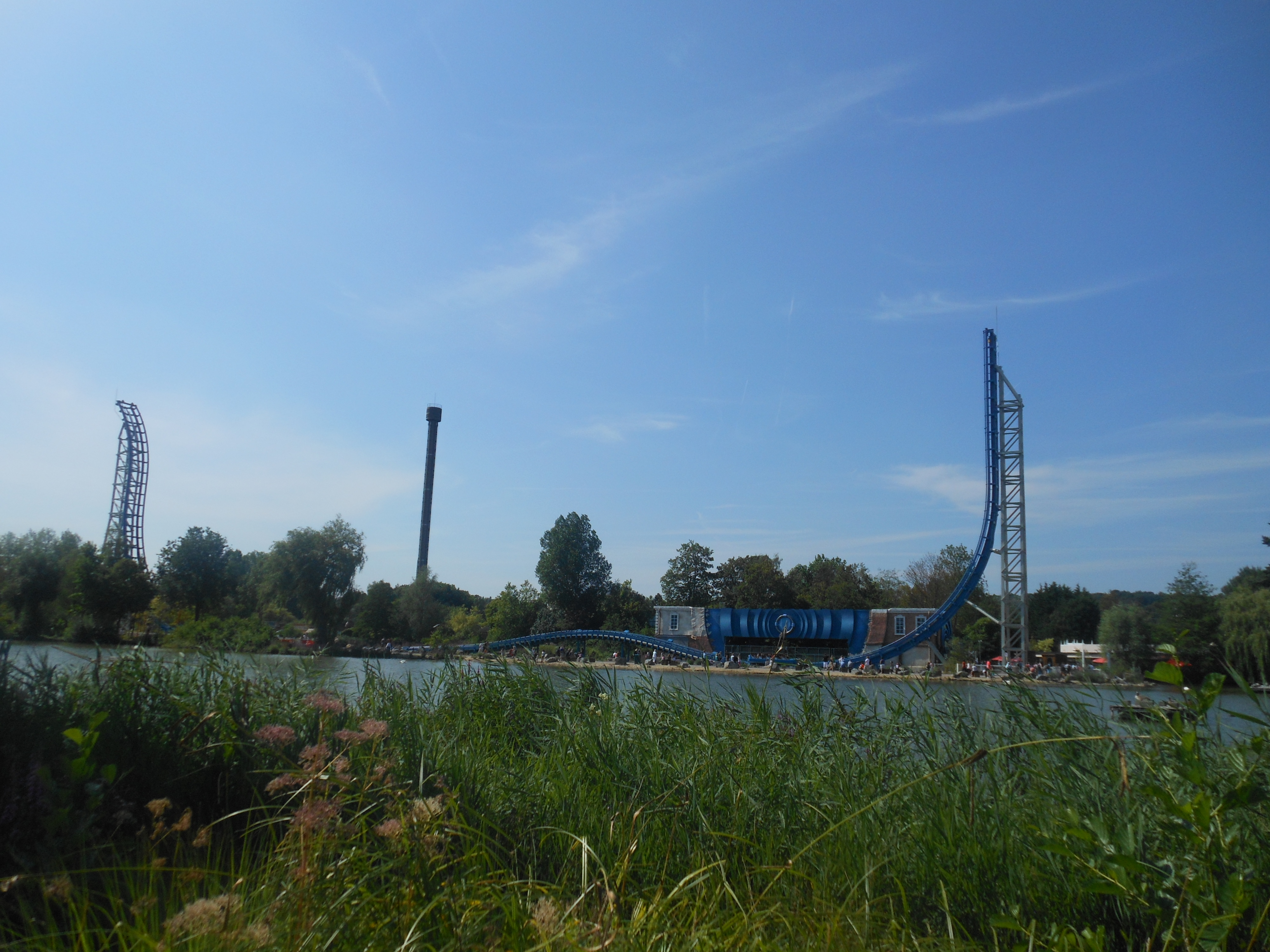
Pulsar à Walibi Belgium
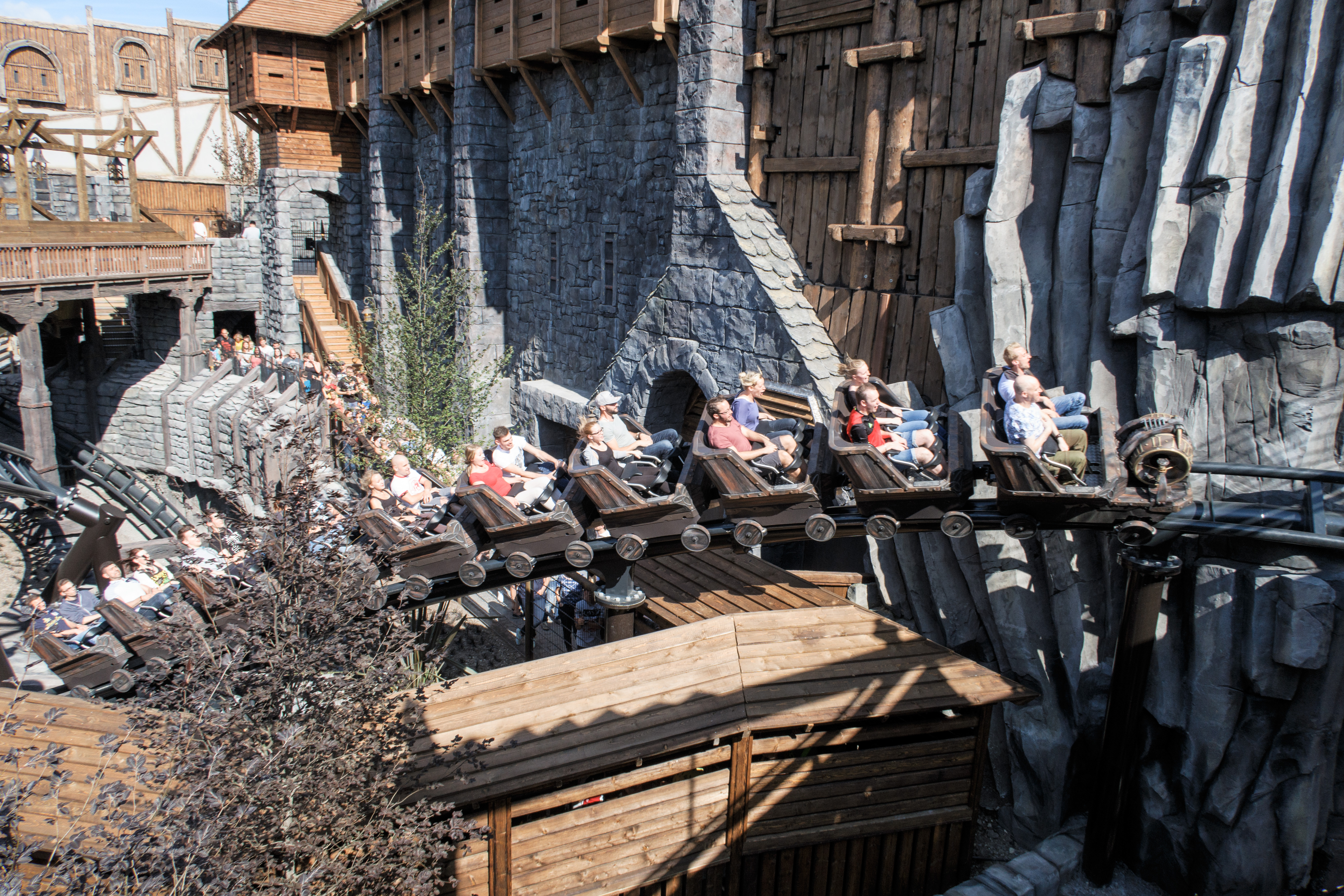
Raik à Phantasialand
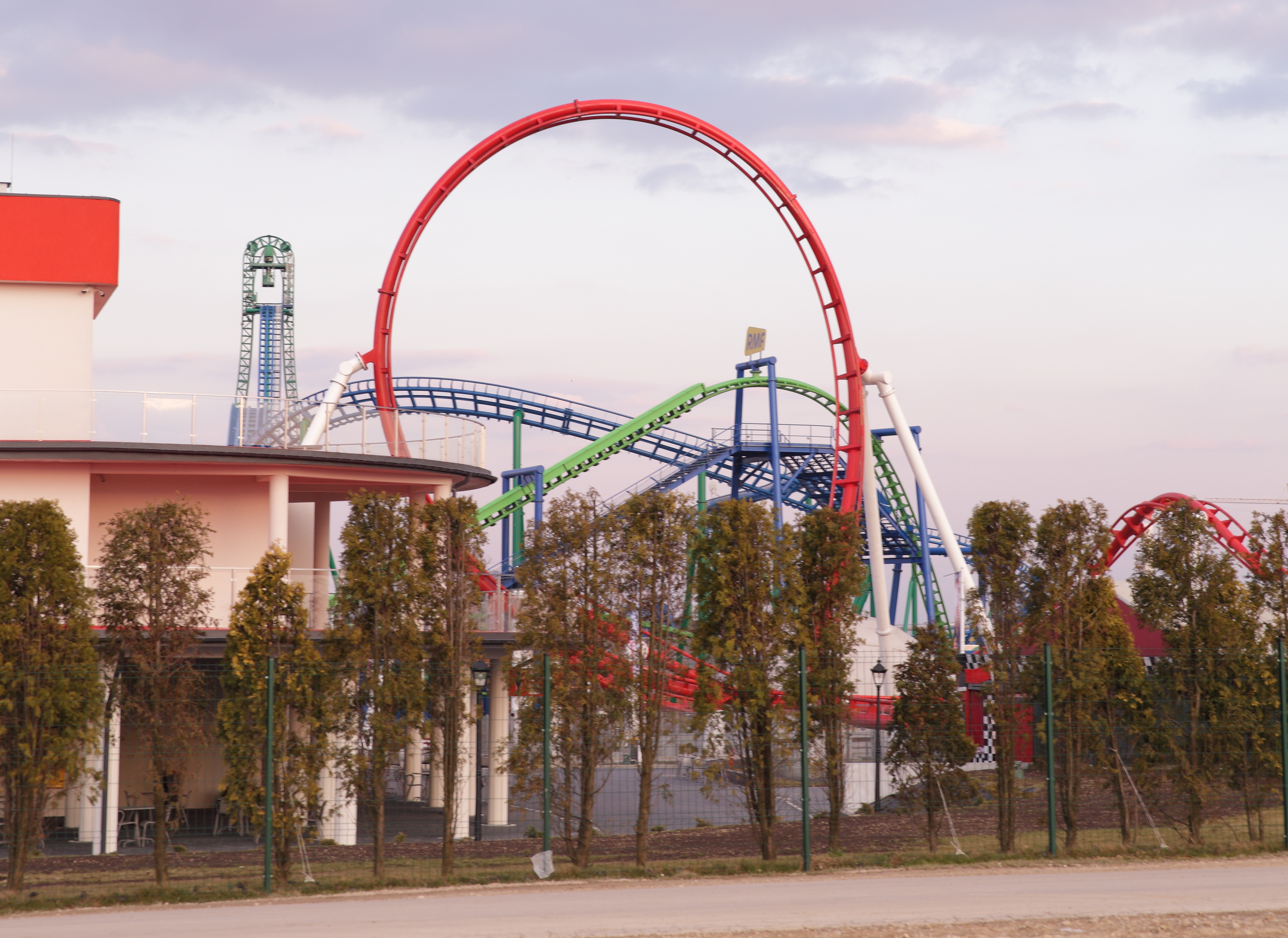
Rollercoaster Formula 1 à Energylandia
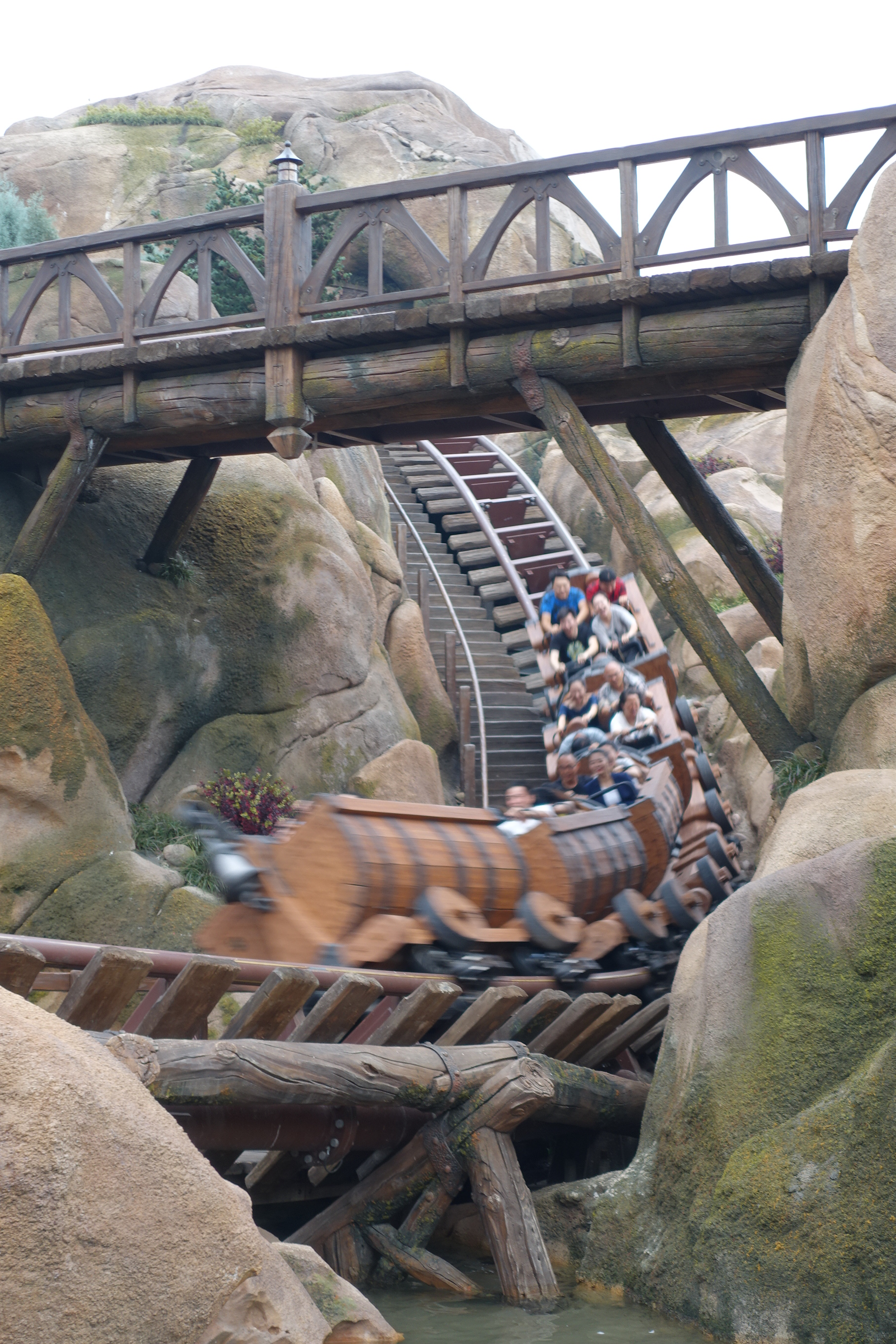
Seven Dwarfs Mine Train à Shanghai Disneyland
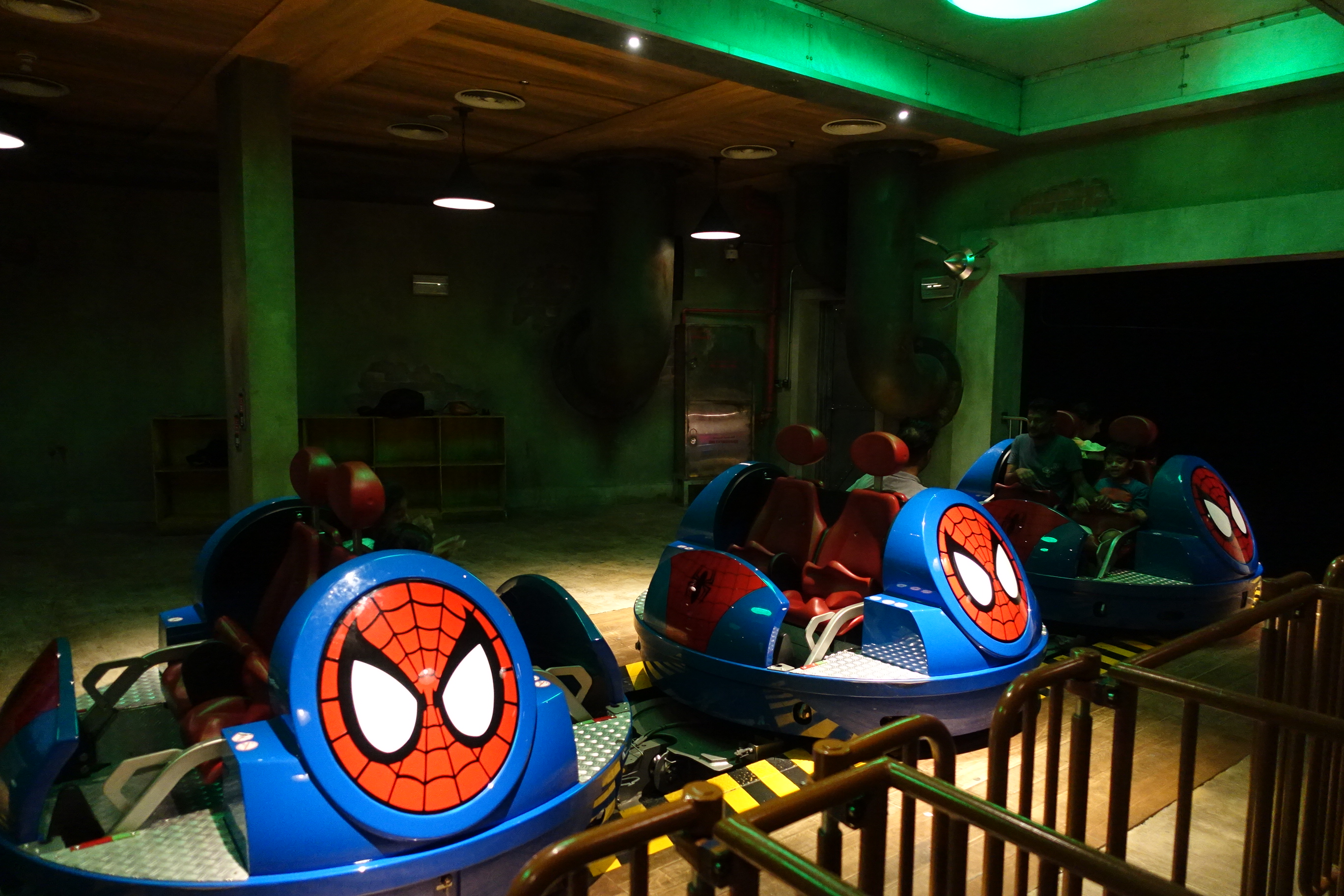
Spider-Man Doc Ock's Revenge à IMG Worlds of Adventure
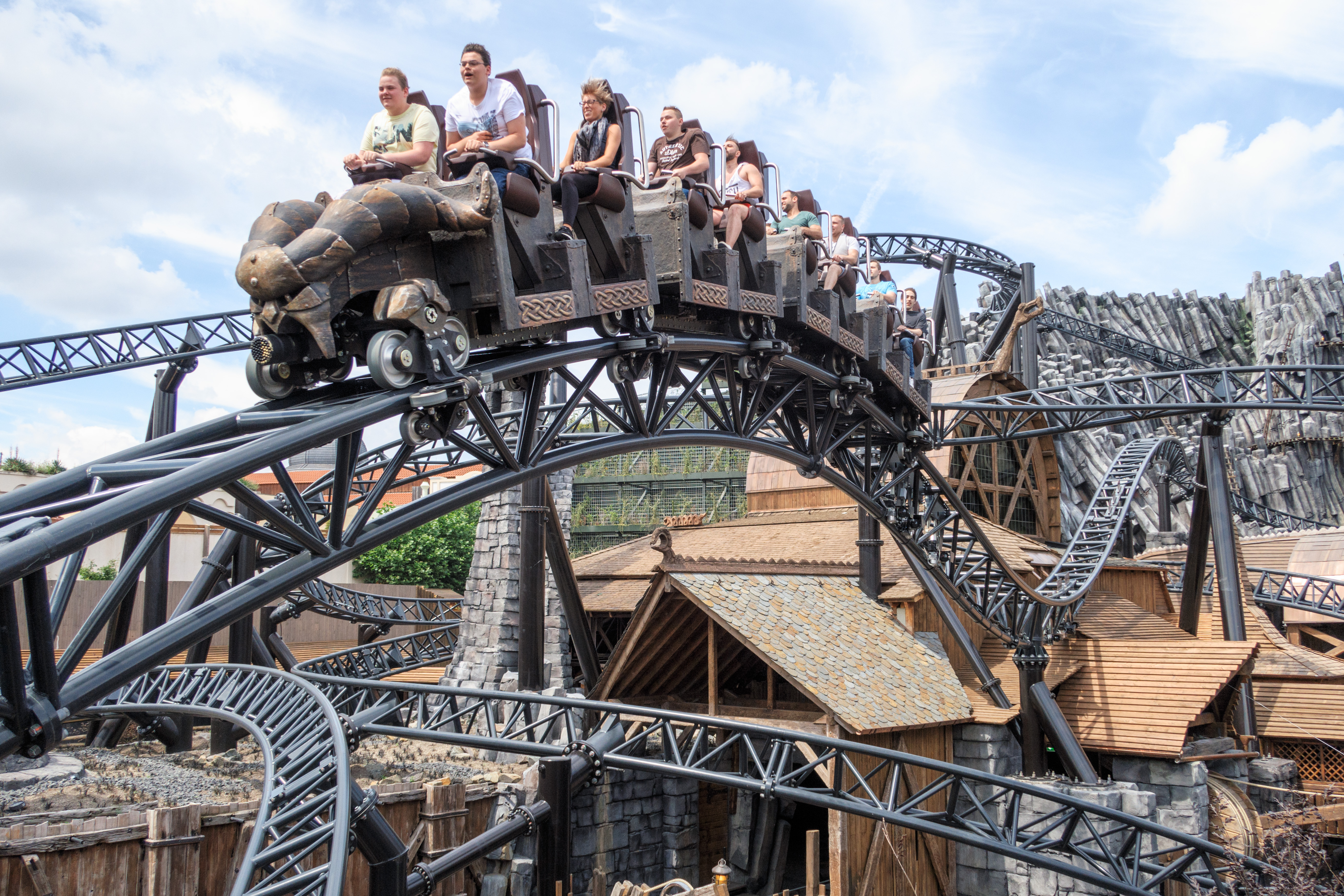
Taron à Phantasialand
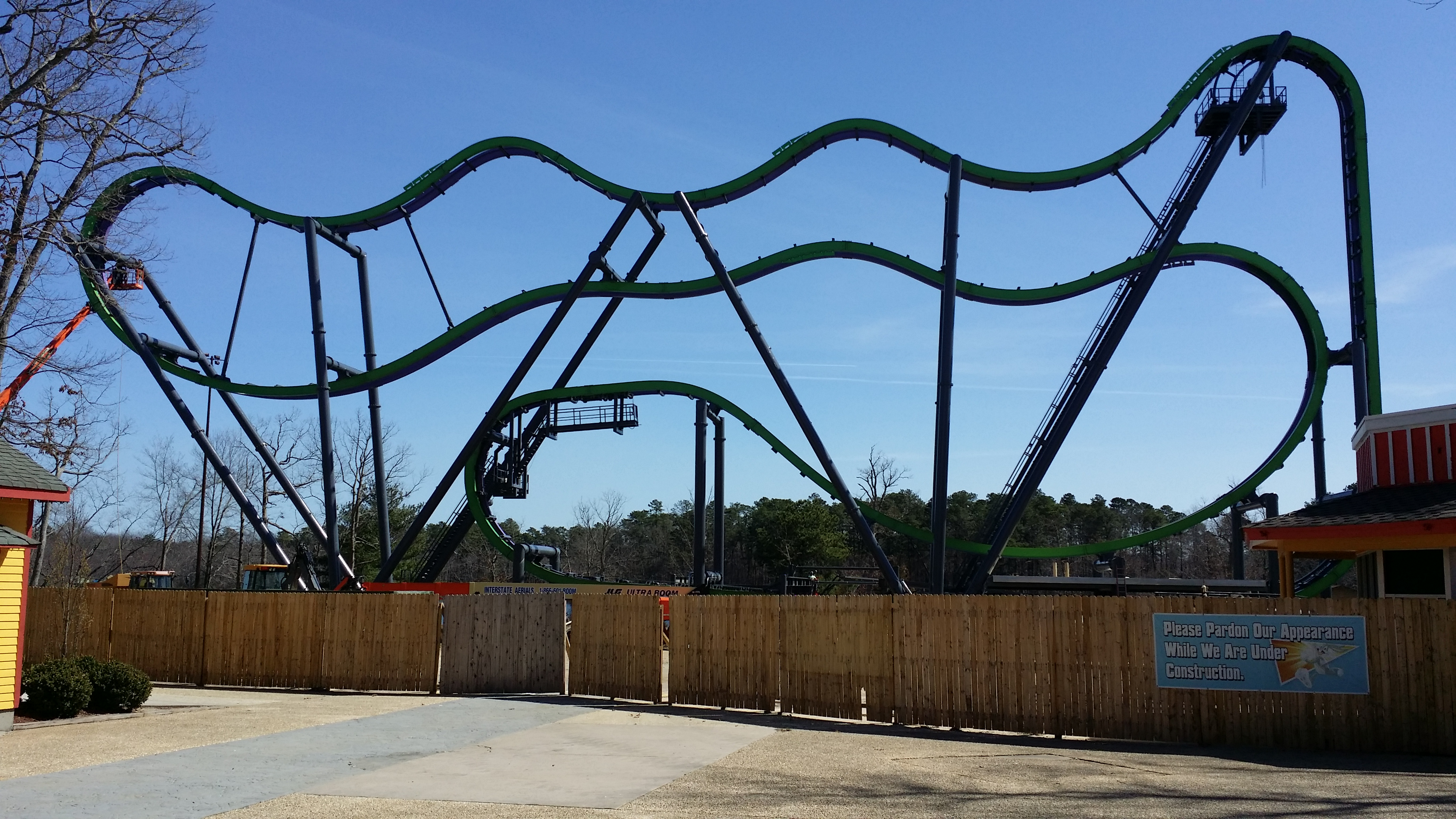
Construction de The Joker à Six Flags Great Adventure
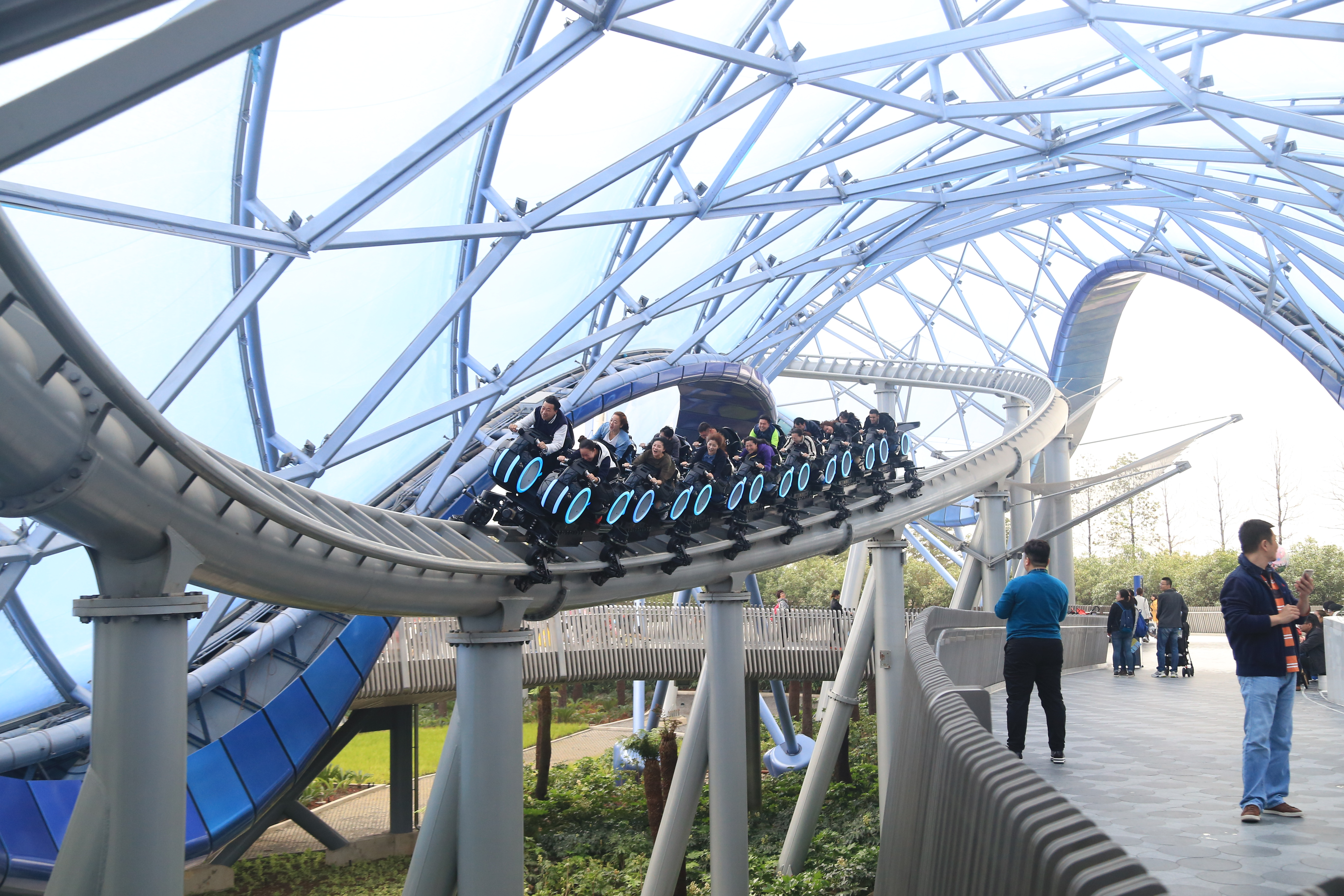
Tron Lightcycle Power Run à Shanghai Disneyland
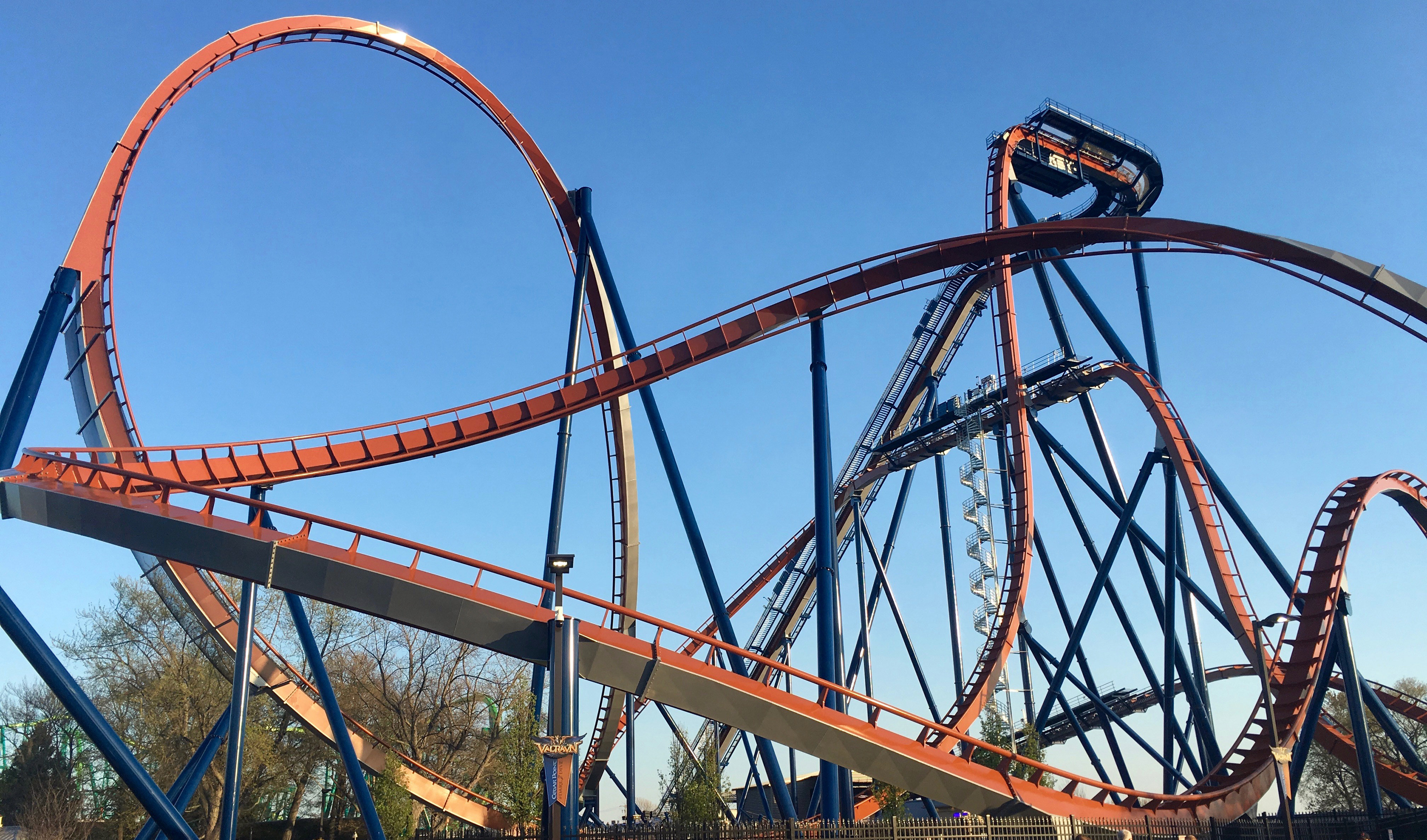
Valravn à Cedar Point
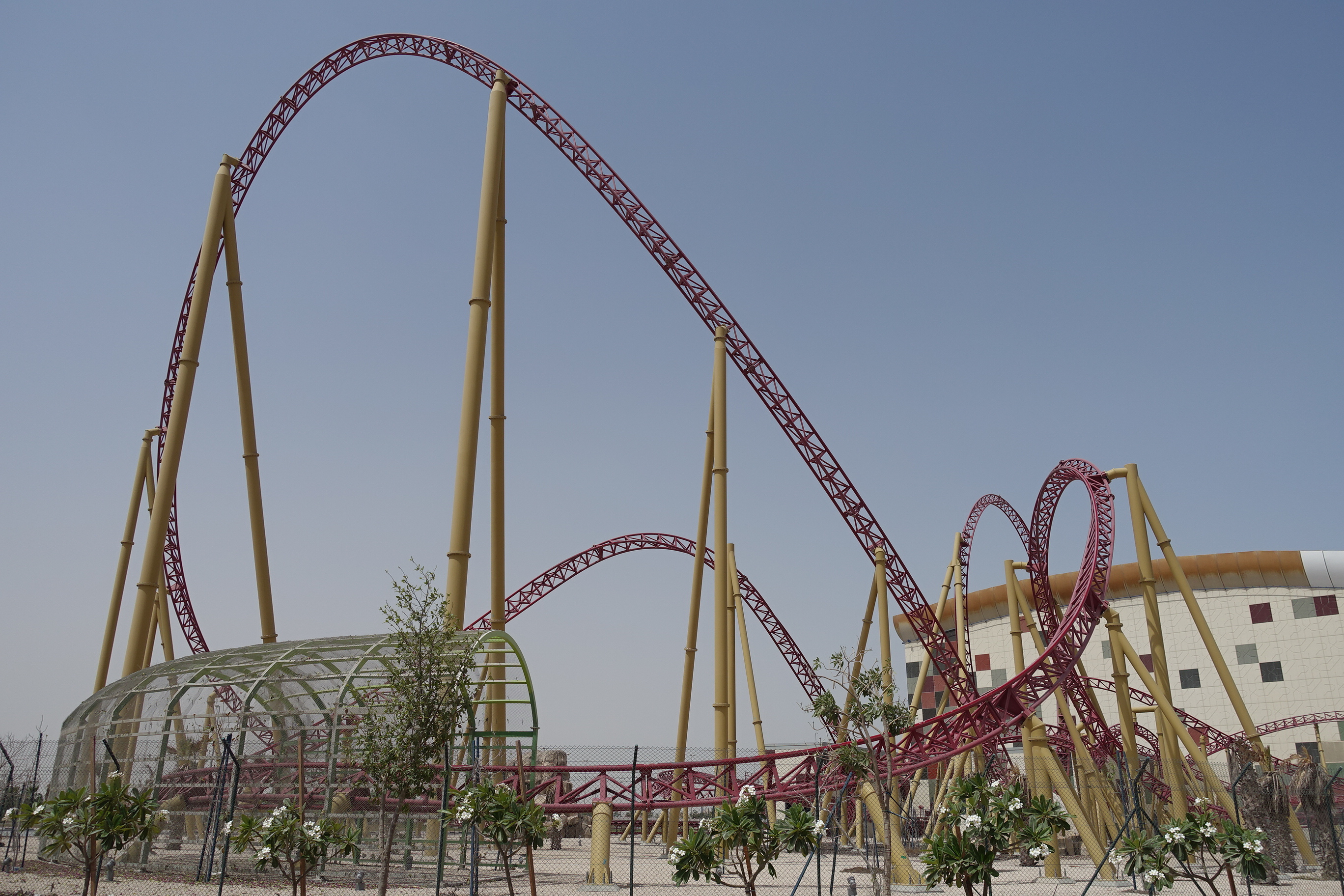
Velociraptor à IMG Worlds of Adventure
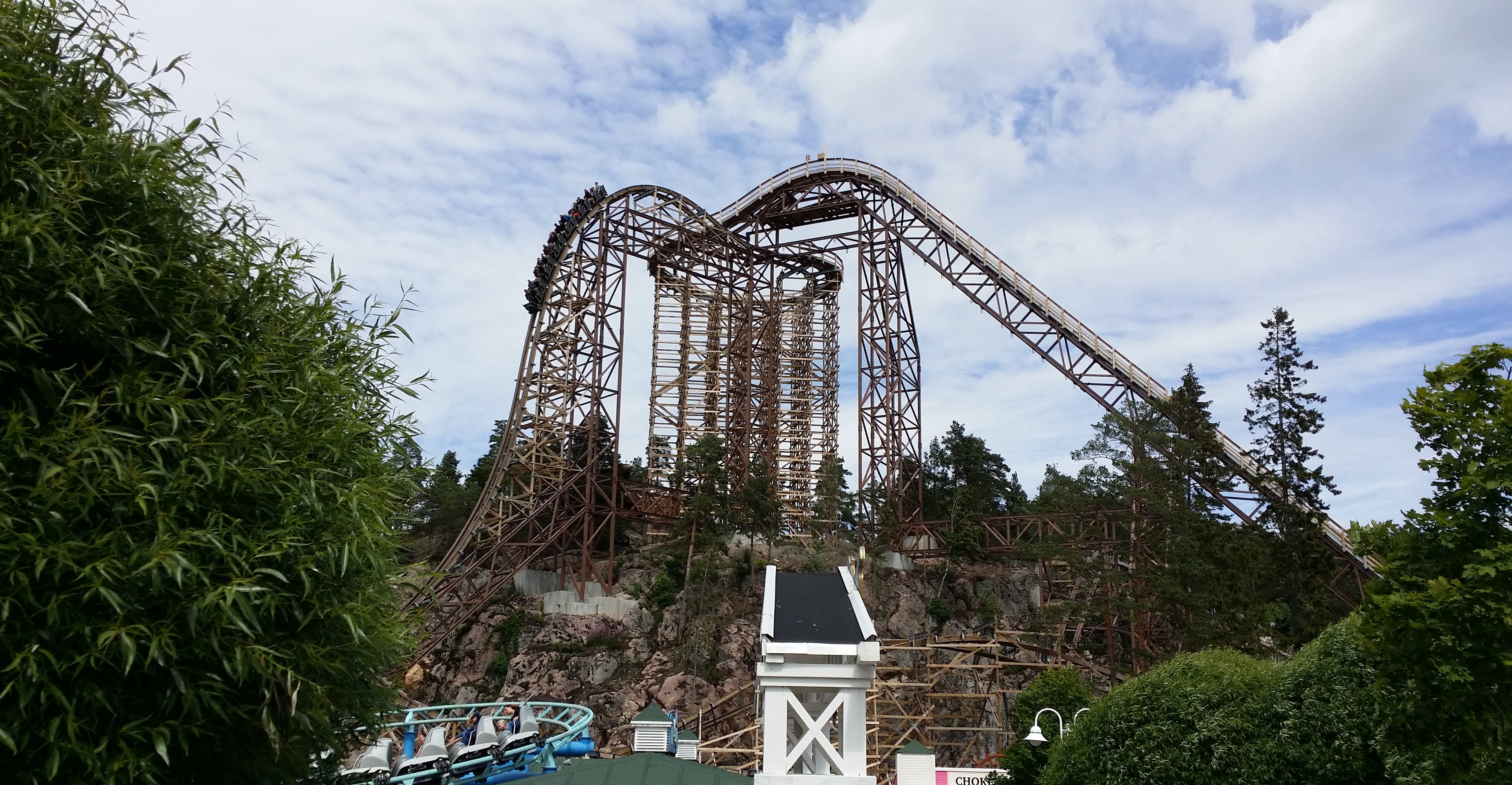
Wildfire à Kolmårdens Djurpark

### Autres attractions
| Nom                                                      | Type / Modèle                         | Constructeur                                 | Parc                             | Pays                |
| -------------------------------------------------------- | ------------------------------------- | -------------------------------------------- | -------------------------------- | ------------------- |
| AeroSpin                                                 | Sky Roller                            | Gerstlauer                                   | Liseberg                         | Suède               |
| Africa Swing                                             | Chaises volantes                      | Zierer                                       | Zoo Safaripark Stukenbrock       | Allemagne           |
| AirObot                                                  | Sky Glider                            | SBF Visa Group                               | Fort Fun Abenteuerland           | Allemagne           |
| Apache Falls                                             | Spinning Raft                         |                                              | Gulliver's World (en)            | Royaume-Uni         |
| Aquasouk Renommé Chiquit'O en 2020.                      | Watermania                            | Zamperla                                     | La Mer de sable                  | France              |
| Aquila Tonante                                           | Kite Flyer                            | Zamperla                                     | Mirabilandia                     | Italie              |
| Battlefield: Armoured Assault                            | Parcours scénique interactif          |                                              | Hub Zero                         | Émirats arabes unis |
| Buffalo Bill Rodeo                                       | Disk'O Coaster                        | Zamperla                                     | Mirabilandia                     | Italie              |
| Buzz Lightyear Planet Rescue                             | Parcours scénique interactif          | Walt Disney Imagineering                     | Shanghai Disneyland              | Chine               |
| Carrousel 1900                                           | Carrousel                             | Concept 1900                                 | Parc du Bocasse                  | France              |
| Carrousel (le)                                           | Carrousel                             | Concept 1900                                 | Dennlys Parc                     | France              |
| Catwoman Whip                                            | Endeavor                              | Zamperla                                     | Six Flags Over Texas             | États-Unis          |
| Chaises Volantes (les)                                   | Chaises volantes                      | Zierer                                       | Le Pal                           | France              |
| Chute                                                    | Tour de chute junior                  | Zierer                                       | Drievliet                        | Pays-Bas            |
| Crash                                                    | Tour de chute junior                  | SBF Visa Group                               | Fort Fun Abenteuerland           | Allemagne           |
| Cyclone (le)                                             | Frisbee                               | Technical Park                               | Papéa Parc                       | France              |
| Dancing Dingie                                           | Rockin' Tug                           | Zierer                                       | Europa-Park                      | Allemagne           |
| Delirium                                                 | Frisbee                               | Mondial Rides                                | Kings Dominion                   | États-Unis          |
| Derren Brown's Ghost Train                               | Parcours scénique                     | Simworx                                      | Thorpe Park                      | Royaume-Uni         |
| Diamond River                                            | Shoot the Chute                       |                                              | Śląskie Wesołe Miasteczko        | Pologne             |
| Discobélix                                               | Disk'O Coaster                        | Zamperla                                     | Parc Astérix                     | France              |
| Donjon de l'extrême                                      | Skyfall                               | Funtime                                      | Nigloland                        | France              |
| Dumbo the Flying Elephant                                | Manège avion                          | Walt Disney Imagineering                     | Shanghai Disneyland              | Chine               |
| Duell der Adler                                          | Sky Fly                               | Gerstlauer                                   | Bayern Park                      | Allemagne           |
| Explorer Canoes                                          | Parcours en canoës                    | Walt Disney Imagineering                     | Shanghai Disneyland              | Chine               |
| Endeavor                                                 | Endeavor                              | Zamperla                                     | Tayto Park (en)                  | Irlande             |
| Extraordinaire Voyage (l')                               | Flying Theater                        | Dynamic Structures                           | Futuroscope                      | France              |
| Fantasia Carousel                                        | Carrousel                             | Walt Disney Imagineering                     | Shanghai Disneyland              | Chine               |
| Fatamorgana                                              | Condor                                | Huss Rides                                   | Jardins de Tivoli                | Danemark            |
| Final Fantasy: Escape from Midgar                        | Immersive Tunnel                      | Simworx                                      | Hub Zero, Dubaï                  | Émirats arabes unis |
| Fireball                                                 | Giant Loop                            | Larson International                         | Six Flags Fiesta Texas           | États-Unis          |
| Fireball                                                 | Giant Loop                            | Larson International                         | Six Flags St. Louis              | États-Unis          |
| Fireball                                                 | Giant Loop                            | Larson International                         | Six Flags New England            | États-Unis          |
| Flash Tower                                              | Tour de chute                         | Zamperla                                     | Parc Ange Michel                 | France              |
| Flying Eagles                                            | Flying Scooters                       | Larson International                         | Canada's Wonderland              | Canada              |
| Flying Turtle                                            | Chaises volantes                      | Zierer                                       | OK Corral                        | France              |
| FlyOver America                                          | Flying Theater                        | Vekoma                                       | Mall of America                  | États-Unis          |
| Froschhüpfer                                             | Jump Around                           | Zamperla                                     | Familypark                       | Autriche            |
| Frozen Ever After                                        | Barque scénique                       | Walt Disney Imagineering                     | Epcot                            | États-Unis          |
| Geronimo                                                 | Tower                                 | Heege Freizeittechnik                        | Mirabilandia                     | Italie              |
| Grand Carrousel                                          | Carrousel                             | Zamperla                                     | Tayto Park                       | Irlande             |
| Gravitor                                                 | Falling Star                          | Chance Rides                                 | La Ronde                         | Canada              |
| Greezed Lightnin'                                        | Giant Loop                            | Larson International                         | Six Flags Great Adventure        | États-Unis          |
| Grobians Wolkenspringer                                  | Manège avion                          | Zierer                                       | Heide Park                       | Allemagne           |
| Hanse-Flieger                                            | Chaises volantes                      | Zierer                                       | Hansa-Park                       | Allemagne           |
| Harry Potter and the Forbidden Journey                   | Parcours scénique / Robocoaster       | Kuka, Dynamic Structures                     | Universal Studios Hollywood      | États-Unis          |
| Heißer Ofen                                              | Apollo Sidecars                       | Technical Park                               | Erlebnispark Tripsdrill          | Allemagne           |
| Hicks Himmelsstürmer                                     | Giant sky chaser                      | Zamperla                                     | Heide Park                       | Allemagne           |
| Hunny Pot Spin                                           | Tasses                                | Walt Disney Imagineering                     | Shanghai Disneyland              | Chine               |
| Hurricane Force 5                                        | Disk'O                                | Zamperla                                     | Six Flags Fiesta Texas           | États-Unis          |
| Jet Packs                                                | Manège avion                          | Walt Disney Imagineering                     | Shanghai Disneyland              | Chine               |
| Justice League: Battle for Metropolis                    | Parcours scénique interactif          | Sally Corporation/ Oceaneering International | Six Flags Mexico                 | Mexique             |
| Justice League: Battle for Metropolis                    | Parcours scénique interactif          | Sally Corporation/ Oceaneering International | Six Flags Great America          | États-Unis          |
| Luigi's Rollickin' Roadsters                             |                                       |                                              | Disney California Adventure      | États-Unis          |
| Magic Bikes                                              | Magic Bikes                           | Zamperla                                     | Cobac Parc                       | France              |
| Magical Lake Expedition                                  | Bateau à bascule                      |                                              | Śląskie Wesołe Miasteczko        | Pologne             |
| Many Adventures of Winnie the Pooh                       | Parcours scénique                     | Walt Disney Imagineering                     | Shanghai Disneyland              | Chine               |
| Motorider (le)                                           | Apollo Sidecars                       | Technical Park                               | Dennlys Parc                     | France              |
| Ninjago The Ride                                         | Parcours scénique interactif          | Triotech                                     | Legoland California              | États-Unis          |
| Ninjago The Ride                                         | Parcours scénique interactif          | Triotech                                     | Legoland Billund                 | Danemark            |
| Ninjago The Ride                                         | Parcours scénique interactif          | Triotech                                     | Legoland Malaysia                | Malaisie            |
| Old Mac Donald's Tractor Fun                             | Parcours de tracteurs                 | Metallbau Emmeln                             | Europa-Park                      | Allemagne           |
| Once Upon A Time Adventure                               | Walkthrough                           | Walt Disney Imagineering                     | Shanghai Disneyland              | Chine               |
| Peter Pan's Flight                                       | Parcours scénique                     | Walt Disney Imagineering                     | Shanghai Disneyland              | Chine               |
| Pirates of the Caribbean: Battle for the Sunken Treasure | Barque scénique                       | Walt Disney Imagineering                     | Shanghai Disneyland              | Chine               |
| Pirate River                                             | Bûches                                | Reverchon Industries                         | Barry Island Pleasure Park (en)  | Royaume-Uni         |
| Plants vs. Zombies Garden Warfare                        | Cinémaction                           | Alterface Projects                           | Carowinds                        | États-Unis          |
| Phoenix                                                  | Flying Scooters                       | Larson International                         | La Ronde                         | Canada              |
| Poppis                                                   | Family Ride                           | SBF Visa Group                               | Linnanmäki                       | Finlande            |
| Power Surge                                              | Power Surge                           | Zamperla                                     | Tayto Park                       | Irlande             |
| Propelli                                                 | Magic Bikes                           | Zamperla                                     | Linnanmäki                       | Finlande            |
| Ragnarok                                                 | Rivière rapide en bouées              | Hafema                                       | TusenFryd                        | Norvège             |
| Rainbow                                                  | Rainbow                               | Huss Rides                                   | Magic Park Land                  | France              |
| Red Baron                                                | Manège avion                          | Zamperla                                     | Holiday Park                     | Allemagne           |
| Resident Evil : Bio Terror                               | Parcours scénique interactif          | Alterface Projects/ETF Ride Systems          | Hub Zero                         | Émirats arabes unis |
| Roaring Rapids                                           | Rivière rapide en bouées              | Walt Disney Imagineering                     | Shanghai Disneyland              | Chine               |
| Rocking Tug                                              | Rockin' Tug                           | Zamperla                                     | Tayto Park                       | Irlande             |
| Rocking Tug                                              | Rockin' Tug                           | Zamperla                                     | Parc du Bocasse                  | France              |
| Simoun (le) Renommé Disco Loco en 2020.                  | Disk'O                                | Zamperla                                     | La Mer de sable                  | France              |
| Skull Island : Reign of Kong                             | Parcours scénique trackless en relief | Oceaneering International                    | Universal's Islands of Adventure | États-Unis          |
| Skyhawk                                                  | Sky Roller                            | Gerstlauer                                   | Canada's Wonderland              | Canada              |
| Soaring Over the Horizon                                 | Cinéma dynamique                      | Walt Disney Imagineering                     | Shanghai Disneyland              | Chine               |
| Soulken                                                  | Pieuvre                               | Gerstlauer                                   | Djurs Sommerland                 | Danemark            |
| Smurfs Studio Tours                                      | Parcours scénique                     | ETF Ride Systems                             | Motiongate Dubai                 | Émirats arabes unis |
| Spinsanity                                               | Tilt-A-Whirl                          | Larson International                         | Six Flags Fiesta Texas           | États-Unis          |
| Spoontus                                                 | Fly Away                              | Huss Rides                                   | La Récré des 3 Curés             | France              |
| Superman: Tower of Power                                 | Tour de chute                         | Zamperla                                     | Six Flags Over Georgia           | États-Unis          |
| Taureaux Sauvages                                        | Demolition Derby                      | Zamperla                                     | Fraispertuis-City                | France              |
| The Giant Condor                                         | Condor                                | Huss Rides                                   | M&D's Scotland's Theme Park (en) | Royaume-Uni         |
| The Riddler Revenge                                      | Giant Discovery                       | Zamperla                                     | Six Flags Over Texas             | États-Unis          |
| Tijdmachine                                              | Magic Bikes                           | Zamperla                                     | Drievliet                        | Pays-Bas            |
| Tivoli Dragón                                            | Top Spin                              | Soriani & Moser                              | Tivoli World                     | Espagne             |
| Tornado                                                  | Star Flyer                            | Funtime                                      | Terra Mítica                     | Espagne             |
| Tour des petits fantômes (la)                            | Tour de chute junior                  | Zierer                                       | Nigloland                        | France              |
| Tramway Fou (le)                                         | Crazy Bus                             | Zamperla                                     | Dennlys Parc                     | France              |
| Volt-O-Vent                                              | Barnyard                              | Zamperla                                     | Walibi Rhône-Alpes               | France              |
| Voyage to the Crystal Grotto                             | Barque scénique                       | Walt Disney Imagineering                     | Shanghai Disneyland              | Chine               |
| Waveswinger                                              | Chaises volantes                      | Zierer                                       | Pleasurewood Hills               | Royaume-Uni         |
| Wellenflug                                               | Chaises volantes                      | Wood Design                                  | Holiday Park                     | Allemagne           |
| Wild Wings                                               | Sky Fly                               | Gerstlauer                                   | Duinrell                         | Pays-Bas            |
| Windstar                                                 | WindstarZ                             | Zamperla                                     | Tayto Park                       | Irlande             |
| Wonder Woman Flight School                               | Flying Scooters                       | Larson International                         | Six Flags Over Georgia           | États-Unis          |
| X                                                        | Giant Discovery                       | Zamperla                                     | Särkänniemi                      | Finlande            |

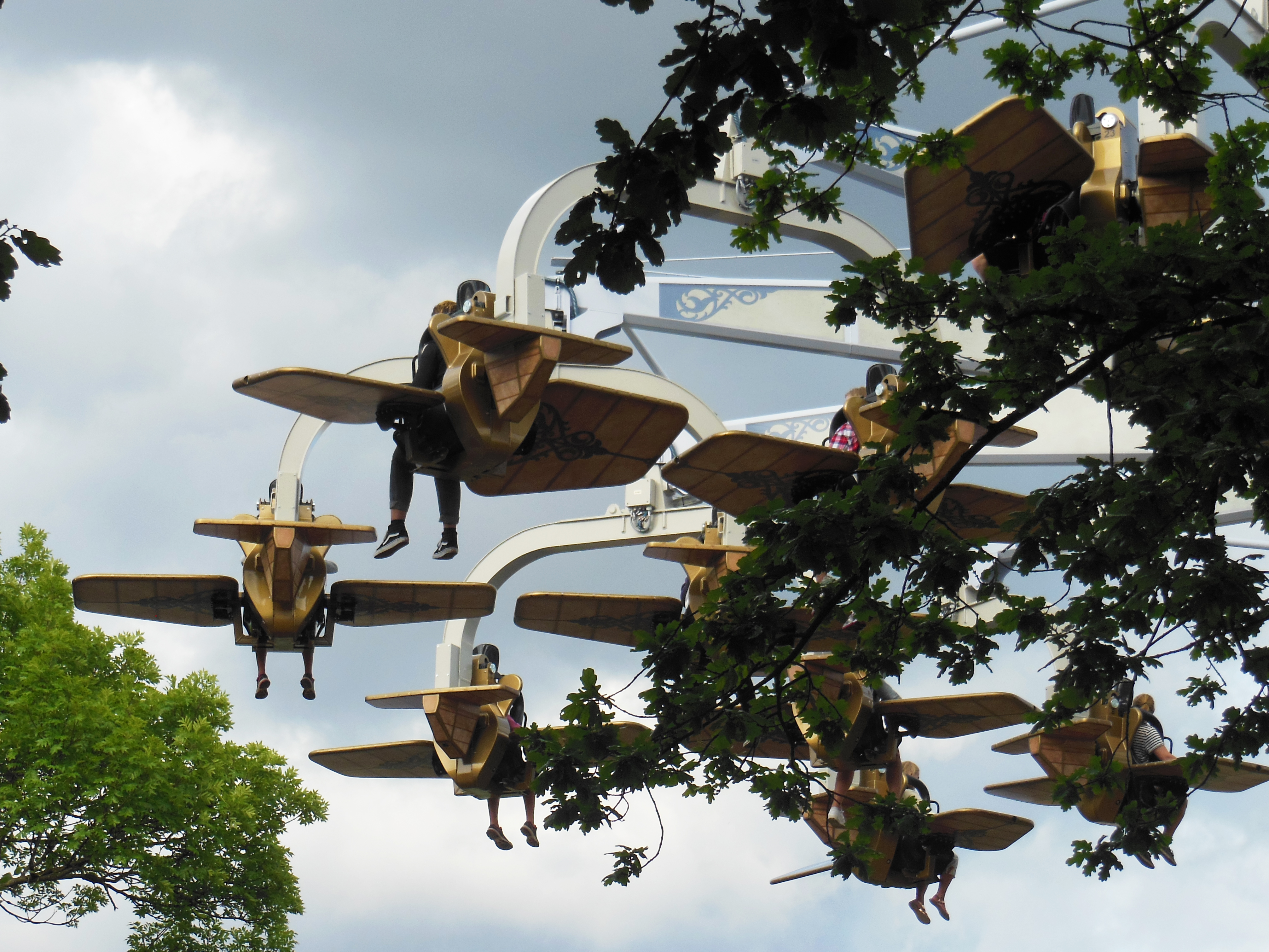
AeroSpin à Liseberg
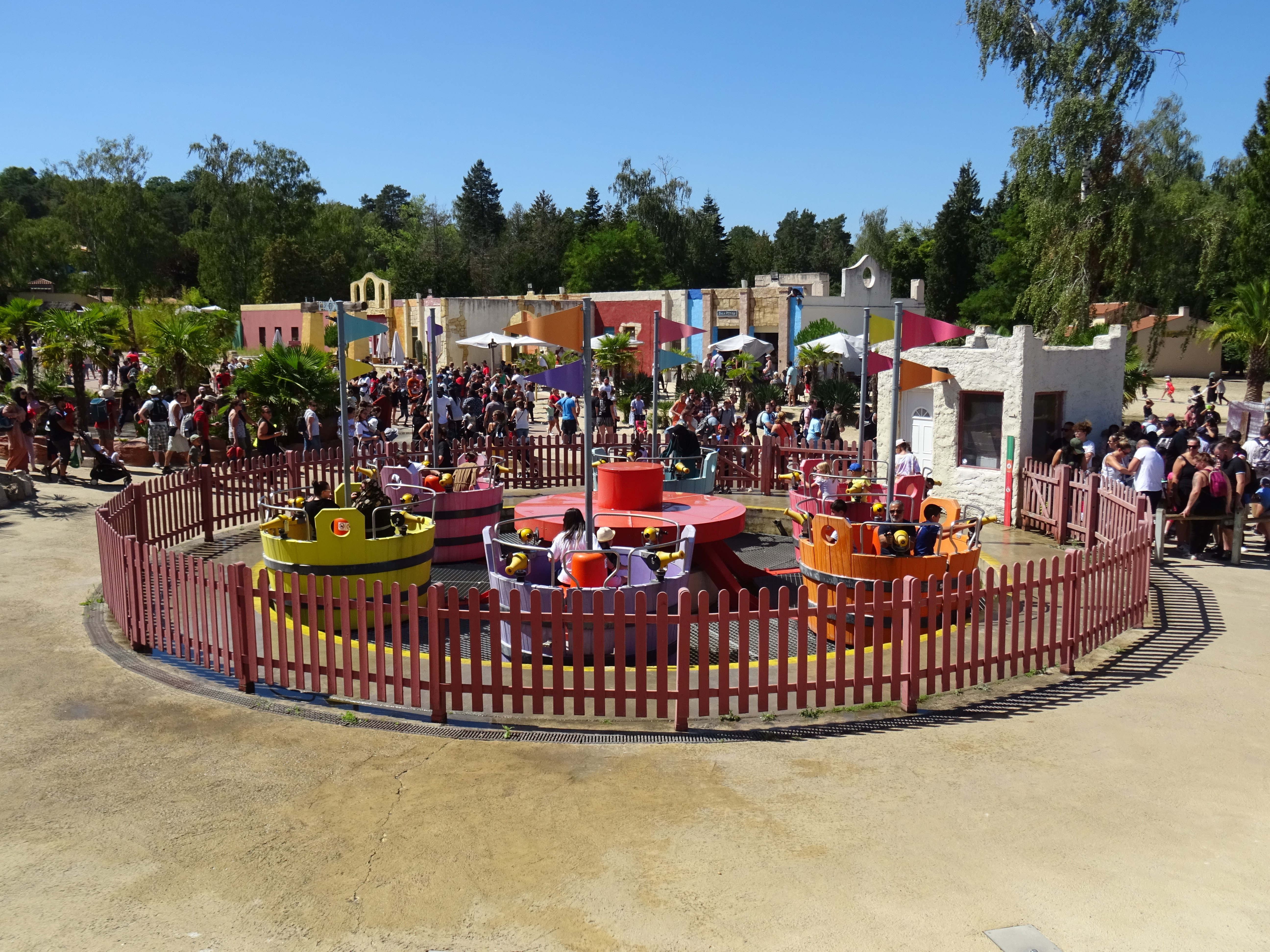
Aquasoukà La Mer de sable
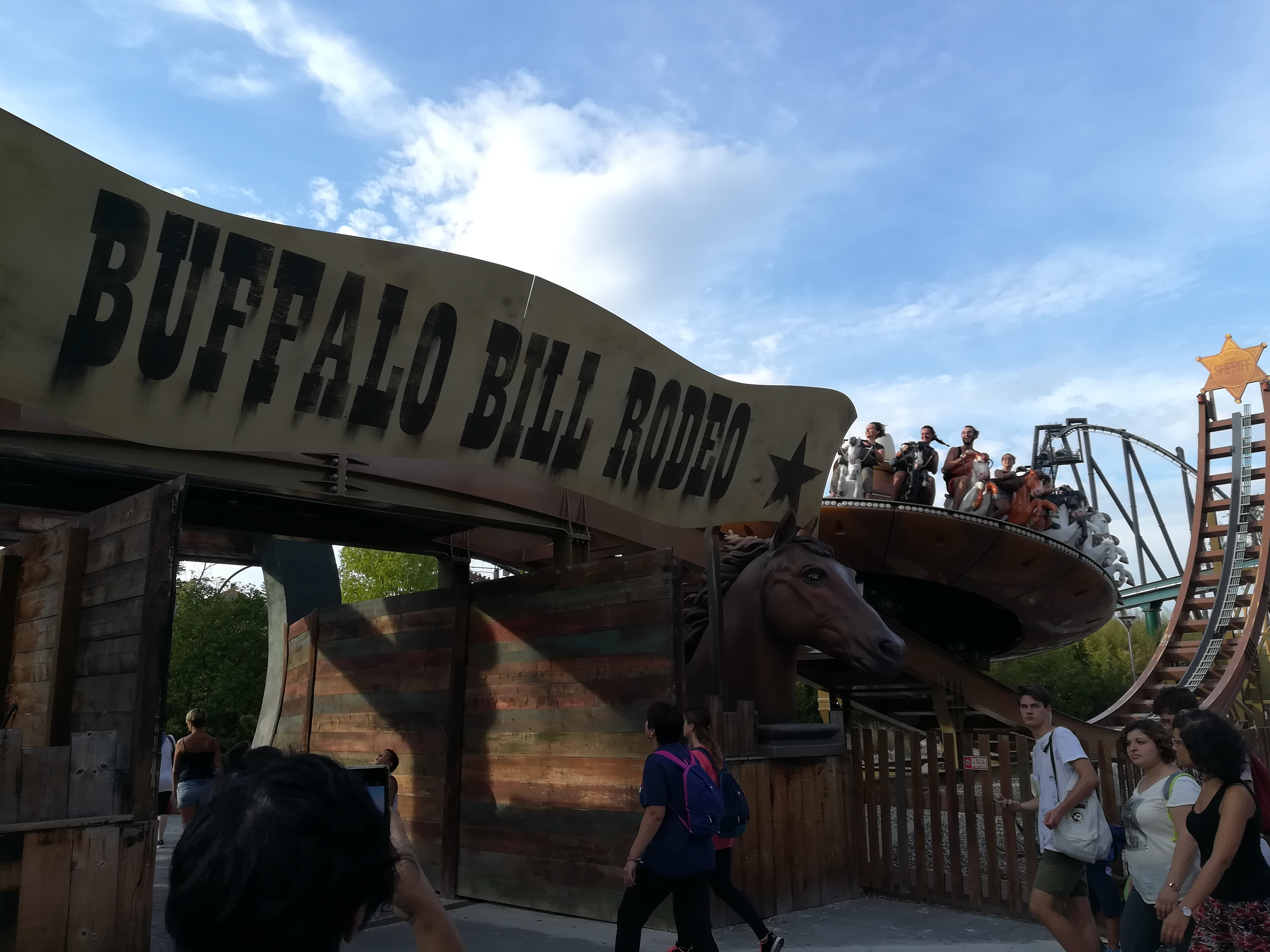
Buffalo Bill Rodeo à Mirabilandia
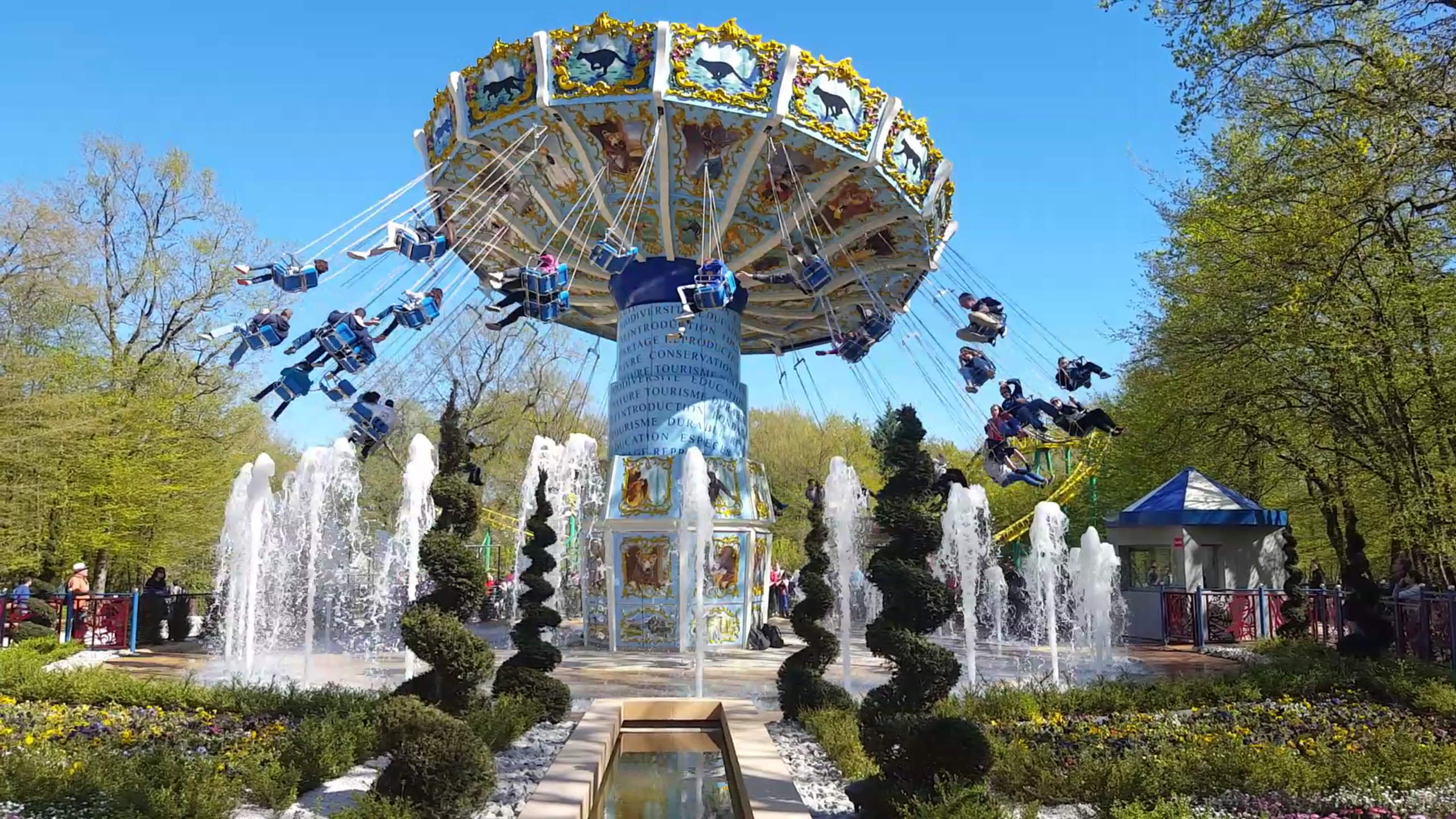
Chaises volantes au Pal
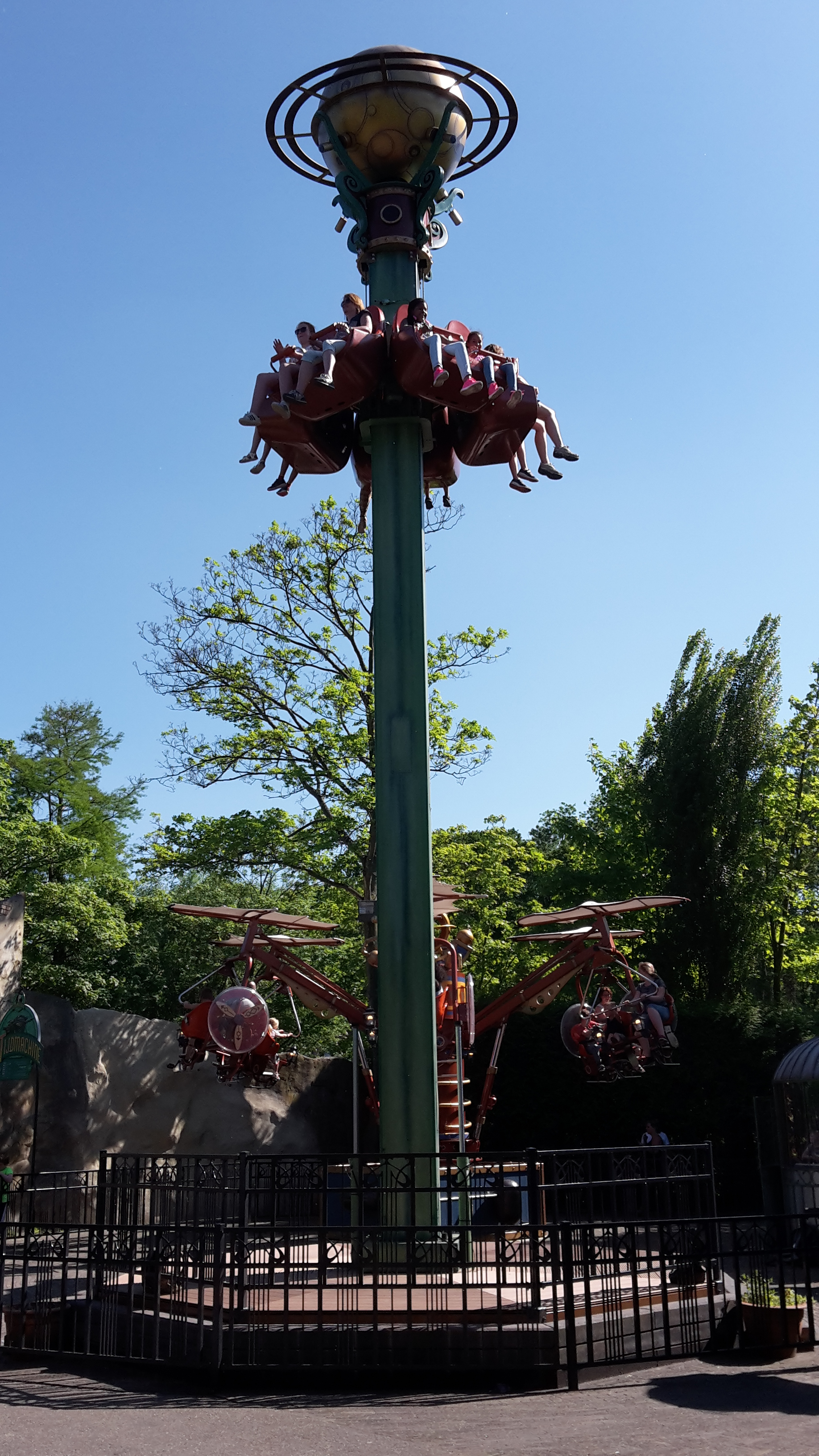
Chute à Drievliet
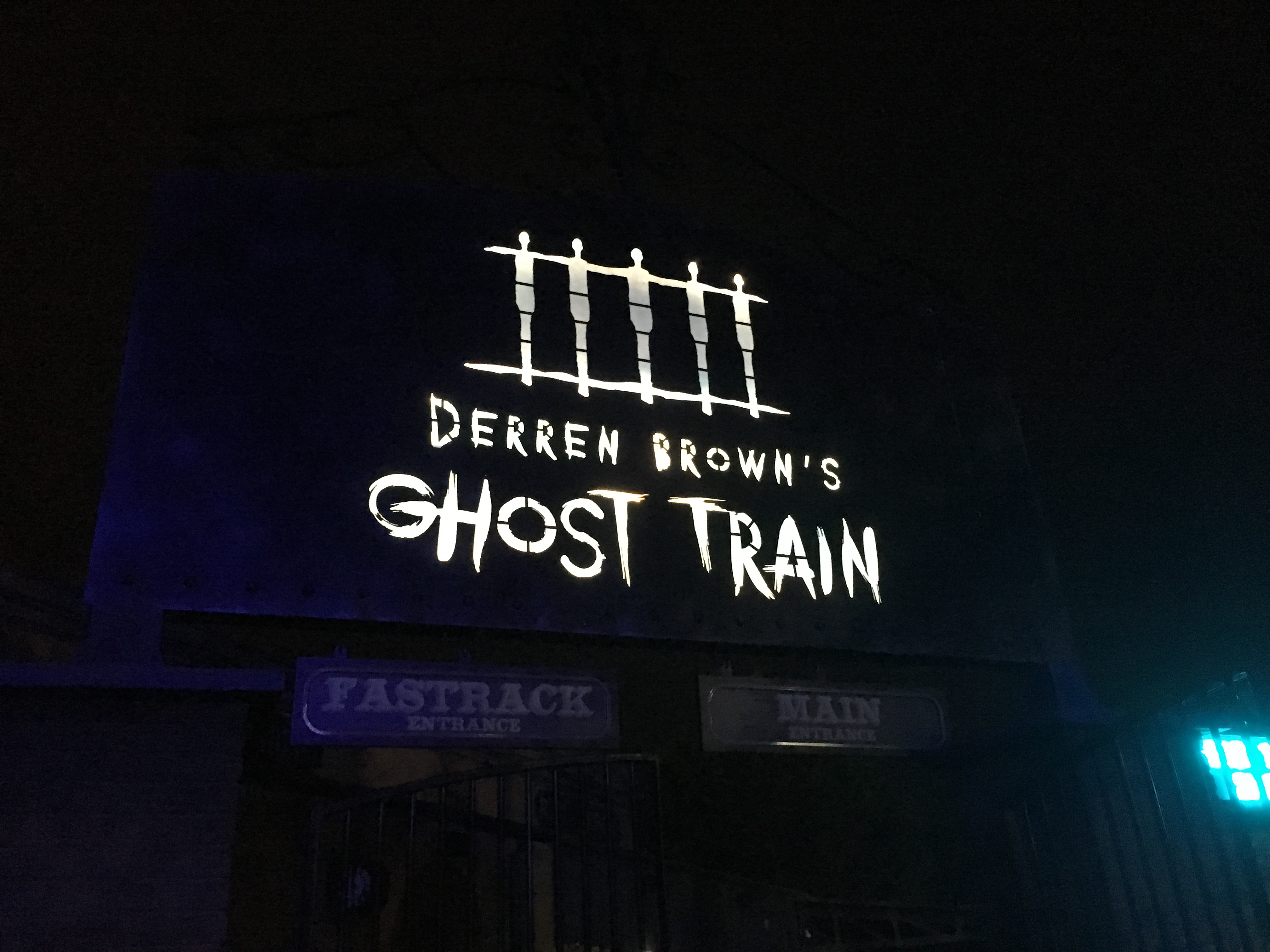
Enseigne de Derren Brown's Ghost Train à Thorpe Park
Discobélix au parc Astérix
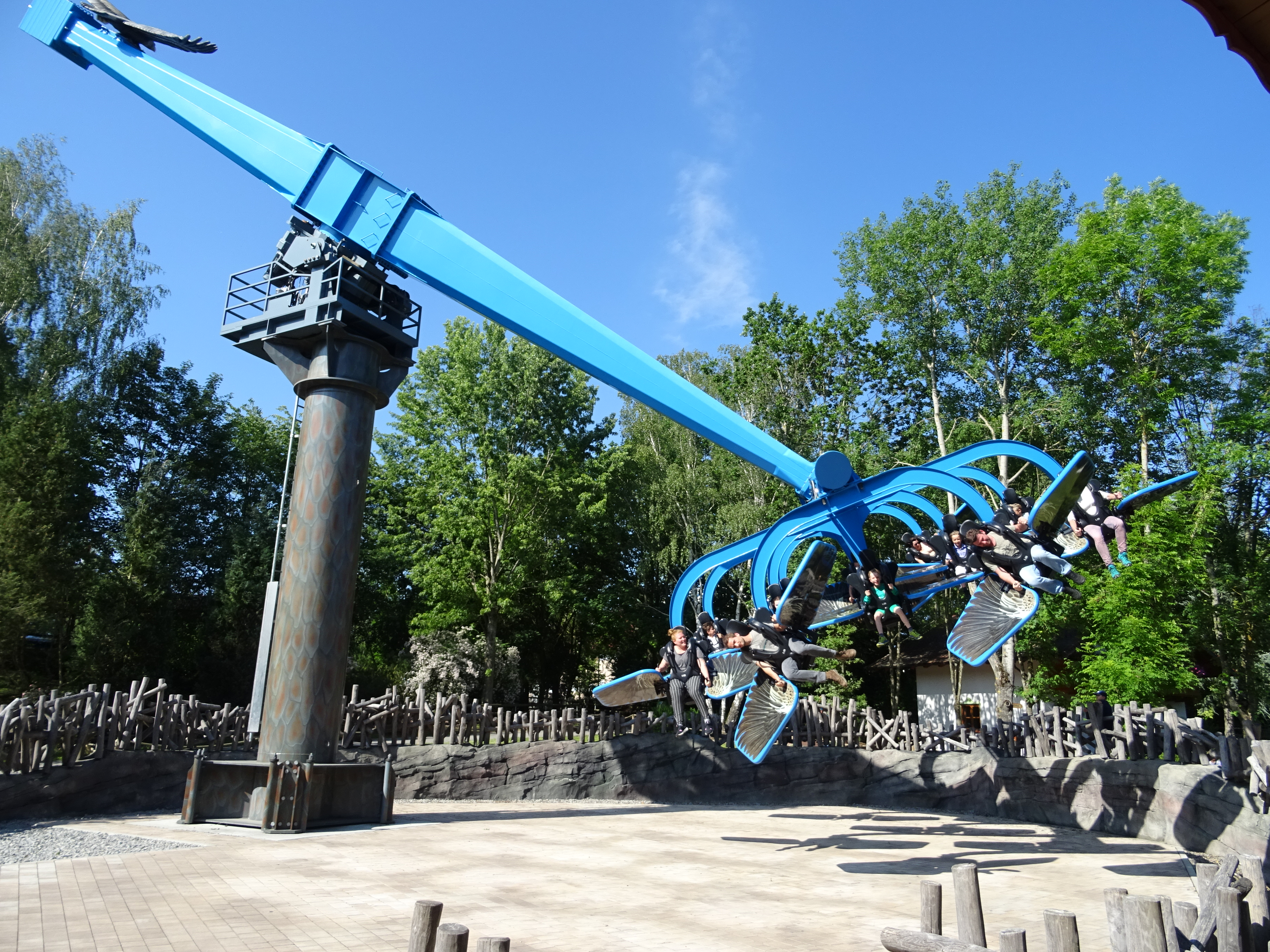
Duell der Adler à Bayern Park
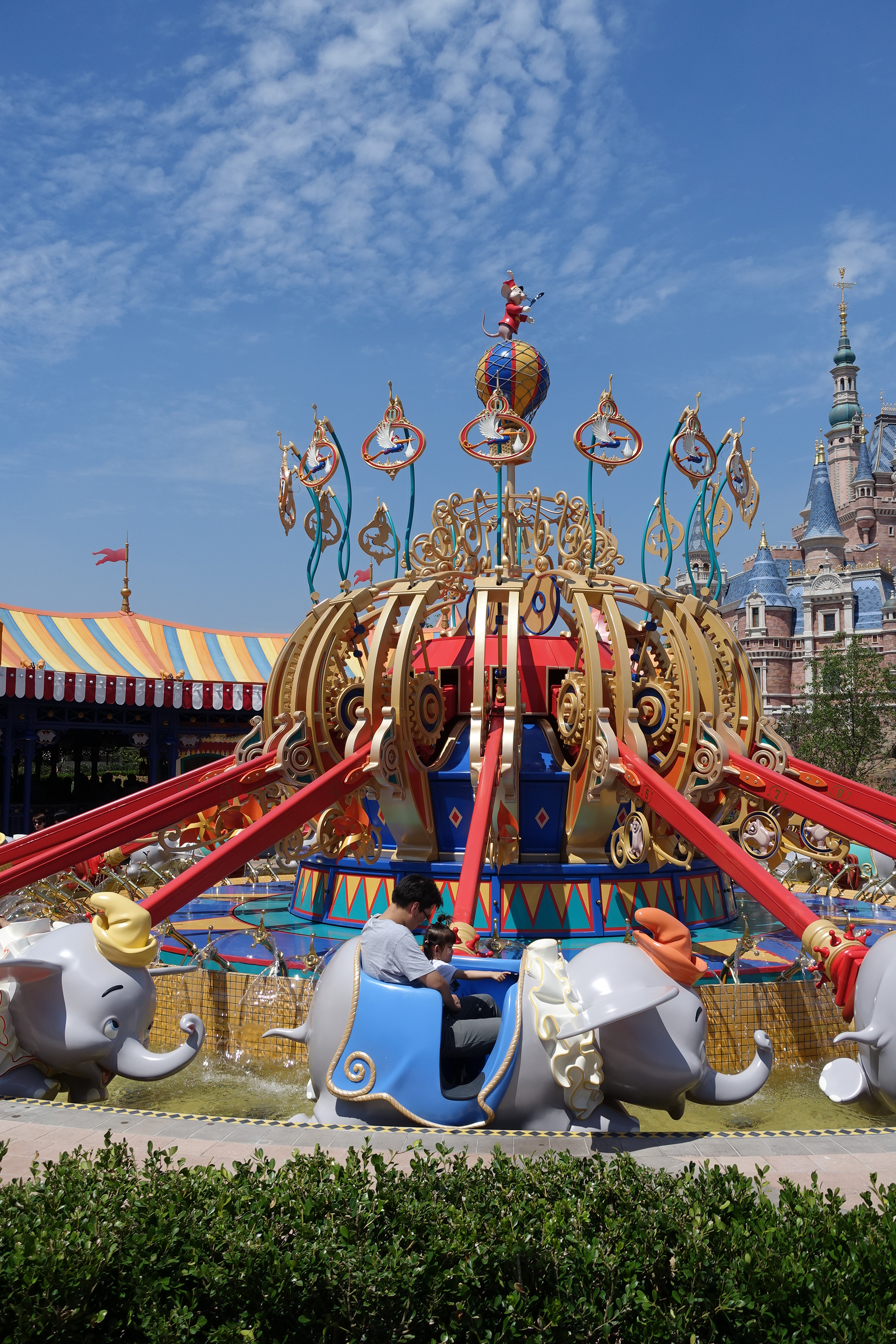
Dumbo the Flying Elephant à Shanghai Disneyland
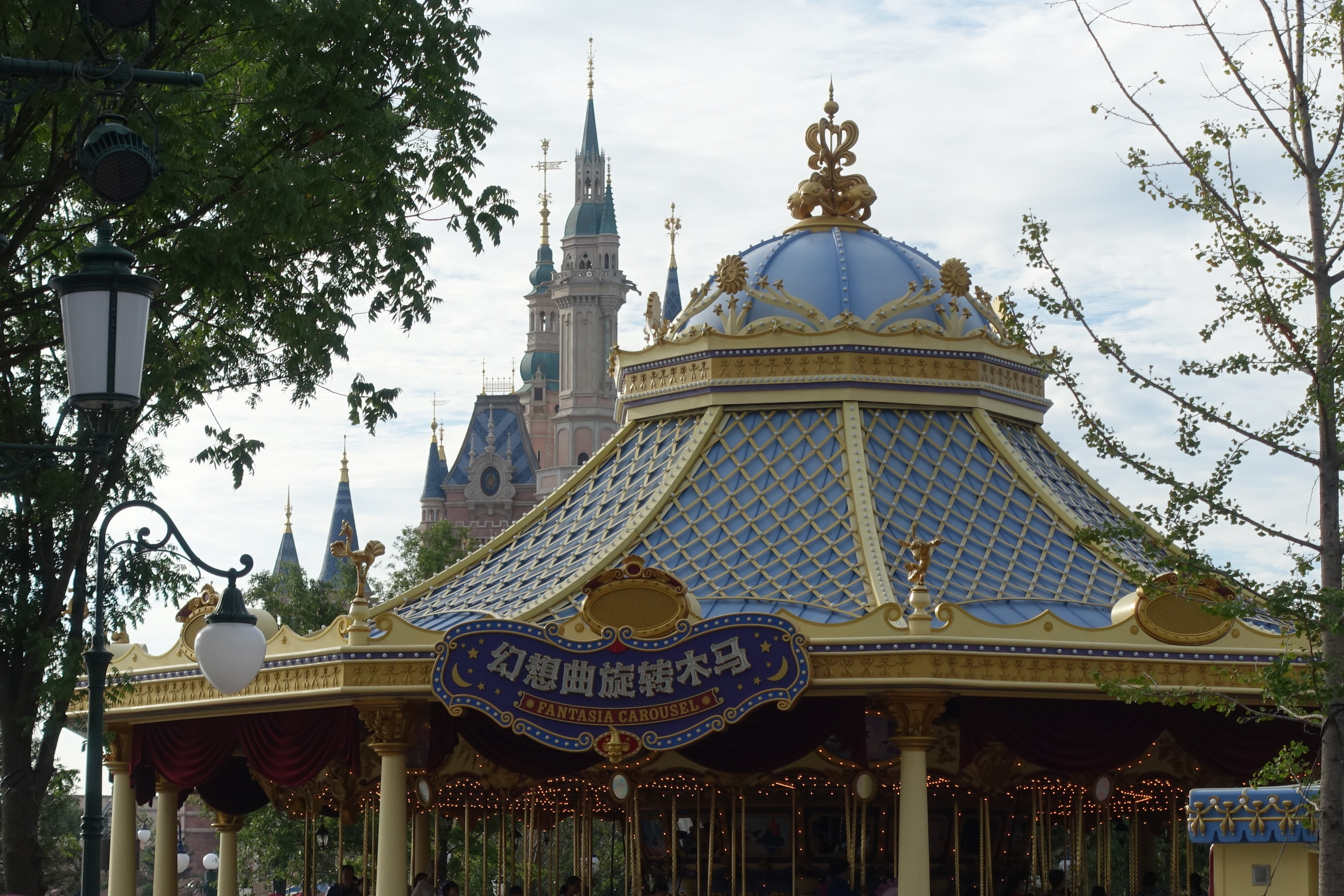
Fantasia Carousel à Shanghai Disneyland
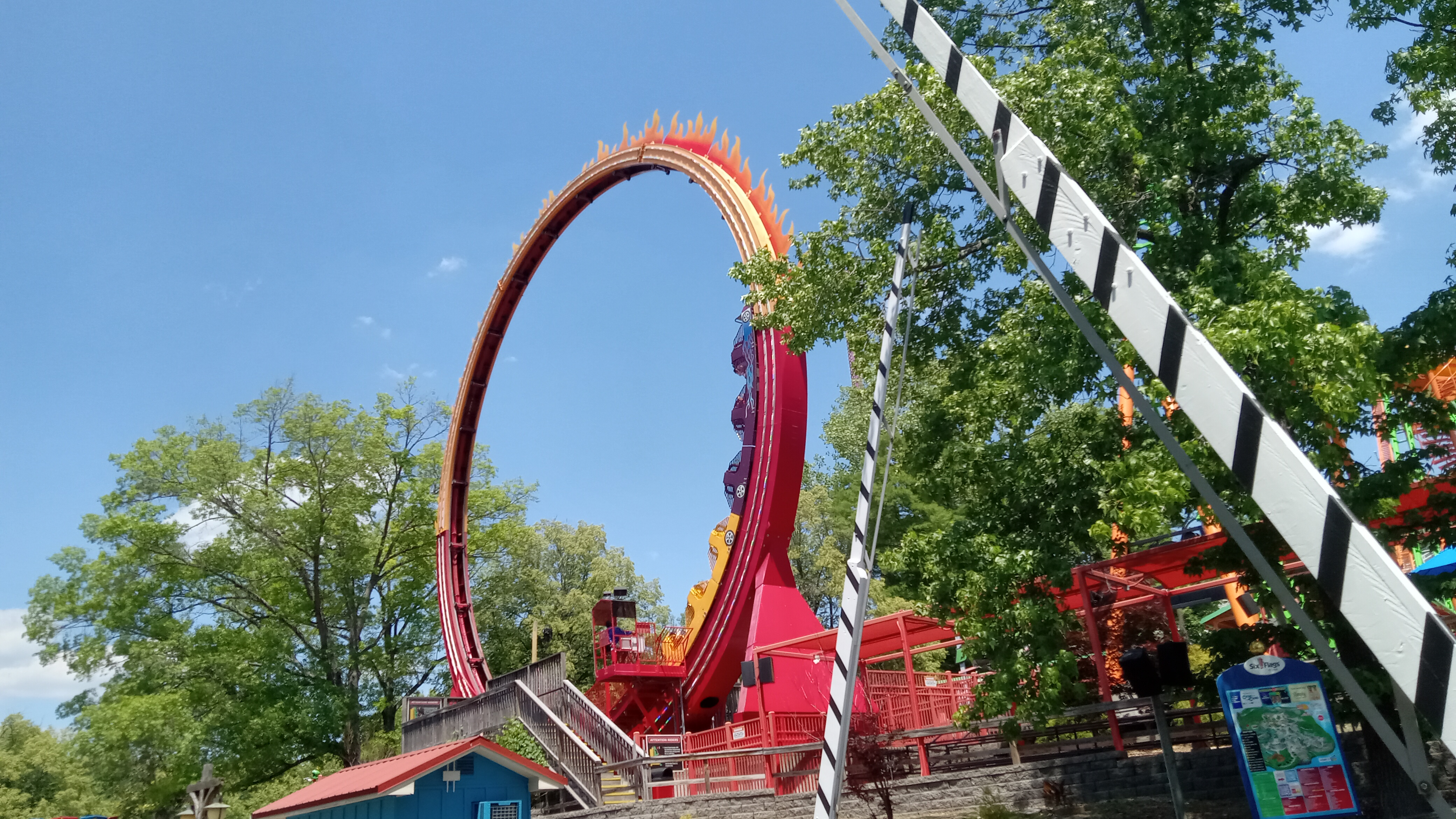
Fireball à Six Flags St. Louis
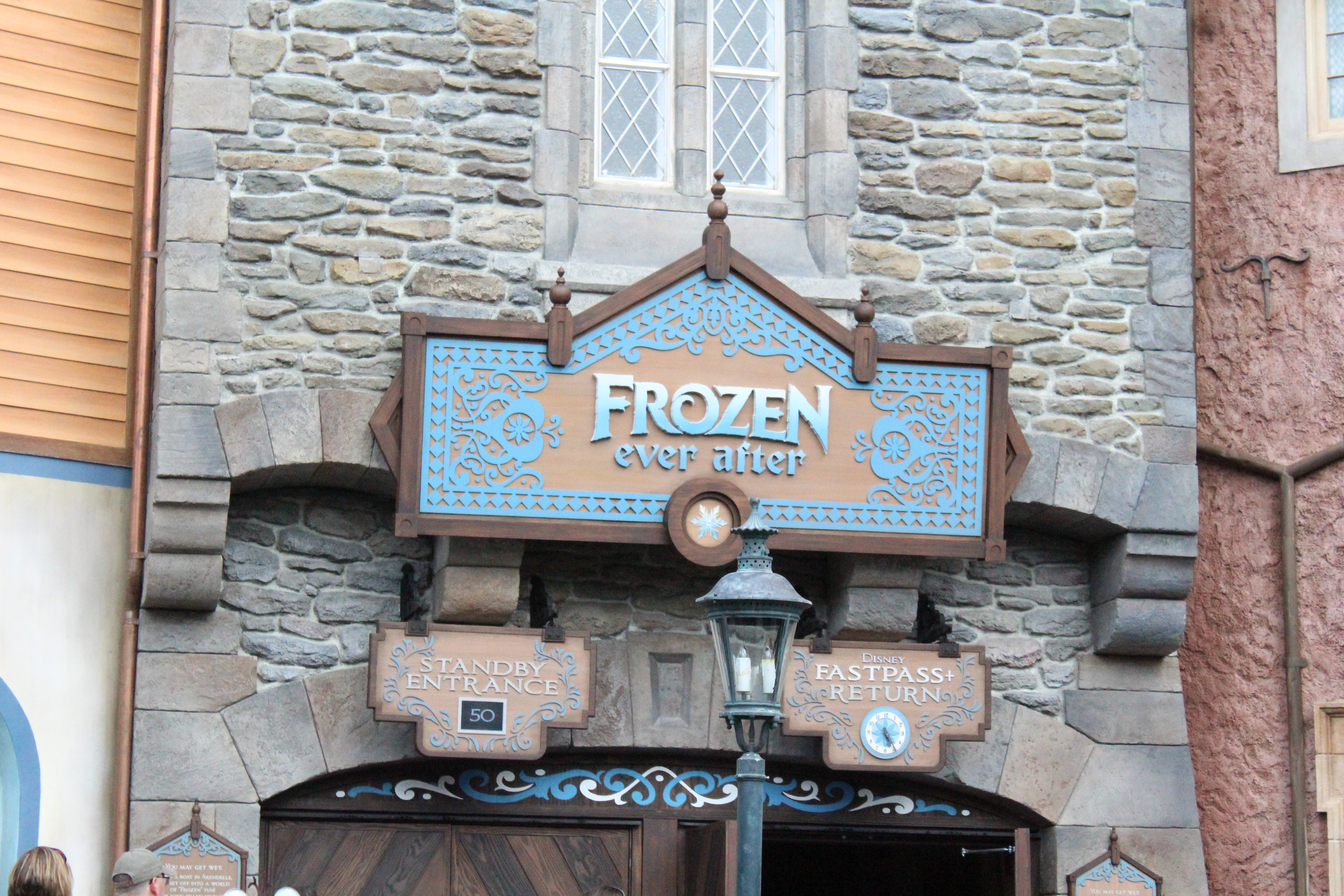
Frozen Ever After à Epcot
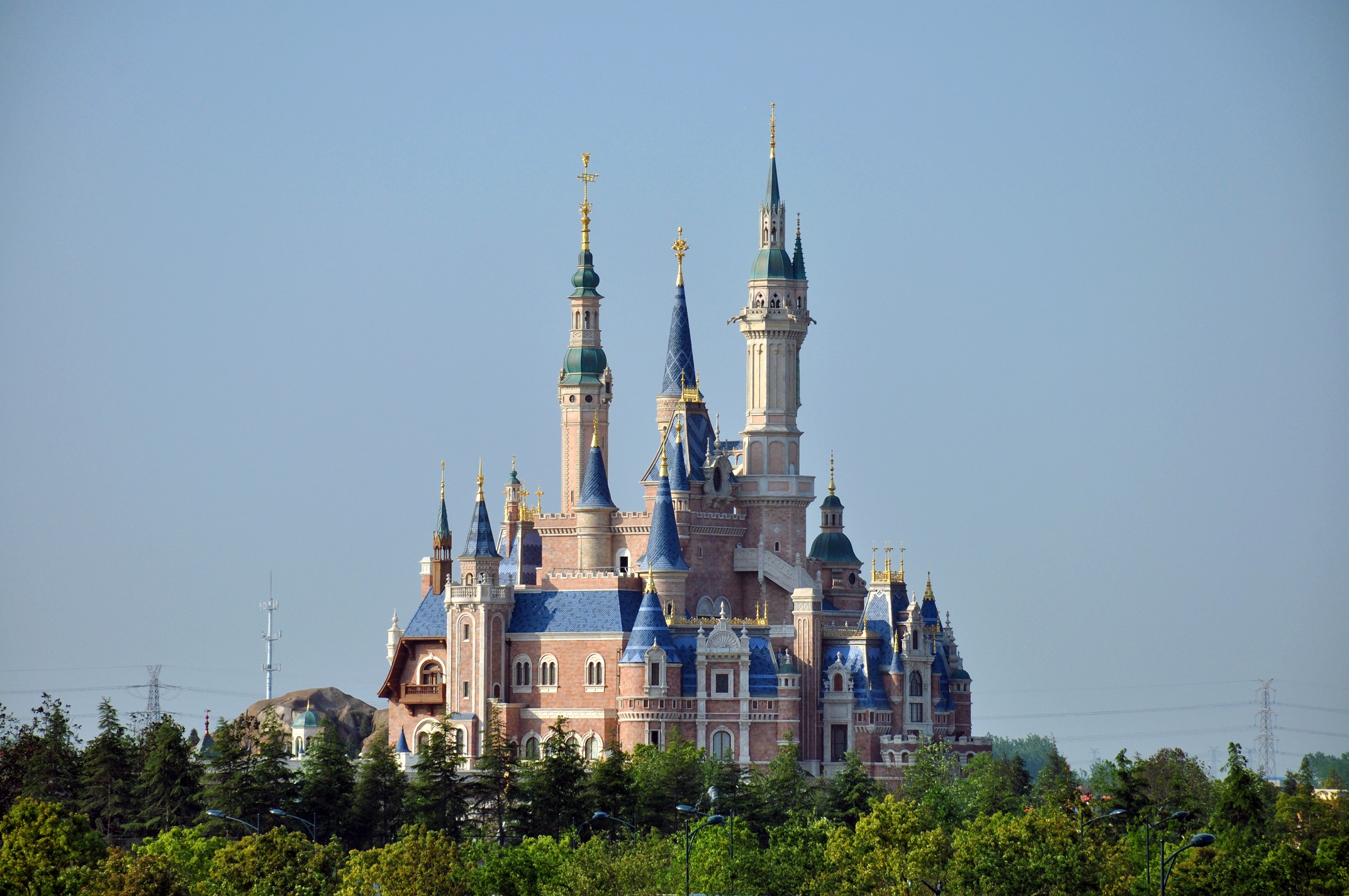
Once Upon A Time Adventure dans Enchanted Storybook Castle à Shanghai Disneyland
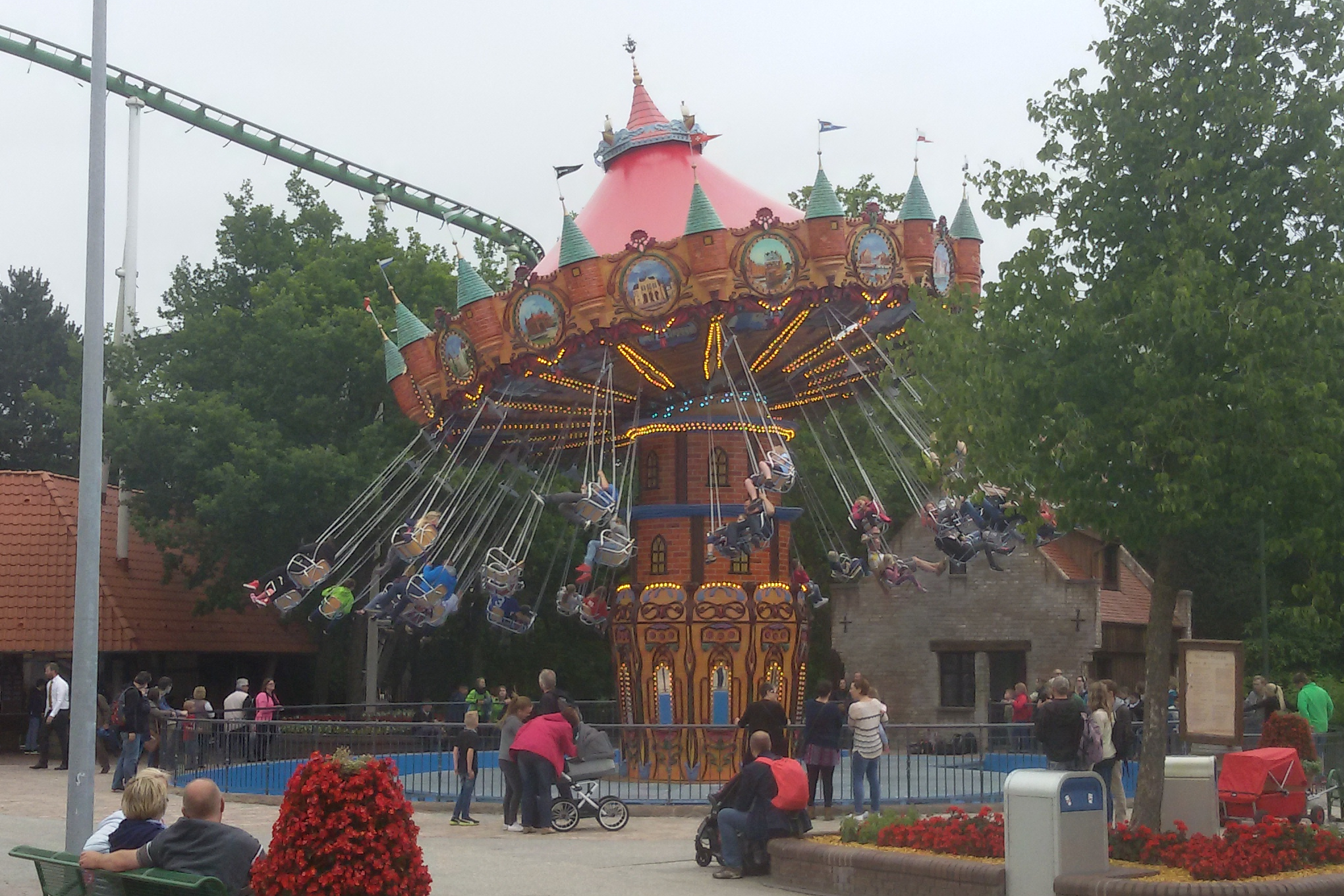
HANSE-Flieger à Hansa-Park
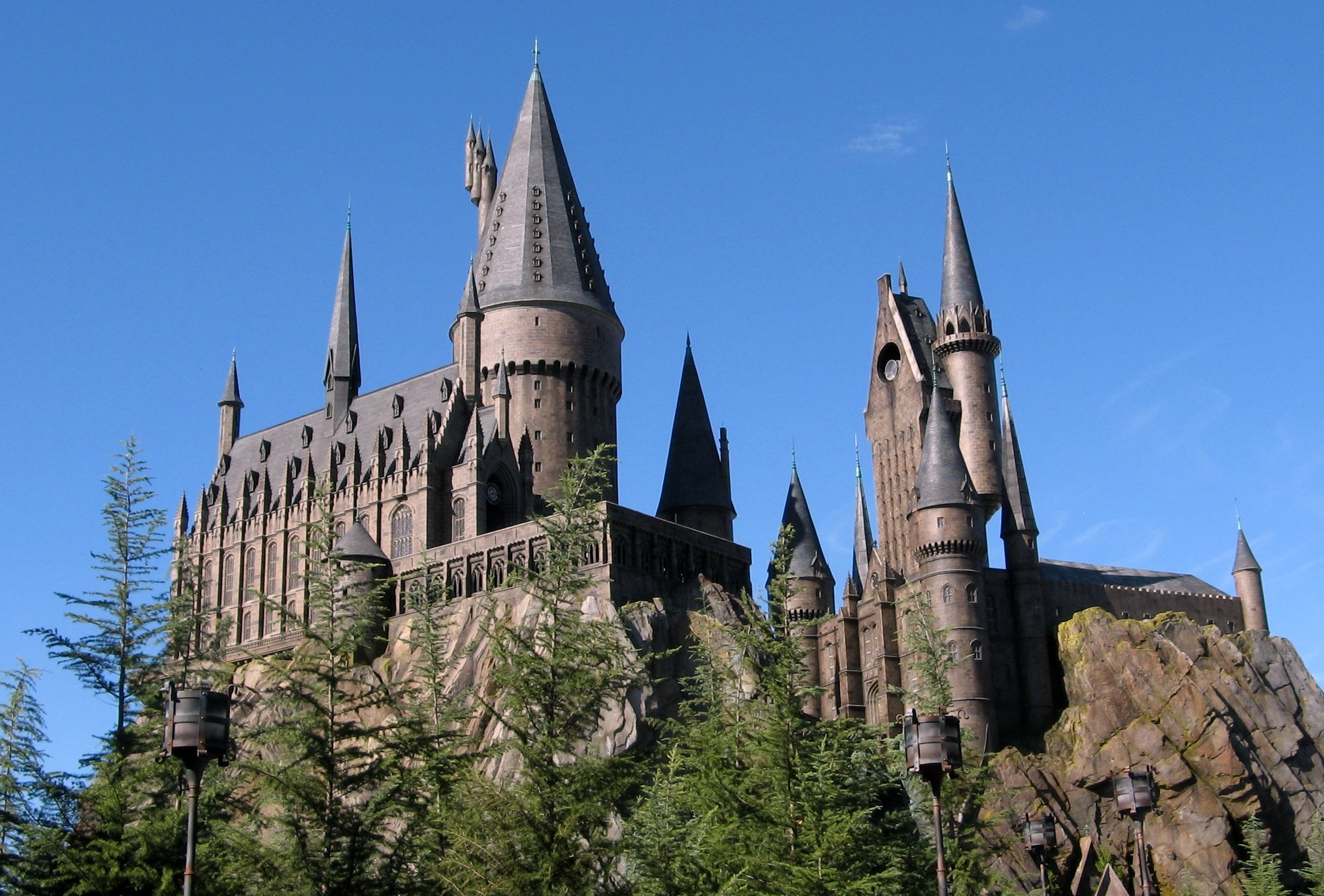
Harry Potter and the Forbidden Journey à Universal Studios Hollywood
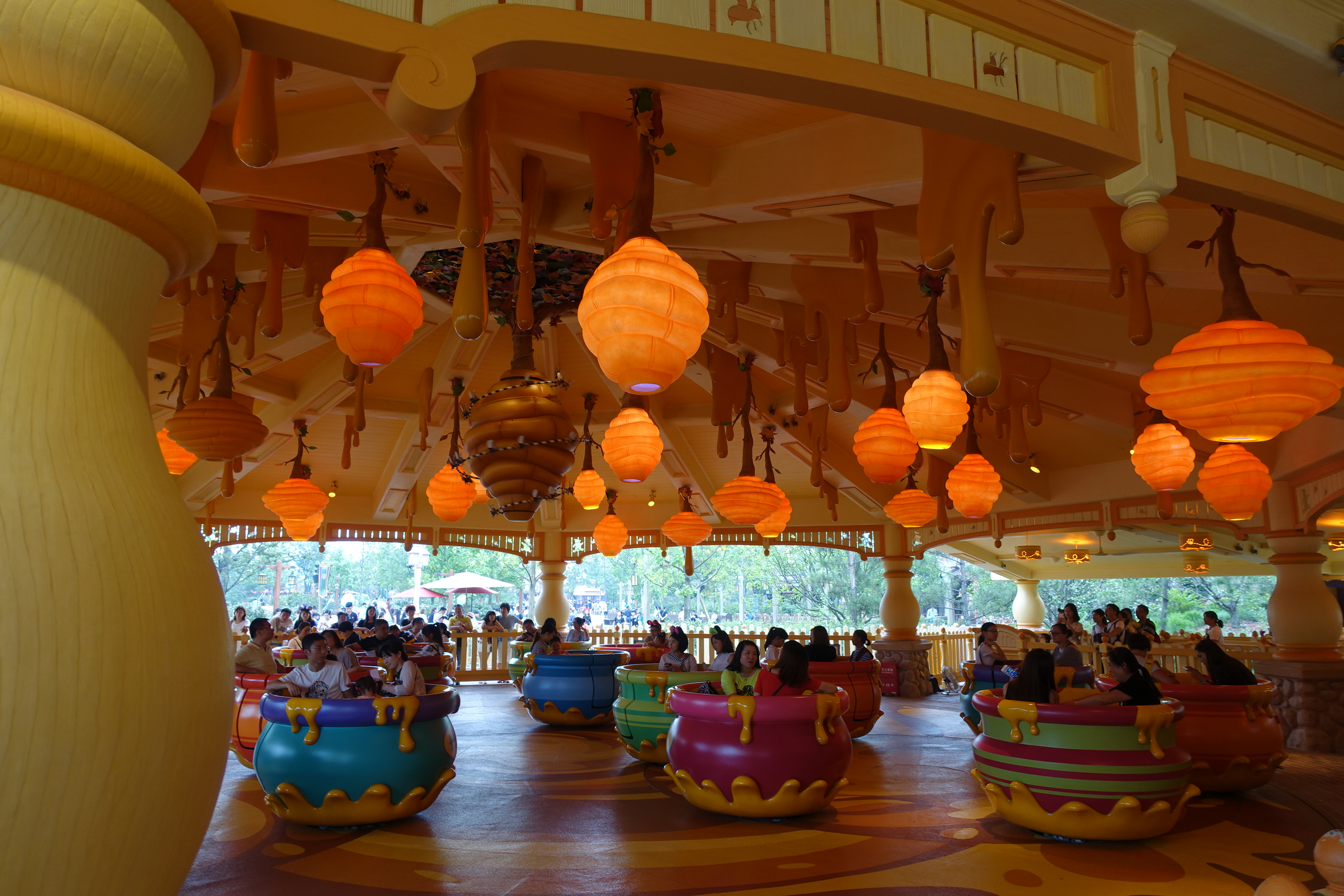
Hunny Pot Spin à Shanghai Disneyland
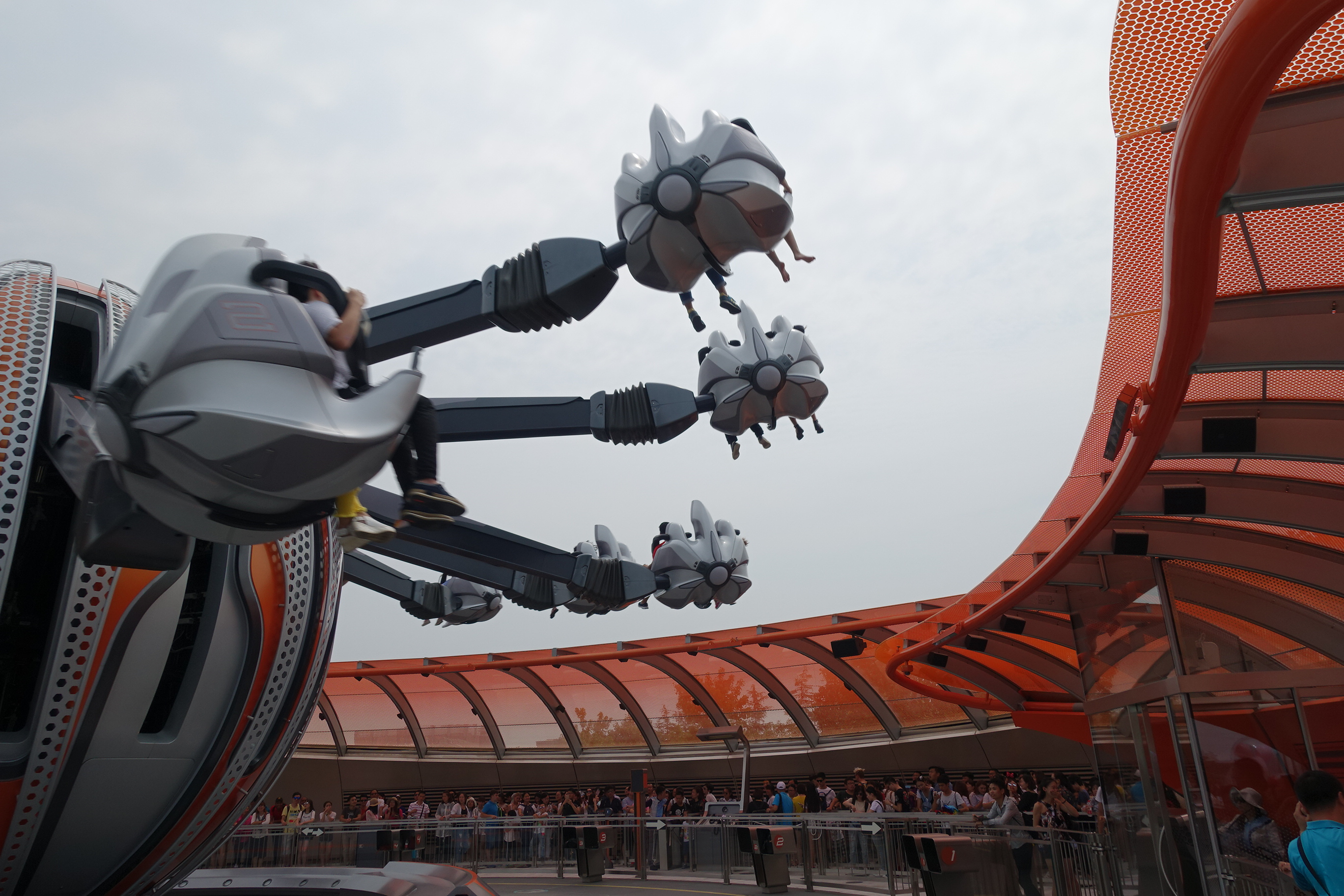
Jet Packs à Shanghai Disneyland
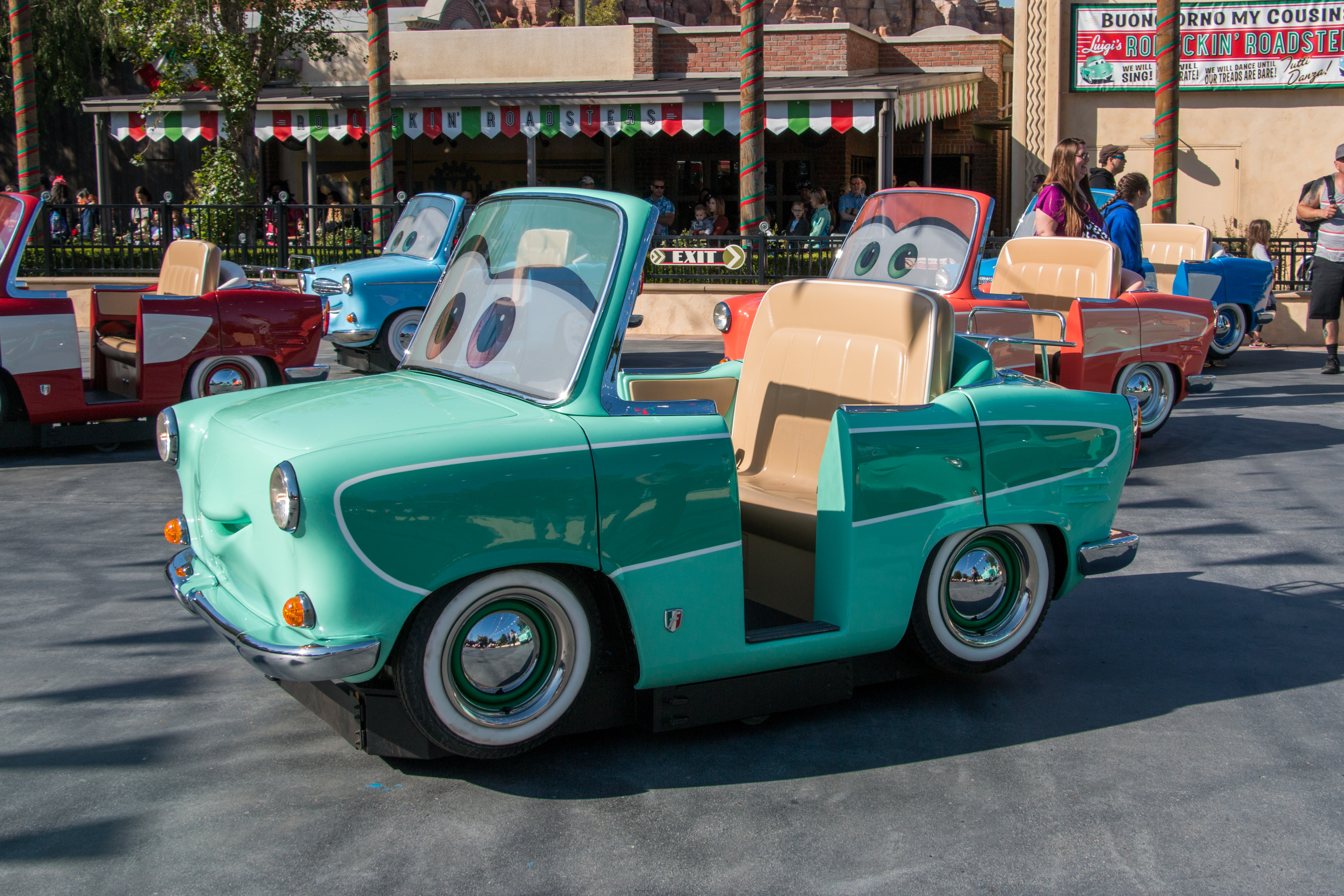
Luigi's Rollickin' Roadsters à Disney California Adventure
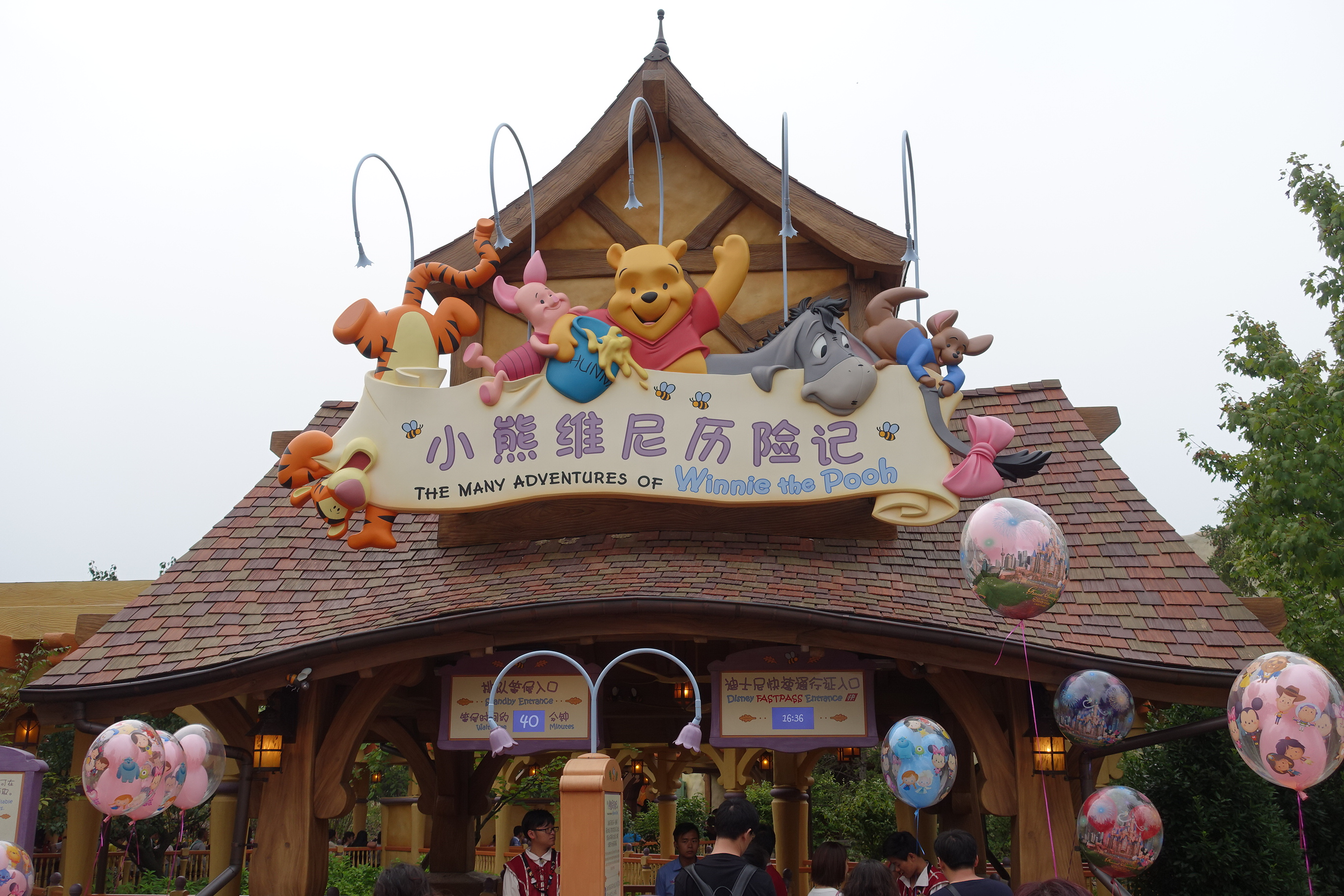
Many Adventures of Winnie the Pooh à Shanghai Disneyland
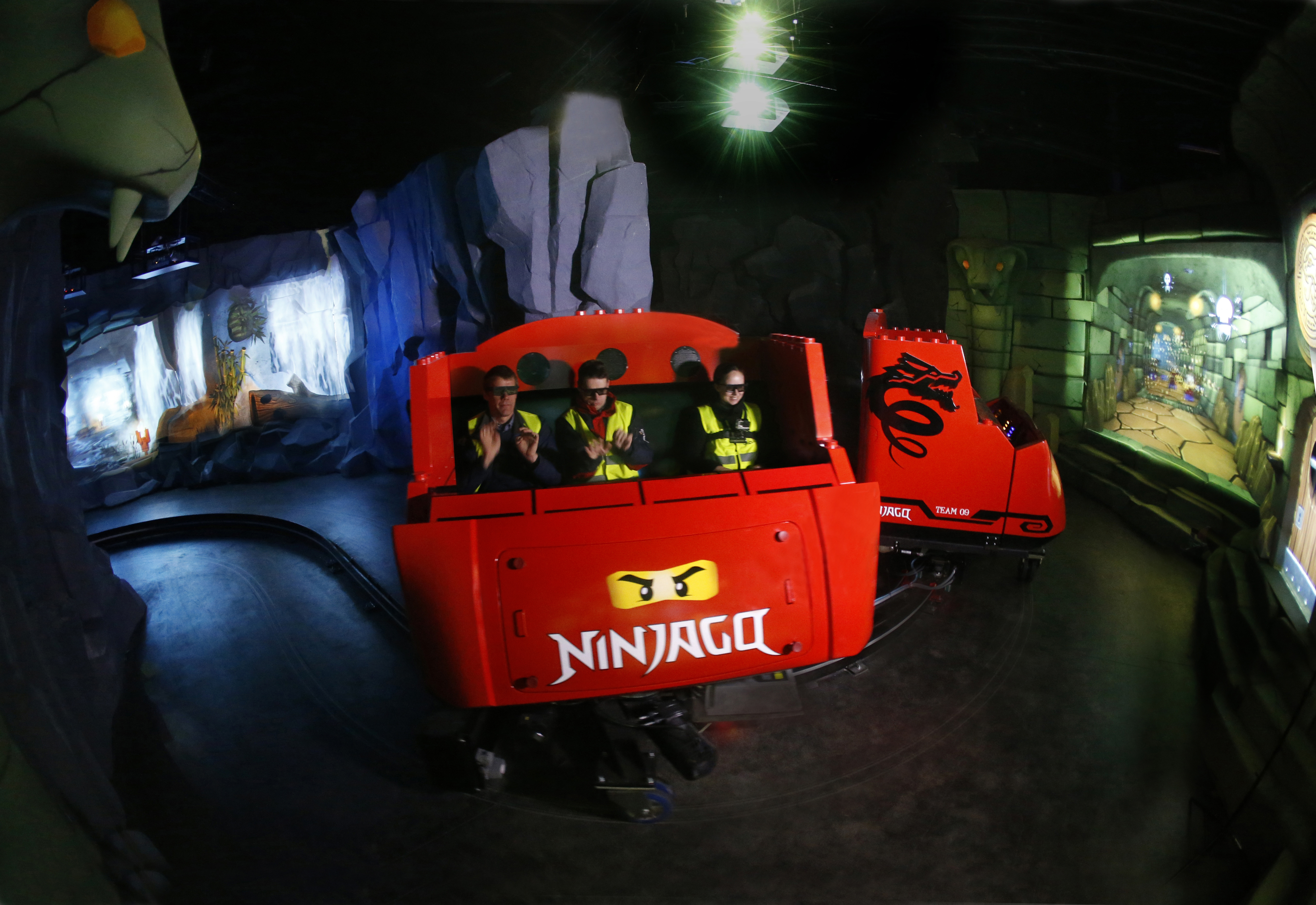
Ninjago The Ride à Legoland Billund
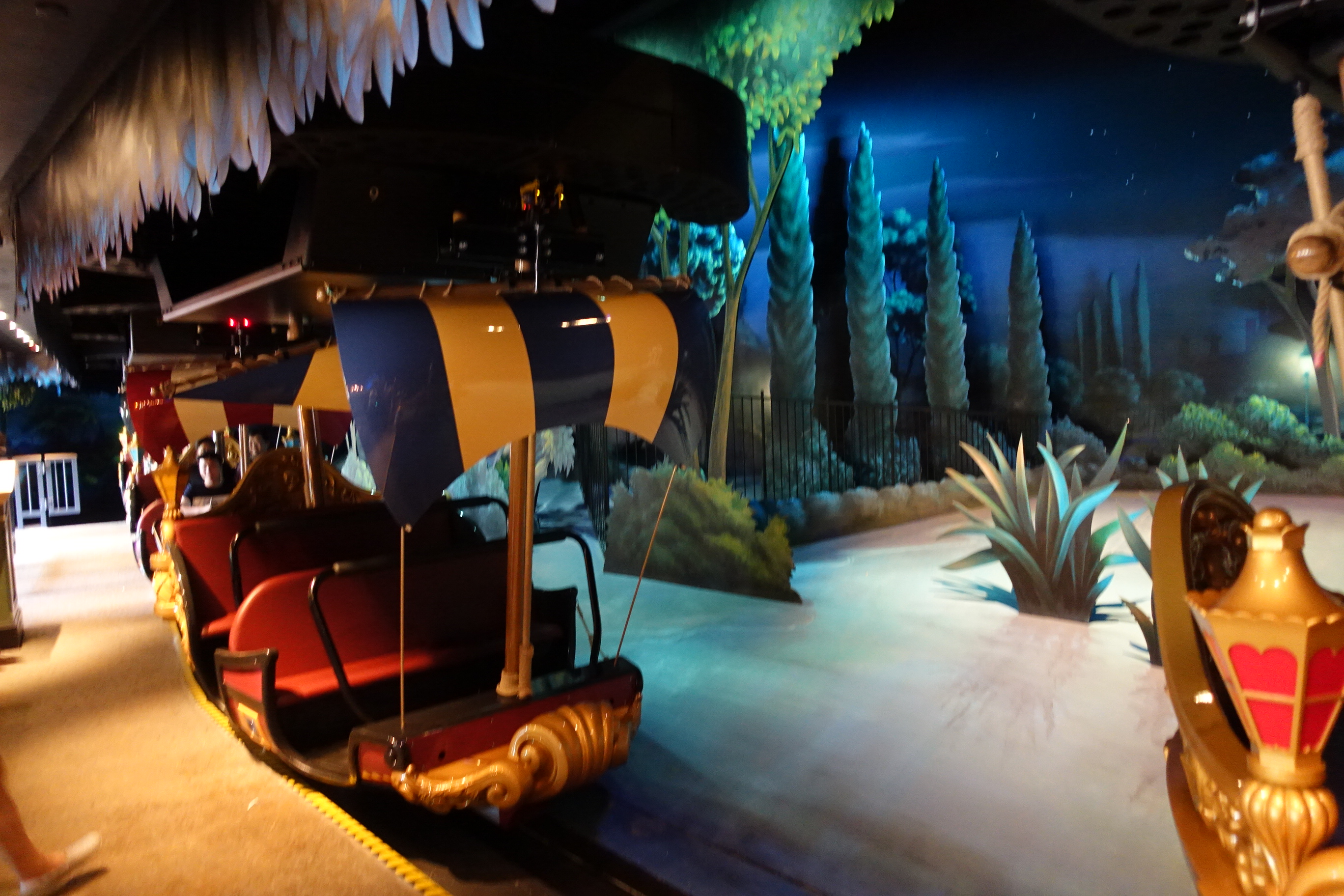
Peter Pan's Flight à Shanghai Disneyland
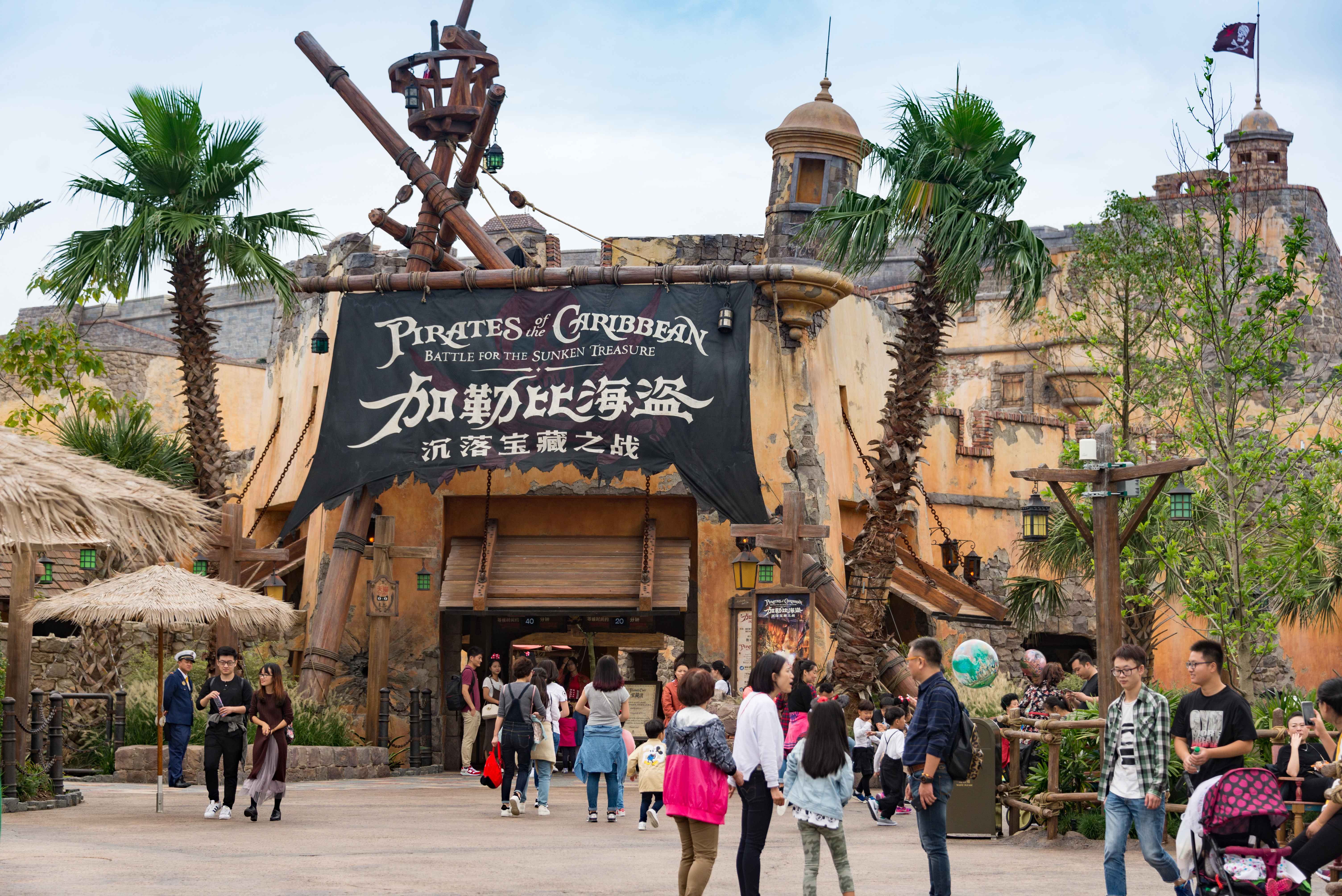
Pirates of the Caribbean: Battle for the Sunken Treasure à Shanghai Disneyland
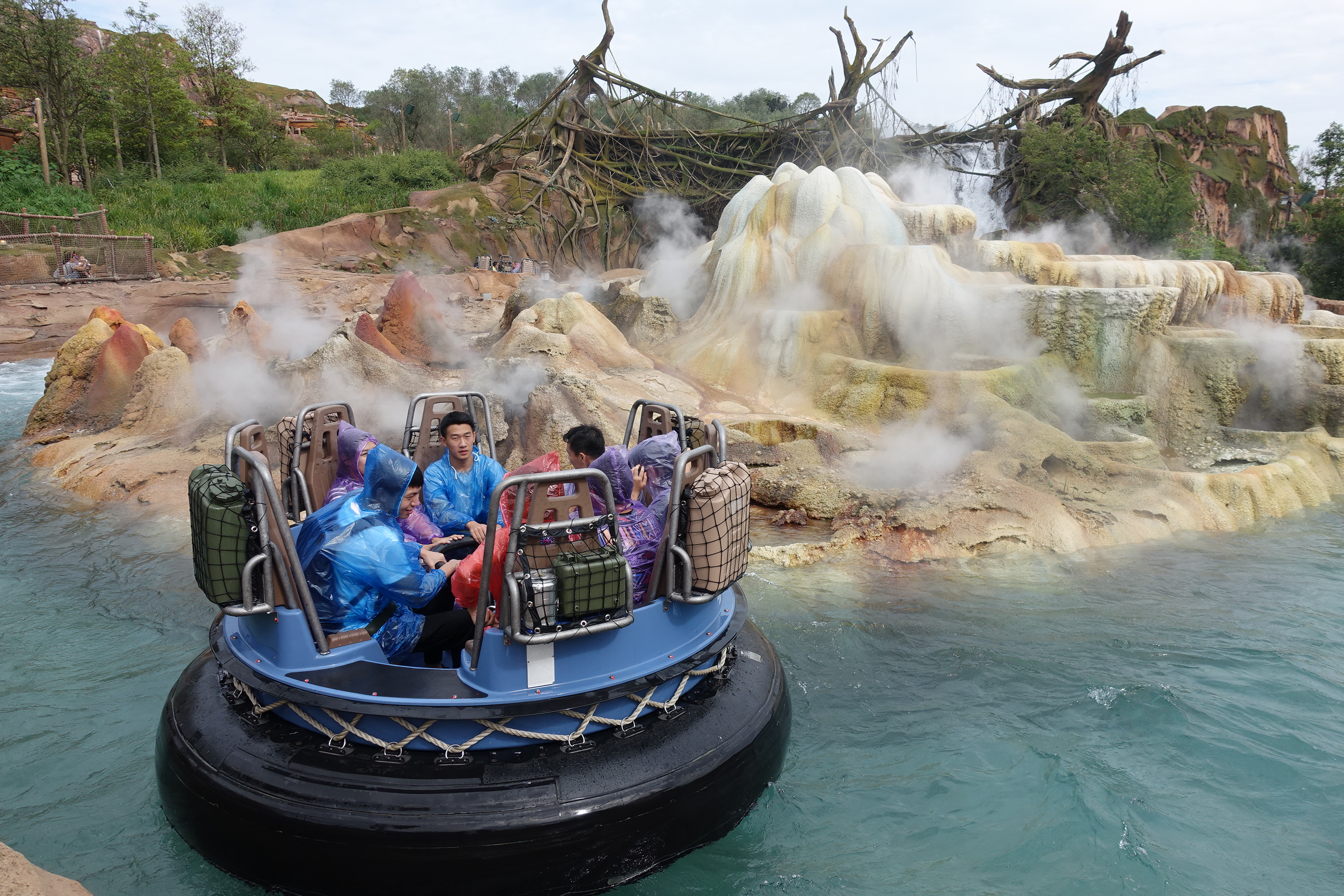
Roaring Rapids à Shanghai Disneyland
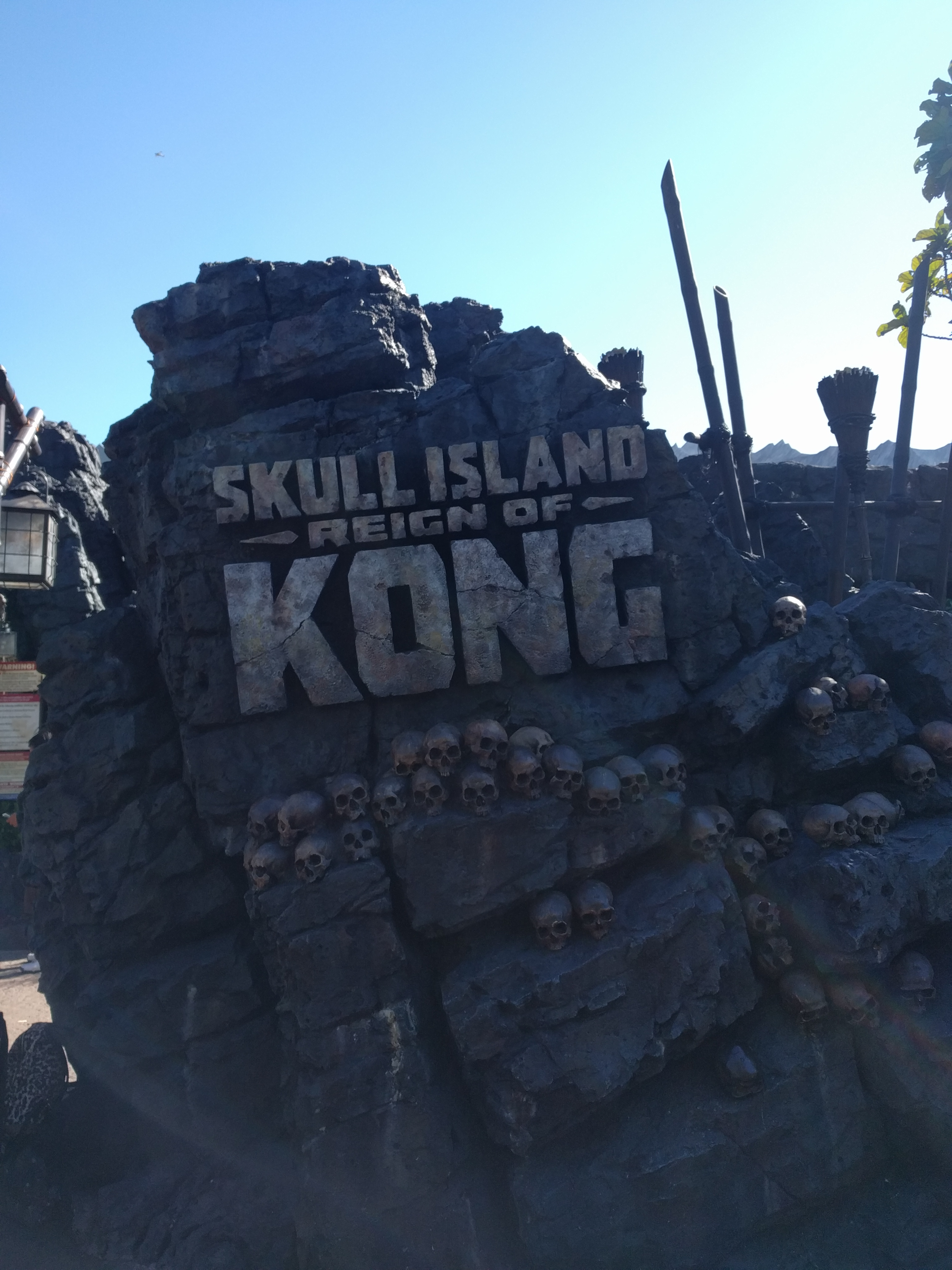
Reign of Kong à Universal's Islands of Adventure
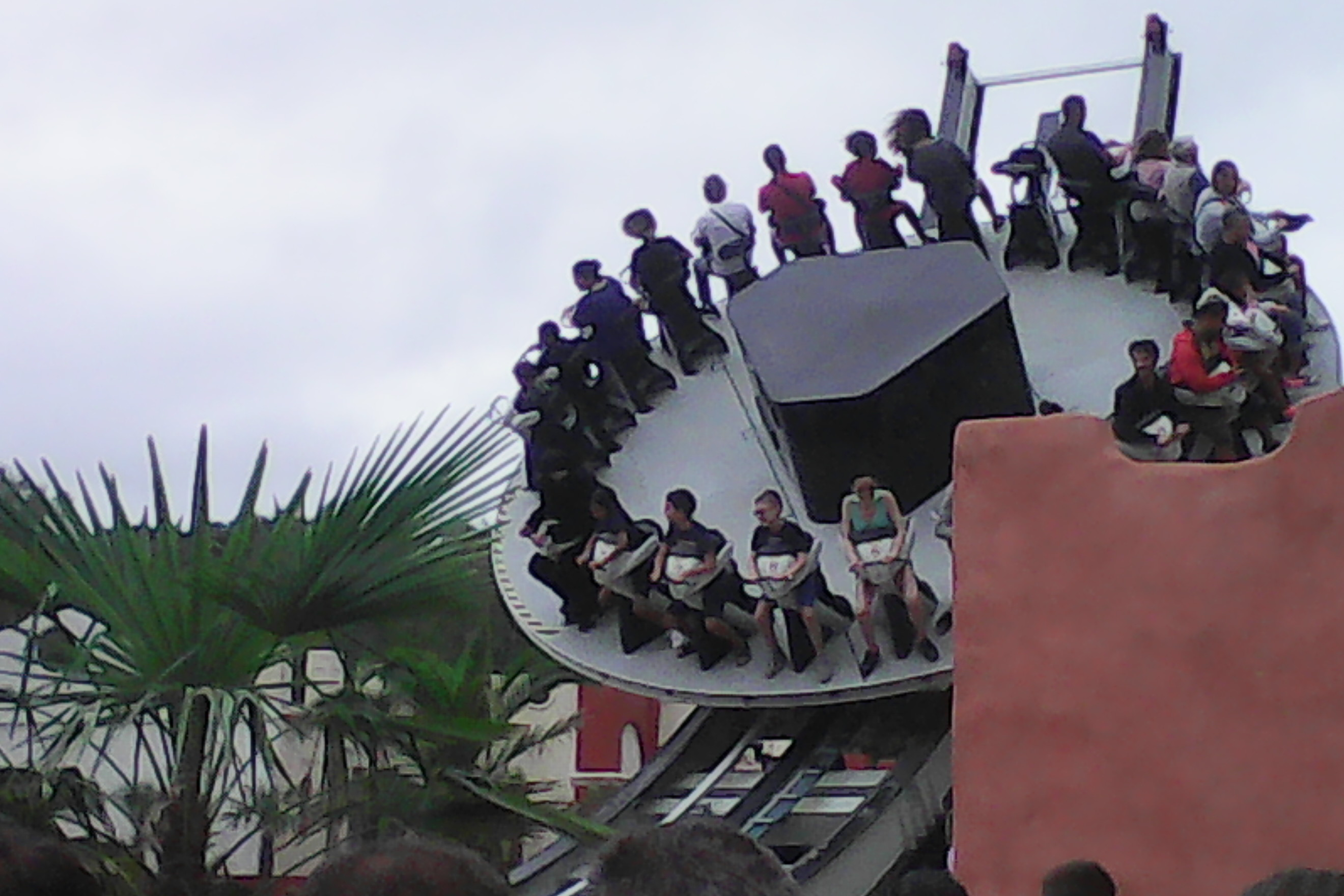
Simoun à La Mer de sable
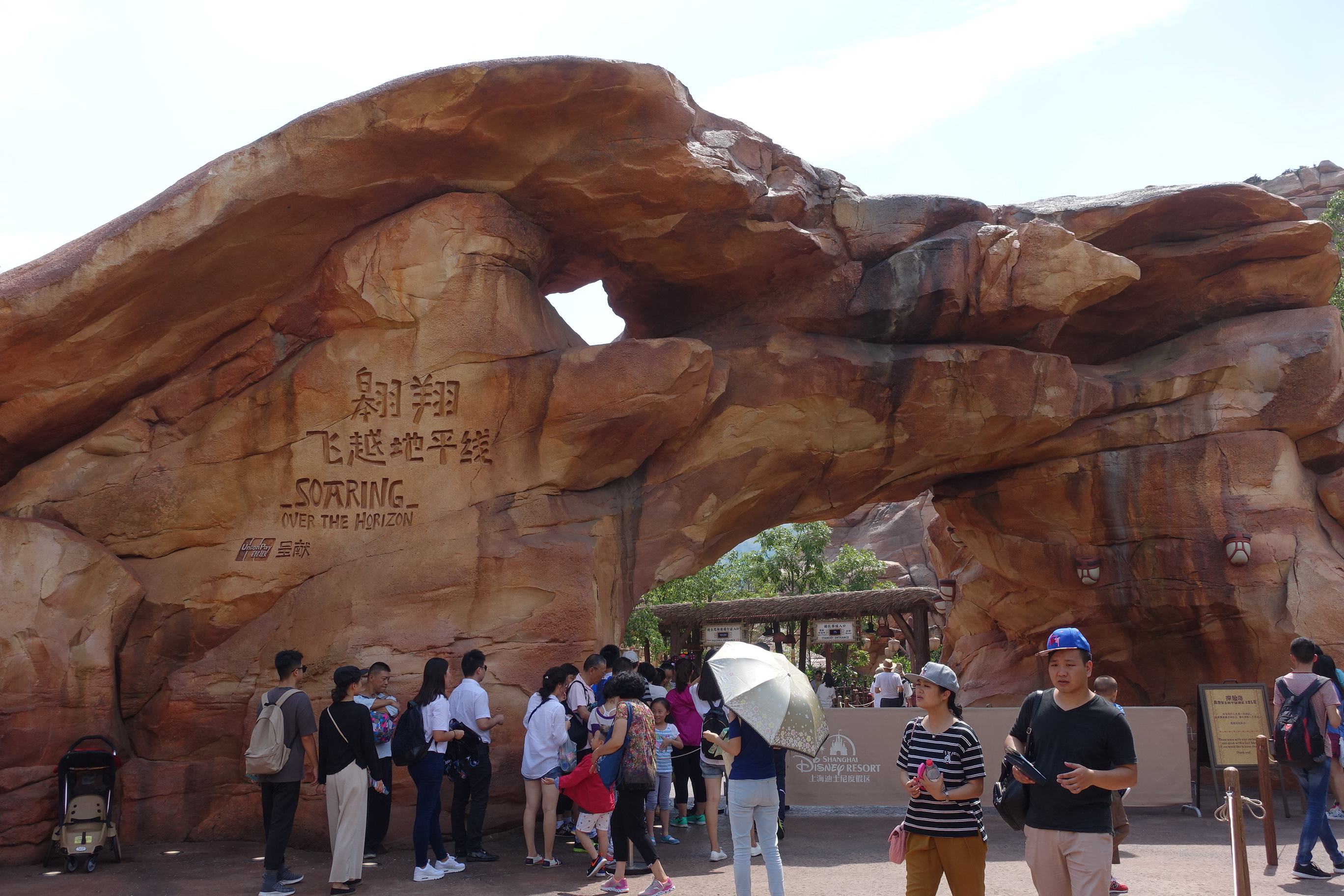
Soaring Over the Horizon à Shanghai Disneyland
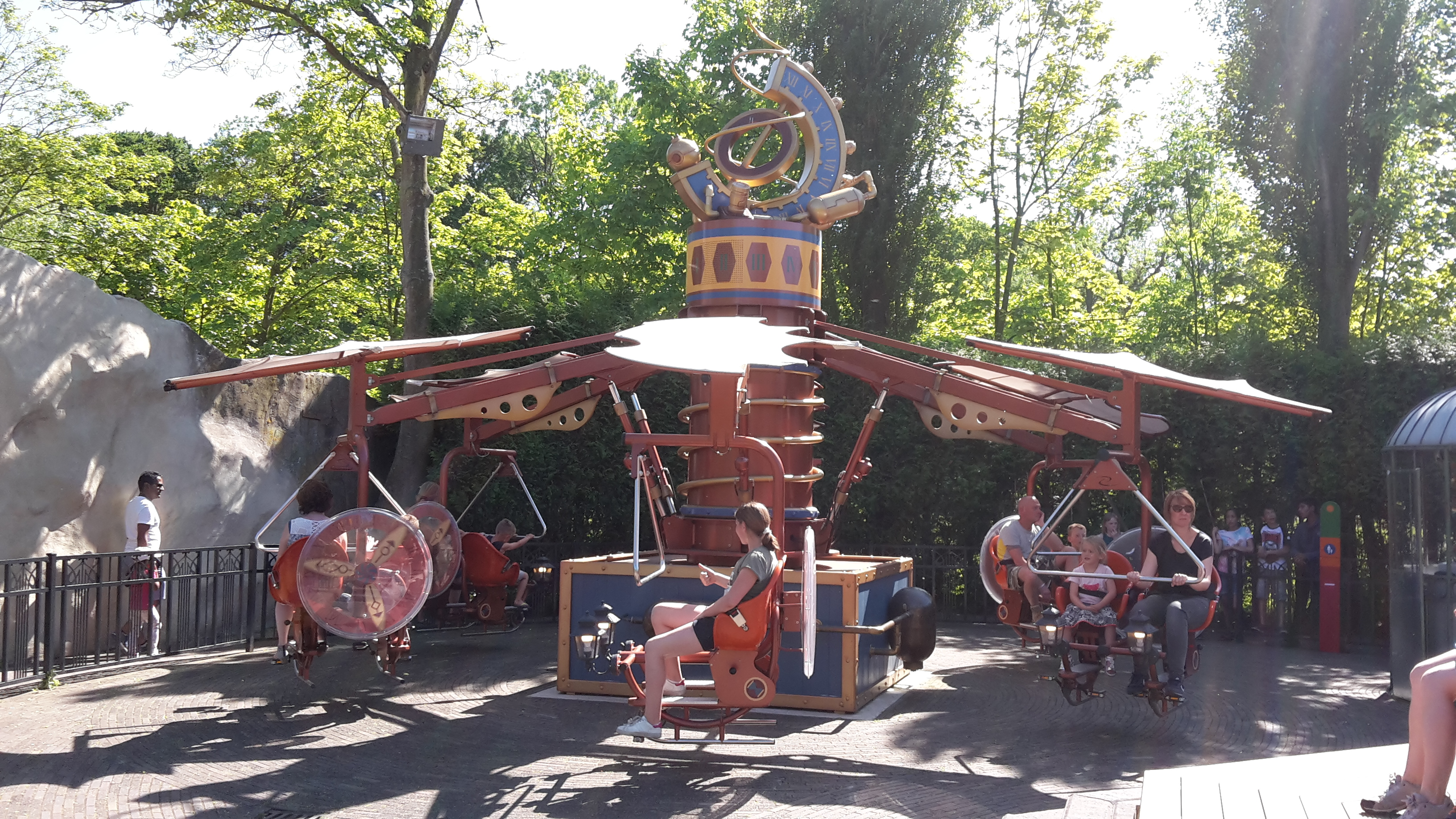
Tijdmachine à Drievliet
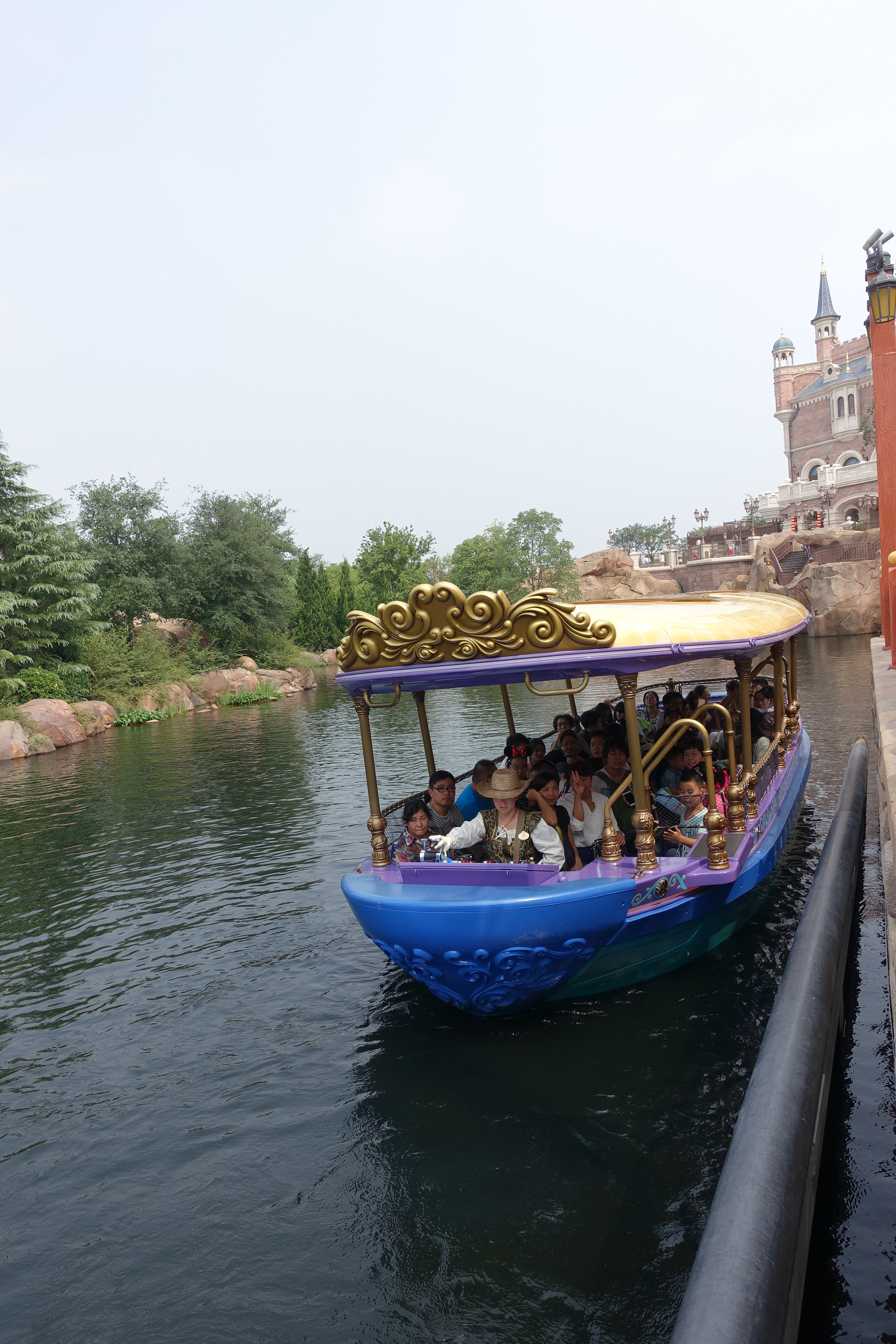
Voyage to the Crystal Grotto à Shanghai Disneyland

## Hôtels
- Disneyland Hotel - Shanghai Disneyland ( Chine)
- Gardaland Adventure Hotel - Gardaland ( Italie)
- Hotel Fårup - Fårup Sommerland ( Danemark)
- Legoland Hotel - Legoland Deutschland ( Allemagne)
- Sapphire Falls Resort - Universal Orlando Resort ( États-Unis)
- Toy Story Hotel - Shanghai Disneyland ( Chine)
- Tokyo Disney Celebration Hotel - Tokyo Disney Resort ( Japon)

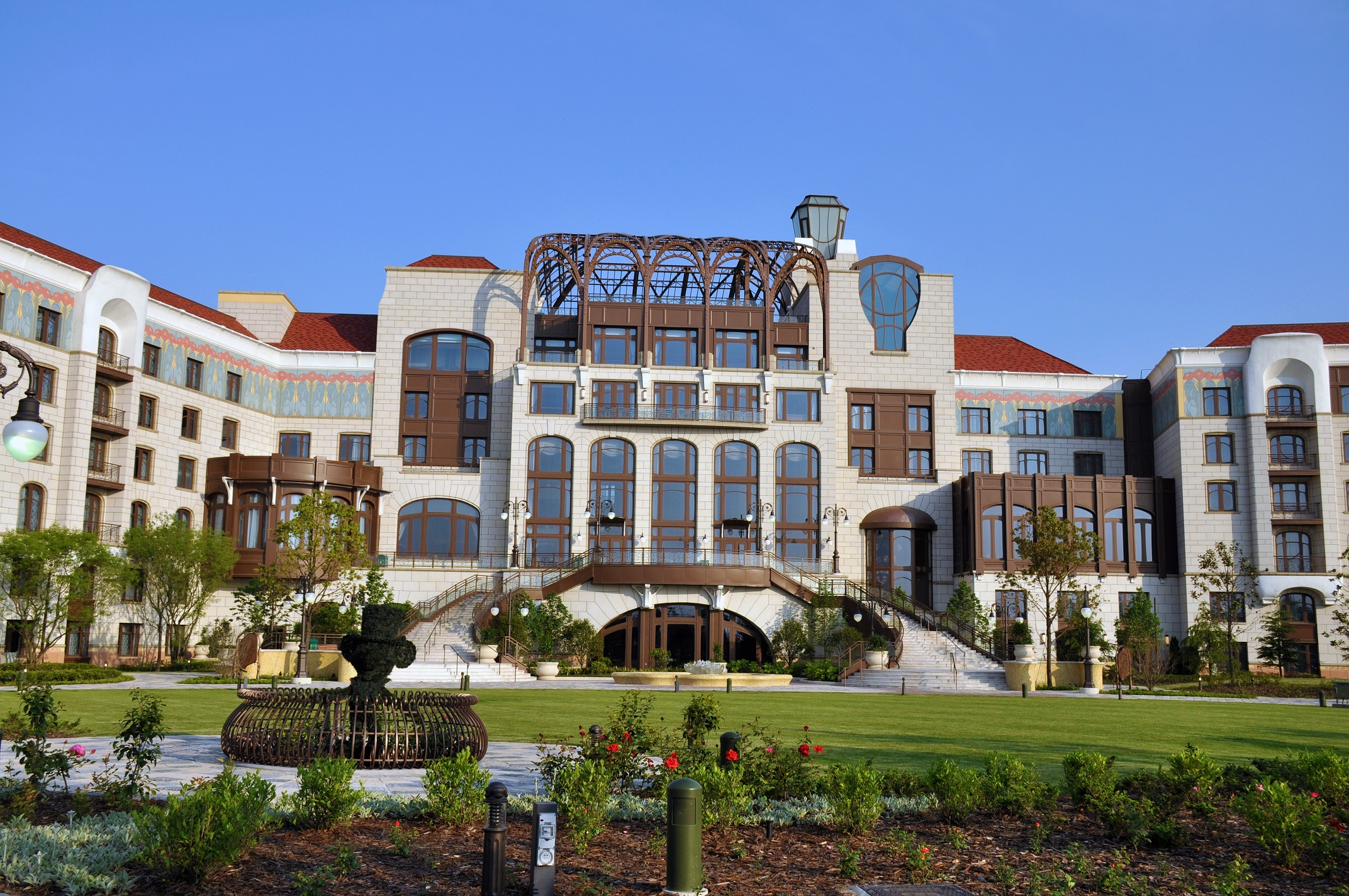
Disneyland Hotel à Shanghai Disneyland
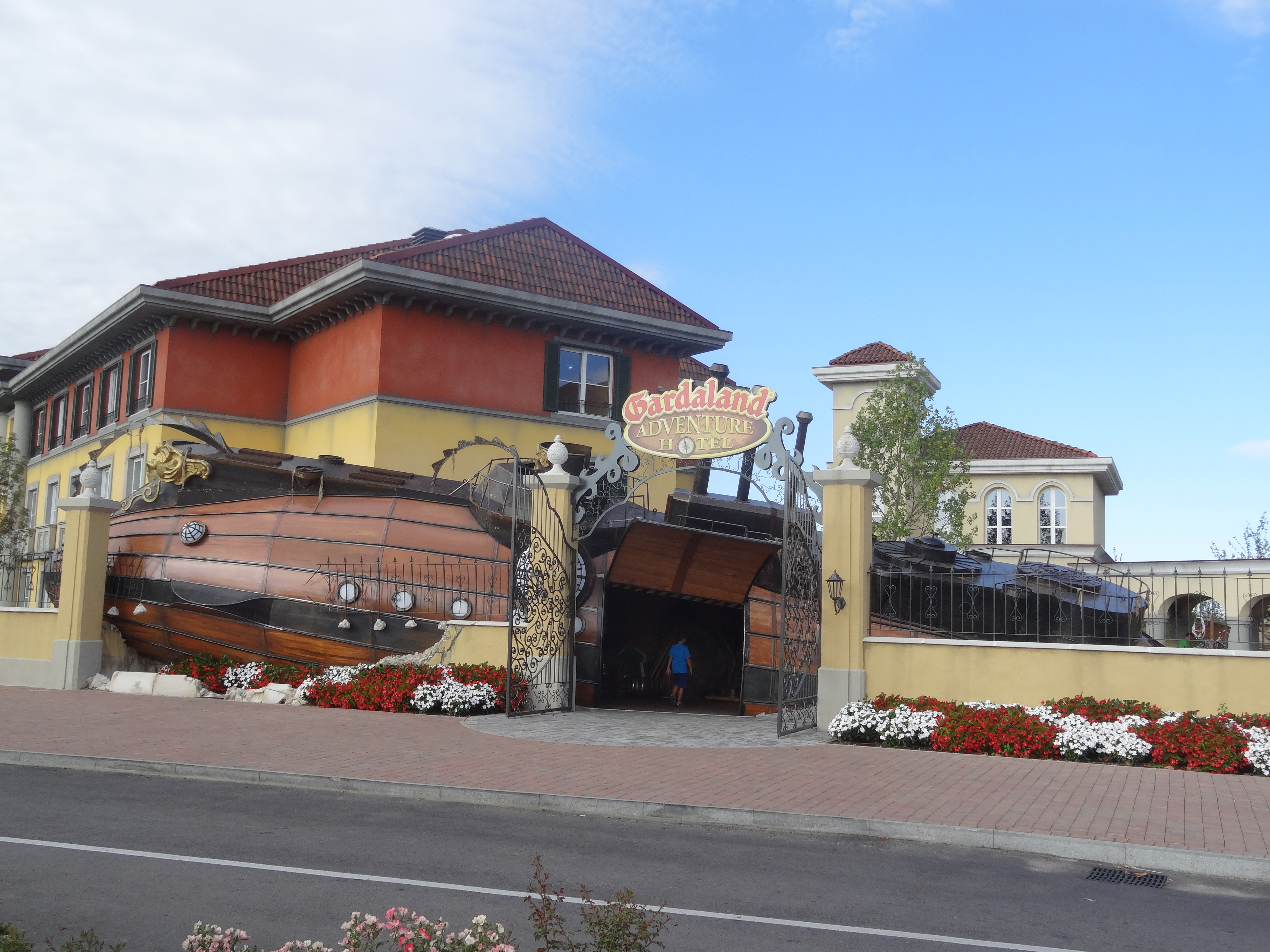
Gardaland Adventure Hotel
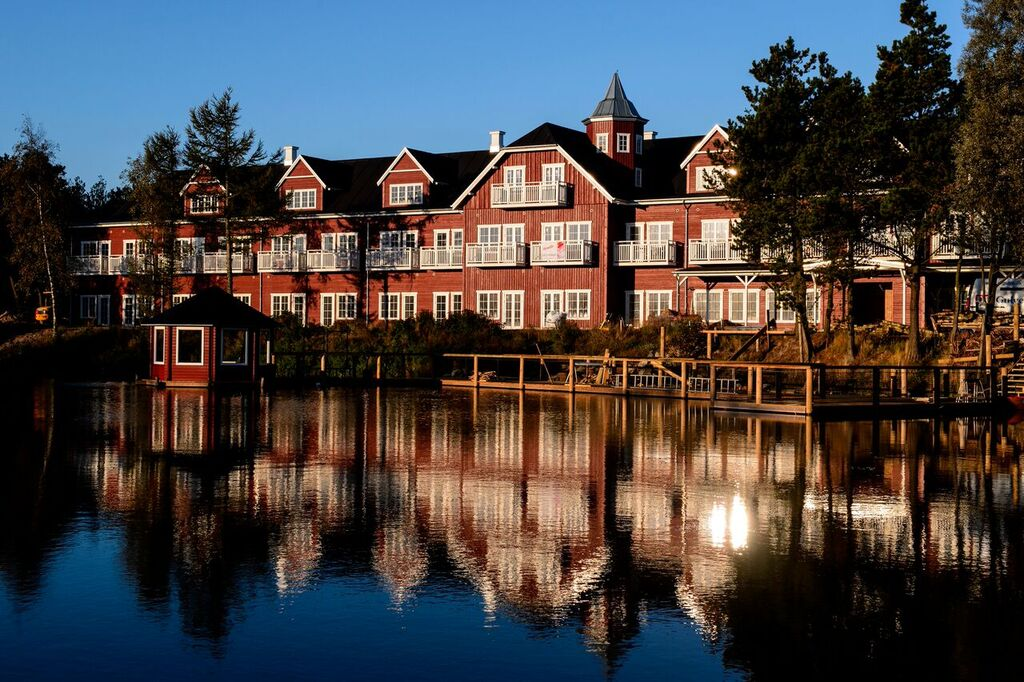
Hotel Fårup
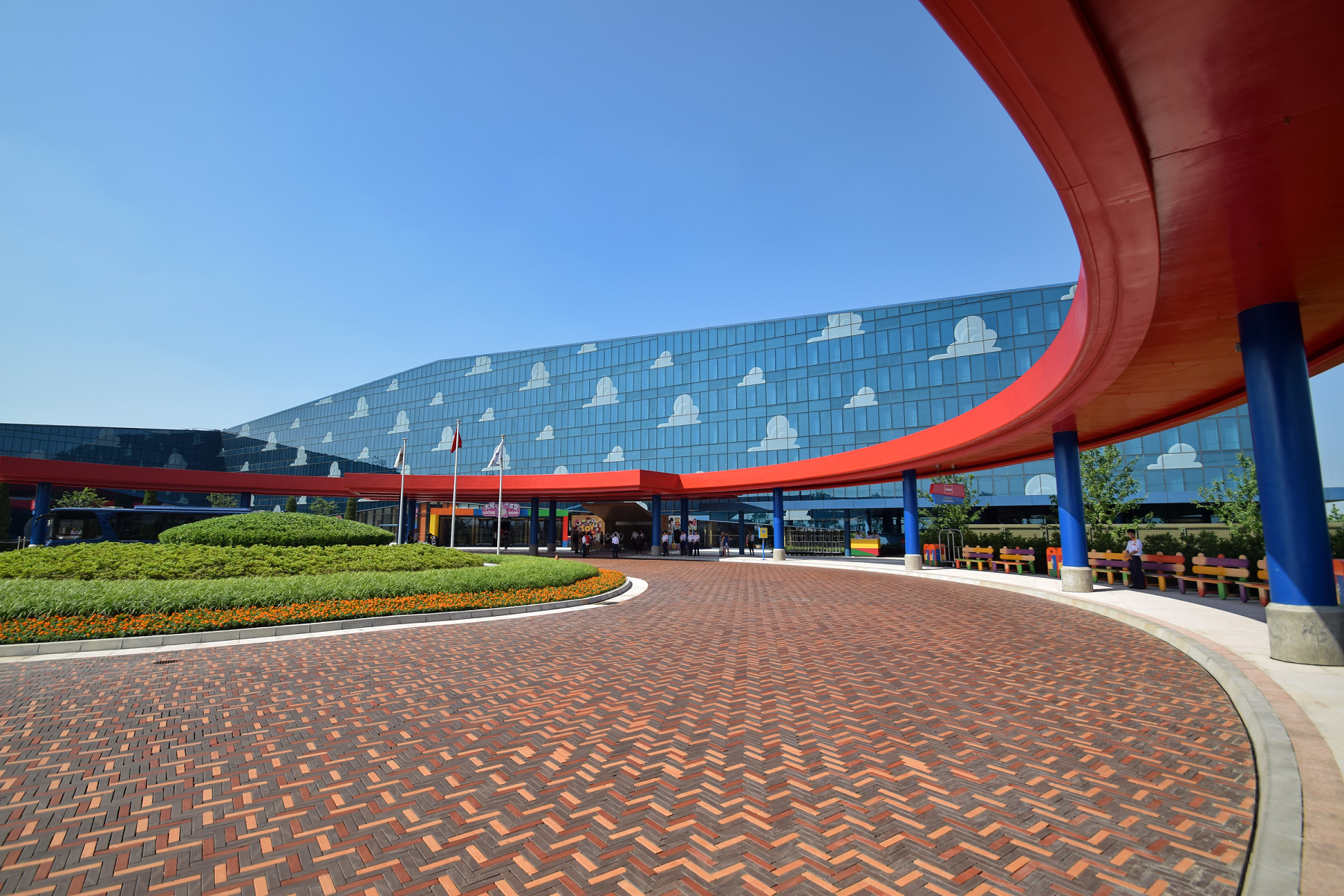
Toy Story Hotel à Shanghai Disneyland
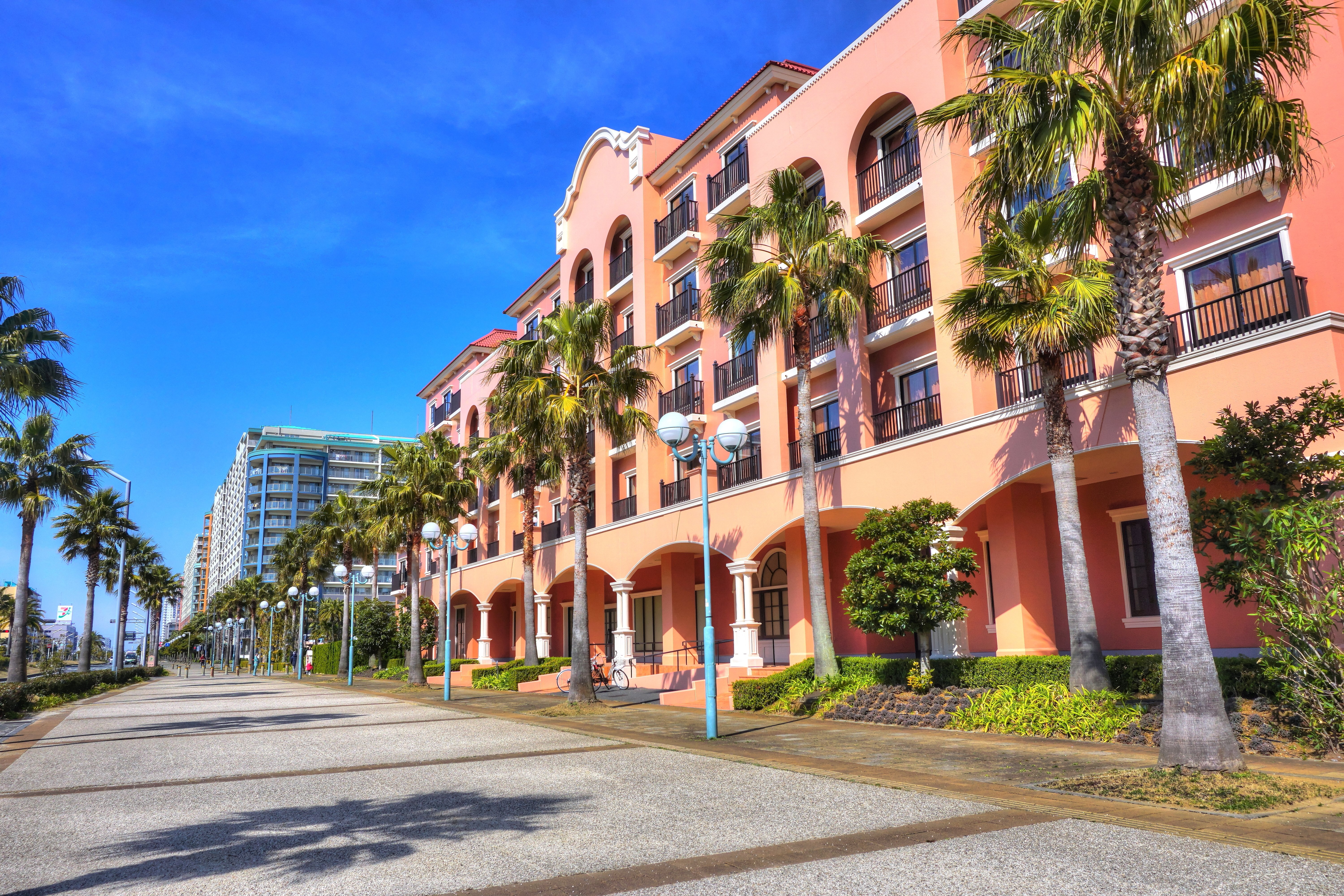
Tokyo Disney Celebration Hotel